# Неогреческий стиль
Неогре́ческий стиль (фр. neogrecque, англ. Greek Revival) — разновидность так называемого «археологического классицизма» эпохи неоклассического искусства 2-й половины XVIII — 1-й половины XIX века, в основу которого легло следование образцам искусства Древней Греции. Стиль нашёл выражение преимущественно в архитектуре, а его возникновению способствовали начавшиеся в середине XVIII века археологические исследования древнегреческих памятников Балканского полуострова, Малой Азии и Южной Италии.
Неогреческий стиль развивался на основе эстетики неоклассицизма, впервые обнаружившей интерес к изучению «подлинной античности» и отвергавшей в данном вопросе посредничество теоретиков итальянского Возрождения и классицизма XVII века. В основу стиля легли теоретические работы Иоганна Иоахима Винкельмана, способствовавшие увлечению европейцев классической Грецией, а также многочисленные иллюстрированные археологические публикации, издававшиеся с 1760-х годов.
Неогреческий стиль пережил расцвет в первой половине XIX века, на закате искусства неоклассицизма, получив наибольшее распространение в Великобритании, Германии, России и США. С развитием в середине столетия историзма и эклектики, стиль был вытеснен из архитектурной практики неоренессансом и неоготикой. 
Различные реминисценции стиля сохранялись в отдельных странах, в основном в Греции и России, вплоть до конца XIX века.

## Терминология
В русском языке специальный термин для обозначения стилизаций древнегреческой архитектуры появился в начале XIX века. С распространением моды на Древнюю Грецию возник соответствующий термин «древнегреческий вкус». Термин «неогреческий стиль» появился в начале XX века и первоначально обозначал «неогреческую» архитектуру 1840-х годов в Афинах, Берлине (Национальный и Старый музеи), Мюнхене (Глиптотека). Чуть позже к неогреческому стилю стали также относить постройки екатерининского классицизма в России. В английском языке стиль называют Greek Revival (буквально — «возрождение древнегреческого стиля»). Словосочетание впервые употребил Чарльз Роберт Кокерелл в 1842 году в отношении классицистической архитектуры, в которой использовались греческие дорический и ионический ордеры, а не типичный для Древнего Рима коринфский.

## 2-я пол. XVIII века. Возникновение неогреческого стиля

### «Открытие» Древней Греции. Архитектурная теория
Для теоретиков искусства классицизма с XVII столетия одной из основ была абсолютизация греко-римской античности, рассматривавшаяся в качестве вневременного идеала. Древняя Греция и её искусство были известны и ценились в западноевропейской культуре с давних времён, но только умозрительно: многие века образованные европейцы изучали и восхваляли труды Аристотеля, Платона и древнегреческих историков. Древнеримский зодчий и теоретик Витрувий, на трактате «Десять книг об архитектуре» которого была построена теория классицизма, сам провозгласил древнегреческую архитектуру универсальным источником, которому только и следует подражать. Тем не менее, до 1760-х годов в качестве «совершенного образца» классицистами рассматривалось исключительно древнеримское зодчество. В шестой книге трактата «Десять книг о зодчестве» ведущий теоретик искусства итальянского Возрождения Леон Баттиста Альберти провозгласил: «Строительство, насколько мы можем судить по древним памятникам, испытало свой первый порыв юности в Азии, расцвело в Греции, и позже достигло своей славной зрелости в Италии». Мысль, что архитектура достигла пика развития в Римской империи, стала краеугольным камнем академической теории в период XV—XVIII веков. На практике теория поддерживалась деятельностью Французской академии в Риме, студенты которой имели возможность изучать античные римские памятники воочию. Об архитектуре Древней Греции, в свою очередь, было практически ничего не известно, так как её территория долгое время находилась под властью Османской империи и была недоступна европейским путешественникам.

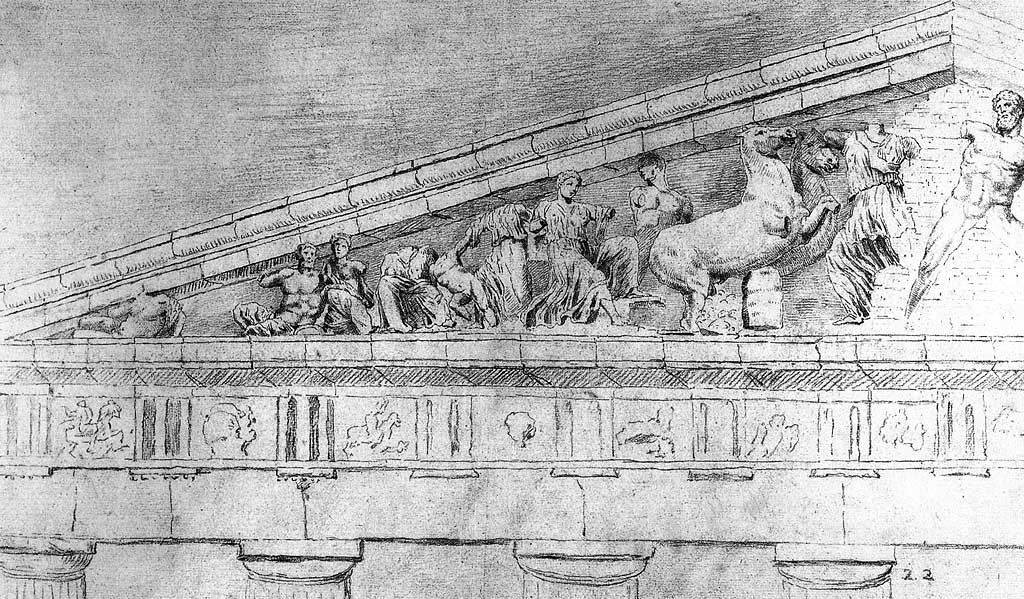
Ж. Каррей. Зарисовка фронтона Парфенона. 1674

Сведения об искусстве Греции стали проникать в Европу понемногу в XVII веке, когда части территории древней Эллады находились под властью Венецианской республики. Жан-Батист Кольбер в 1673 году организовал экспедицию по изучению Эгейских островов, в ходе которой художник Жак Каррей впервые зарисовал скульптуру Парфенона. В 1674 году Жакоб Спон и Джордж Вилер посетили Грецию и сделали первые, но некачественные, зарисовки самого здания Парфенона. Последовавшие постоянные войны в регионе вновь сделали территорию Греции недоступной для путешественников, практически до середины XVIII века, когда политическая обстановка стабилизировалась и наступил подходящий момент для серьёзного изучения древнегреческой архитектуры.
Всплеск интереса к архитектуре Древней Греции вызвали многочисленные экспедиции 1740—1750-х годов, в ходе которых был открыт древнегреческий ордер пестумского типа с мощными колоннами без баз. Пропорции ордера вызвали всеобщий интерес, но первыми внимание на греко-дорический ордер обратили английские теоретики, сначала негативно отзывавшиеся о нём. Бэтти Ленгли в книге «Надёжное руководство для зодчего» (1721) отмечал, что греко-дорический ордер первоначально не имел базы, но «база придаёт колонне больше грации». Однако уже в 1723 году Роберт Моррис, один из самых влиятельных теоретиков архитектуры XVIII века в Англии, писал в «Эссе в защиту античного зодчества» с сожалением, что образцы древнегреческой архитектуры фактически не известны его современникам, наметив возникшую позже дискуссию о «греческом» и «римском» происхождении дорического ордера.
Спор о «греческом» и «римском» в архитектурной теории XVIII столетия был связан в первую очередь с осознанием факта, что древнегреческая архитектура хронологически предшествовала древнеримской. Вместе с тем, в эстетической мысли возник тезис о том, что древнегреческая архитектура художественно превосходила древнеримскую. Развитие археологической науки способствовало появлению многочисленных исследований, в которых ставилась цель объединить результаты археологических исследований и теоретических рассуждений. Характерной в данном процессе являлась статья «Диалог о вкусе» шотландца Аллана Рэмзи, опубликованная анонимно в журнале «Исследователь» в 1755 году, в которой автор ставил Грецию выше Рима, как источник совершенства в искусстве.

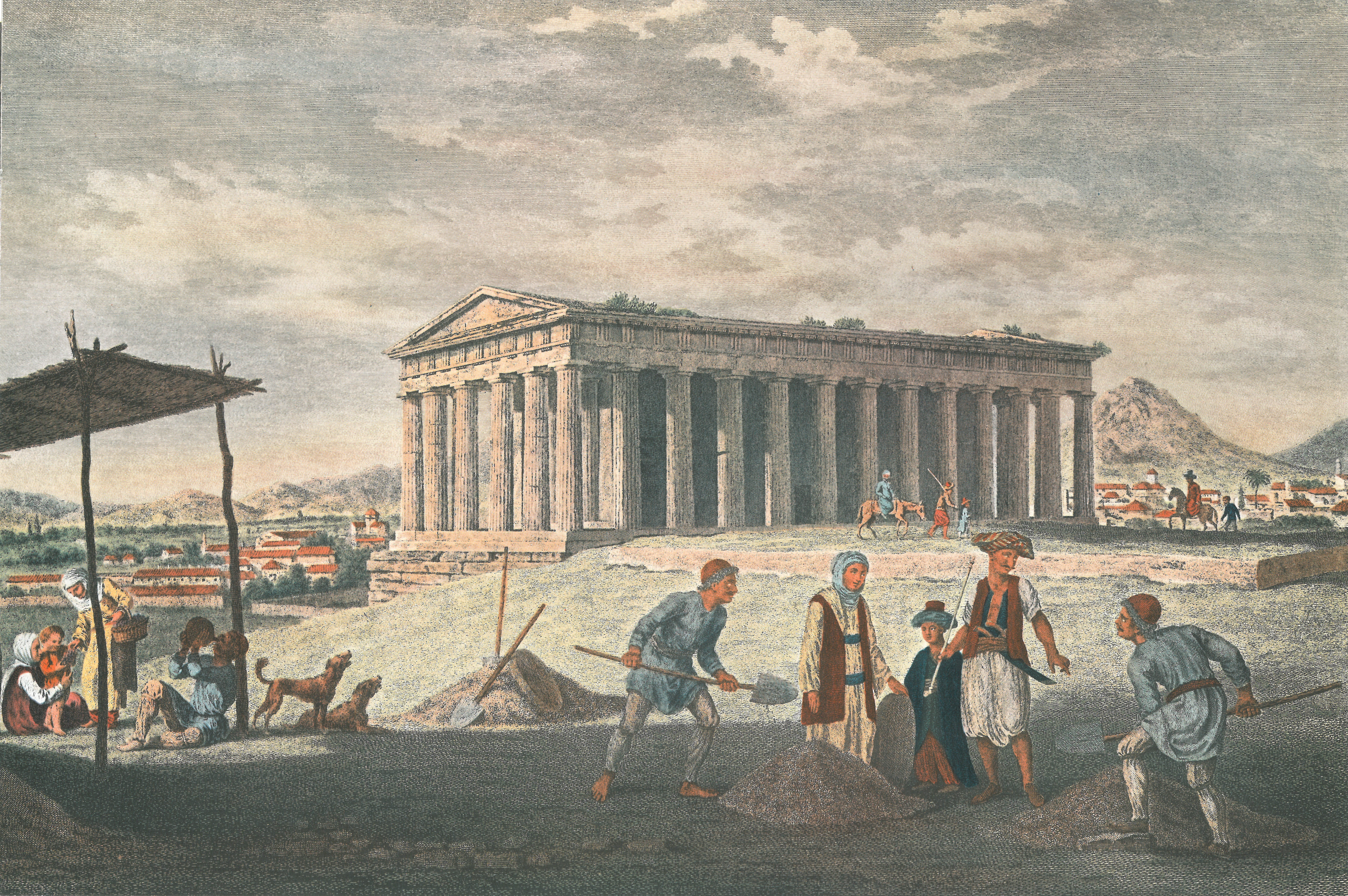
Джеймс Стюарт. Вид храма Тесея (Гефеста) в Афинах с юго-запада. Между 1750 и 1760 гг. Гуашь. Лондон, Музей Виктории и Альберта

Теоретическая основа неогреческого стиля в Великобритании во второй половине XVIII века была представлена трудами Джеймса Стюарта и Николаса Реветта. Их книга «Древности Афин» была задумана ещё в 1748 году. Деятельность Стюарта и Реветта была непосредственно связана с английским Обществом дилетантов, сыгравшим значительную роль в развитии архитектуры английского неоклассицизма. Основанное между 1732—1734 годами, Общество состояло из молодых, богатых и высокопоставленных людей. Одним из основателей Общества являлся сэр Френсис Дэшвуд, серьёзно занимавшийся коллекционированием и организацией экспедиций по изучению античных памятников, ставший в 1750—1760-х годах законодателем мод в усадебной жизни Англии. С целью организации экспедиций и создания коллекции скульптуры Общество дилетантов пошло на необычный для него шаг — включило в свой состав двух членов более низкого социального происхождения — Стюарта и Реветта. Они оба решили в юности стать художниками и шесть лет провели в Риме.
В 1743 году Стюарт и Реветт отправились пешком в Неаполь, чтобы посмотреть на новые находки в Помпеях. Считается, что во время этого путешествия у них возникла идея отправиться изучать древние памятники в Афины. Идея была поддержана и профинансирована членами Общества дилетантов. В 1751 году Стюарт и Реветт прибыли в греческий город, где пробыли четыре года, вернувшись в Англию только в 1755 году. Зарисовки Стюарта и Реветта стали известны в широких кругах любителей античного искусства уже в тот же год. В частности, работы оказали влияние на взгляды архитектора-палладианца Исаака Уэйра, который в трактате 1756 года отмечал: «Тот, кто хочет придать дорической колонне дополнительную красоту, пристраивает базу, называемую аттической». При этом зодчий цитировал Андреа Палладио, который «разъяснил, что дорический ордер не имеет собственной базы» и предлагал в качестве примера Парфенон.
Немного позже в дискуссию включились французские и немецкие теоретики. В то время, когда в Великобритании ещё не были опубликованы отчёты экспедиции Стюарта и Реветта, в путешествие по Греции в 1754—1755 годах отправился французский архитектор Жюльен-Давид Леруа. В 1758 году он опубликовал «Руины самых красивых памятников Греции», второе издание которого вышло в 1770 году. Работа Леруа была разделена на две части: историческую и теоретическую. Во второй части зодчий провёл анализ изученных памятников Афин. Включившись в актуальную теоретическую дискуссию, Леруа назвал «идеалом» искусство периода Перикла. Высокий авторитет Леруа как специалиста по античной архитектуре выразился во влиянии архитектора на последующие научные исследования: Томас Мэйджор ссылался на исследования Леруа в издании «Руины Пестума» (1768); Жак-Франсуа Блондель использовал идеи Леруа в главе о происхождении ордеров в первом томе своего издания «Курс гражданской архитектуры» (1771).
В 1758 году Пестум посетил знаменитый теоретик искусства Иоганн Иоахим Винкельман, заслуга которого как учёного состояла в том, что после посещения древнегреческой колонии он разработал историческую концепцию архитектуры и искусства архаики, которая решающим образом повлияла на становление искусствознания и археологии как академических дисциплин. Винкельман считал храмы Пестума самыми древними сохранившимися греческими сооружениями и уделил им значительное место в своей работе «Замечания об архитектуре древних», опубликованной в 1762 году.

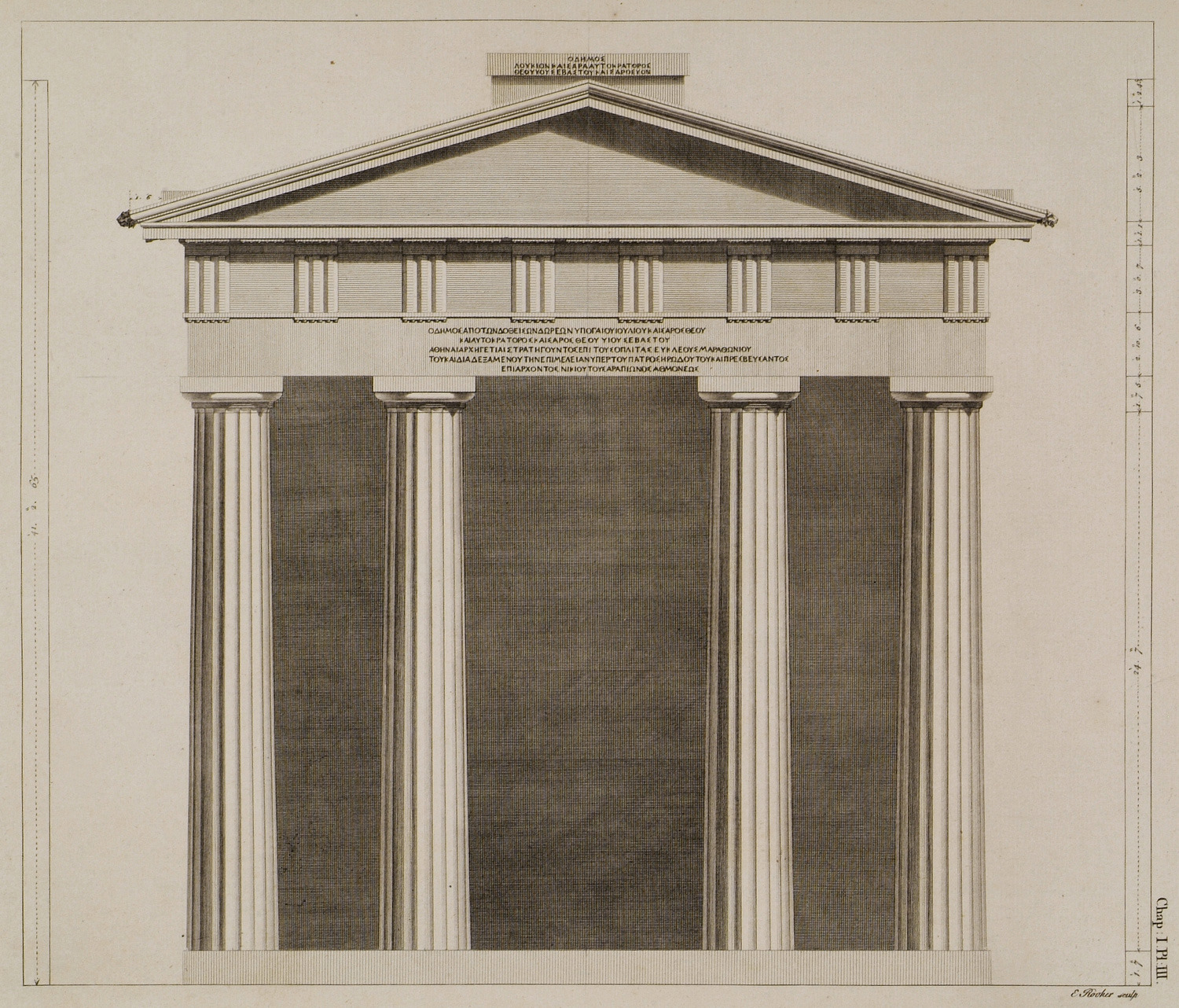
Дж. Стюарт. Зарисовка греко-дорических ворот Афины Архигетис Римской агоры в Афинах. «Древности Афин». 1762

Тем временем, в Лондоне Стюарт и Реветт получили субсидию от Общества дилетантов на издание «Древностей Афин, измеренных и начерченных Джеймсом Стюартом, членом Королевского общества и Общества искусств, и Николасом Реветтом, художниками и архитекторами». Книга была выпущена в свет в 1762 году. В труде впервые для английского общества были представлены подлинные образцы построек Древней Греции. В первом томе издания авторы высказали свою позицию в дискуссии о происхождении ордеров: по их мнению, Древняя Греция была «родиной искусства», Древний Рим — «её учеником», а памятники древнеримской архитектуры являлись «имитацией греческих оригиналов». Целью работы было объявлено желание выявить «идеал архитектуры», чтобы помочь «современному искусству». Джеймс Стюарт обозначил период со времени Перикла до смерти Александра Македонского, как расцвет Древней Греции. Главным принципом работы была заявлена точность обмеров и изложения. Тем не менее, в первом томе не были представлены постройки классического периода, в частности Акрополя, но содержались таблицы с Башней ветров и памятником Лисикрата. Работа вызвала неоднозначную реакцию. Влиятельный немецкий теоретик искусства Иоганн Винкельман отметил её «мелочность», а само издание назвал «монстром». Роберт Адам в 1763 году в письме к лорду Кеймсу обсуждал зарисовки и задавался вопросами: «должны ли иметь каннелюры колонны дорического ордера, какой декор допустим для базы и капители».
В 1760-е годы продолжилась публикация работ, посвящённых как пестумским памятникам, так и памятникам других областей Древней Греции. Ещё в 1750 году обмеры храмов в Пестуме выполнил французский архитектор Жак-Жермен Суффло, впоследствии их гравировал художник Франсуа Дюмон. Результаты работы были опубликованы в 1764 году. Параллельно, в том же году, вышли в свет «Греческие храмы Сицилии» Жака Филиппа д’Орвиля. В 1764—1766 годах состоялась так называемая Ионийская экспедиция, организованная Обществом дилетантов. Возглавленная антикваром Ричардом Чендлером, художником Уильямом Парсом и Николасом Реветтом, экспедиция стала первым исследованием памятников эллинистической Греции, расположенных в районе побережья Малой Азии. Путешественники организовали лагерь в Смирне и обследовали расположенные поблизости руины храмов Диониса в Теосе и Афины Полиады в Приене. По итогам предприятия в 1769 году было выпущено издание «Ионийские древности», содержавшее как информацию об археологических открытиях, так и подробные зарисовки архитектурных деталей.
Ряд исследований данного времени ввели в научный и художественный оборот архитектурное наследие Великой Греции и Малой Азии. Все новые книги издавались с простой целью — расширить свод источников об античной архитектуре, сведения о которой черпались в основном из «Античных построек Рима» (1682) Антуана Дегоде, содержавших обмерные рисунки древних памятников. Однако в итоге были выявлены важные различия между древнегреческими и древнеримскими постройками, спровоцировавшими затяжной, на несколько десятилетий, спор между сторонниками греческого (Иоган Винкельман, Антон Менгс, Иоганн Раффенштайн и другие) и римского (Джованни Баттиста Пиранези, Шарль-Луи Клериссо, Жозеф-Мари Вьен и другие).

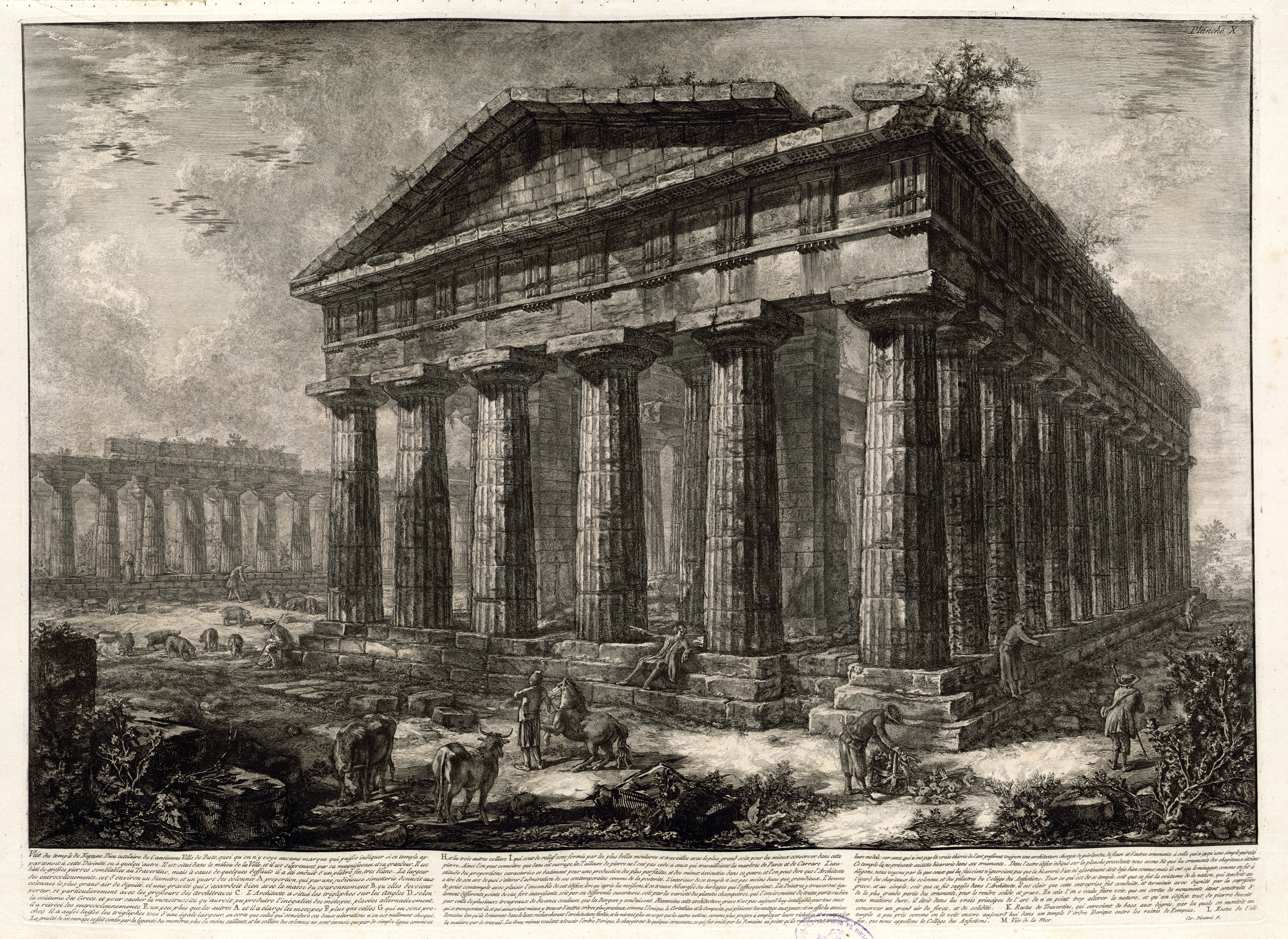
Дж. Б. Пиранези. Пестум. Из серии «Руины построек Пестума». 1777—1778. Офорт

Противники «греческого» высказывались негативно как в отношении художественных свойств пестумского варианта дорического ордера, так и отрицали его греческое происхождение. Итальянец Дженер Джофредо одним из первых обследовал пестумские постройки и в книге «Архитектура» (1768) отмечал, что хотя на ранней стадии греческого зодчества дорические колонны действительно не имели баз, это являлось их недостатком. Последовательным сторонником «римского» происхождения ордеров в Пестуме выступал итальянский художник Джованни Батиста Пиранези. В 1762 году в одном из томов «Видов Рима» он опровергал идеи Леруа и заявлял, что тосканско-дорический неканнелированный ордер являлся прототипом дорического. В 1778 году художник доказывал присутствие в храме Пестума «духа римлян». Короткие и утолщённые пропорции греко-дорического ордера шокировали прежде всего приверженцев палладианства. Последовательным противником «греков» являлся Уильям Чемберс, один из основателей британской Королевской академии. В «Гражданской архитектуре» (1759) он выступил против «слепого преклонения перед античностью» и требовал «согласовывать действия» с «Палладио и другими современными архитекторами, исключая Виньола». Греко-дорический ордер Чемберс называл «абсолютно варварским». Столь же неодобрительно о данном варианте ордера отзывался Роберт Адам. Итальянский теоретик Паоло Антонио Паоли в 1784 году подчёркивал этрусские качества храмов в Пестуме, описывая их ордер как тосканский, поскольку отсутствие базы было характерно для тосканского ордера у Витрувия.
Негативное отношение к греческой классике преодолевалось с трудом и требовало теоретических доказательств. Движение в защиту дорического ордера в 1780-е годы возглавил итальянский теоретик Франческо Милициа, в работах которого прослеживался переход от отрицания художественных качеств греко-дорического ордера к признанию его достоинств. В 1768 году автор писал, что для дорической колонны база совершенно необходима, в 1781 году отмечал, что «в отдельных случаях база может отсутствовать», а в 1787 году пришёл к выводу, что дорическая колонна «не требует базы и чем тоньше она, тем больше лишена достоинства». Наибольшую роль в признании древнегреческой архитектуры сыграл основоположник «просветительского классицизма» Иоганн Винкельман, под влиянием идей которого в ряде европейских стран применение форм греческой классики вошло в архитектурную практику.

### Архитектурная практика

#### Великобритания
Английский историк архитектуры Джозеф Мордаунт Крук писал: «Символическое начало греческому возрождению в британской архитектуре — и в мире — положило в 1758—1759 годах строительство паркового павильона в виде храма с дорическим портиком в Хэгли». Первый том «Древностей Афин» повлиял в первую очередь на архитектуру парковых павильонов. Вскоре после издания труда, павильоны, подражавшие изображённым в книге Стюарта и Реветта памятникам, стали строить в английских садах, особенно в поместьях членов Общества дилетантов. Второй том «Древностей Афин» был выпущен в 1788 году, уже после смерти Стюарта. Книга была посвящена «зданиям, построенным в то время, когда афиняне были свободным народом, в основном во время правления великого политика Перикла». Значительное внимание в ней уделялось сооружениям Акрополя.
Ни Стюарт, ни Реветт не были достаточно амбициозны и активны, чтобы поменять общий вектор развития английской архитектуры, тем не менее «Древности Афин» оказали большое влияние на развитие неогреческого стиля в начале XIX века. Архитектор Джозеф Гвилт в «Энциклопедии архитектуры» (1842) писал, что «сдержанность и чистота, которые Стюарт и Реветт старались привнести в свои здания в Англии, где их усилия привлекли внимание многих художников, должны были соперничать с абсолютно противоположным и порочным вкусом Роберта Адама, модного архитектора, чей подход был испорчен разлагающим влиянием худшего периода римского искусства».
Основным мотивом в период становления неогреческого стиля в Великобритании выступили колонны дорического ордера без баз, с 1760-х годов распространившиеся в практике архитекторов-любителей графства Уорикшир. Прототипом для них служили в большей степени зарисовки храмов Пестума, чем ещё недостаточно надёжные изображения построек Афин, о чём писал современникам в 1768 году архитектор Стивен Риу в работе «Греческие архитектурные ордера». Именно его стараниями колонна греко-дорического ордера без базы стала краеугольным камнем архитектуры греческого возрождения. «Добавление базы к дорической колонне очевидно являлось нововведением [древнеримских строителей], явно противоречившим чётко выраженному стремлению древних [греков]», — писал Риу, отстаивая ту точку зрения, что древнегреческий тип дорического ордера отличался «простотой, особо прекрасной и пропорциональной».
«Греческие архитектурные ордера» стали, в некотором роде, частью возникшего в архитектурной среде спора о неогреческом стиле, так как к последнему скептически отнеслись профессиональные архитекторы Джеймс Пейн и Уильям Чемберс. Сторону Риу занимали многочисленные архитекторы-любители и их покровители: лорды Джордж Ансон, Томас Барретт-Леннард, Уиллс Хилл и Томас Тауншенд, епископ Чарльз Литтелтон, члены парламента Джон Питт и Томас Питт, ирландский политик Агмондешам Веси, архитекторы Томас Уорсли и Томас Винн. Причины разгоревшегося спора о неогреческом стиле в Англии было сложно объяснить, так как возникновение, например, неоготики не вызвало подобного сопротивления. Среди предполагаемых причин называли то, что Пейн и Чемберс могли увидеть угрозу в обширной архитектурной практике Джеймса Стюарта и Николаса Реветта, и в целом в большой осведомлённости о древнегреческой архитектуре, в частности в Пестуме, среди архитекторов-любителей.
Фронда Пейна и Чемберса не принесла результатов, так как интерес к древнегреческому Пестуму в Англии только возрос, проявив ярое противоречие между приверженцами греческого и римского в архитектурных кругах страны. Известно, что в 1777 году Джованни Баттиста Пиранези отправился в Пестум вместе с Франческо Пиранези и Бенедетто Мори, где составил чертежи древнегреческих храмов. По его зарисовкам были сделаны пробковые макеты построек. Один из макетов, а также бо́льшую часть чертежей, получил архитектор Джон Соун, что оказало огромное влияние на развитие неогреческого стиля: Соун использовал колонны греко-дорического ордера без баз чаще, чем любой другой архитектор конца XVIII века.

#### Пруссия
Пруссия в течение XVIII века отстаивала признание равенства своего королевства с другими европейскими монархиями, пытаясь добиться этой цели как с помощью военной силы, так и через архитектуру. Новая концепция архитектурного облика Берлина была представлена королём Фридрихом II, правление которого вылилось в череду войн с Австрией, а главной целью стало создание такого облика города, который бы идеологически противостоял имперской Вене. Начинание кристаллизовалось в концепции «Афин на Шпрее», связанной с идеями Просвещения.
Новый архитектурный стиль сложился на волне национально-романтического движения после наполеоновской диктатуры, освобождения Берлина и взятия союзными войсками Парижа в 1814 году. Предшественниками неогреческого стиля новых построек Берлина стали берлинские архитекторы французского происхождения Давид Жилли Старший (1748—1808) и его сын Фридрих Давид Жилли (1772—1800). Учеником берлинской мастерской Д. Жилли был создатель нового Берлина Карл Фридрих Шинкель (1781—1841).
Берлин собирались перестроить по регулярному образцу, а главной улицей должна была стать Унтер-ден-Линден, превращённая в репрезентативный ансамбль, состоящий из Дома оперы, католического собора святой Хедвиги, Королевской библиотеки и дворца принца Генриха. Поскольку прусские правители считали своей целью создание новой империи, мотивы архитектуры черпали из образцов Древней Греции и Древнего Рима. Это политико-эстетическое движение при деятельном участии Вильгельма фон Гумбольдта получило в Берлине оригинальное название: «прусский эллинизм».
В правление Фридриха Вильгельма II нововведений в системе репрезентативной архитектуры почти не было, за исключением строительства Бранденбургских ворот, спроектированных Карлом Готтгардом Ланггансом. Выстроенные на окраине Берлина, они выполняли функцию таможенного поста и демонстрировали мирные намерения — первоначально ворота венчала квадрига с богиней мира Эйреной. Ворота были построены в «греческом стиле», вдохновлённом афинскими пропилеями, что можно рассматривать как продолжение концепции «Афин на Шпрее». С 1790-х годов Пруссия погрузилась в череду войн с Францией и значение ворот сменилось на противоположное: квадригу с богиней мира заменили на богиню победы Викторию работы Иоганна Готфрида Шадова, что должно было символизировать победу над французскими войсками.
По всей видимости, Готтард скопировал ворота из зарисовок Давида Леруа, так как в тот момент труды Стюарта и Реветта о памятниках Афин ещё не были опубликованы в Германии. С распространением «Древностей Афин», Бранденбургские ворота стали моделью для нескольких более поздних построек такого же типа (Греческие ворота в Честерском замке, Пропилеи в Мюнхене). Архитектура Бранденбургских ворот оказала влияние на творчество Фридриха Жилли, чьи мощные дорические конструкции, в частности проект памятника Фридриху Великому (1796), имели большую популярность среди его современников в Берлине.
В 1814 году император Фридрих Вильгельм III назначил Шинкеля главным архитектором Триумфа в Берлине, посвящённого возвращению прусских войск из Парижа. Войска следовали из Потсдама и прошли через Бранденбургские ворота. В 1816—1818 годах Шинкель построил здание «Новой вахты» на улице Унтер-ден-Линден. В дополнение к классическому дорическому ордеру архитектор усилил композицию здания мощными пилонами, напоминающими египетские. Похожее сооружение в 1830—1832 годах Шинкель возвёл в Дрездене. Среди других построек Шинкеля в неогреческом стиле в Берлине — здания Драматического театра (1818—1821), Строительной академии (1832—1836), Старого музея (1823—1828), посвящённого Фридриху Вильгельму III.
Образ нового Берлина нашёл отражение в знаменитой панораме живописца Эдуарда Гертнера, а также в росписях тарелок, чаш и фарфоровых плакеток Берлинской фарфоровой мануфактуры.

#### Россия
В период царствования Екатерины II главным стимулом внешнеполитической деятельности и культурной жизни Российской империи стал «греческий проект», основной целью которого провозглашалось отвоевание у Османской империи побережья Малой Азии, Константинополя и черноморских проливов, по сути — занятие территорий, на которых некогда располагалась Византийская империя. В конце 1770-х годов «греческий проект» внёс новую струю в стиль русского классицизма. В искусстве стала превалировать античная линия, хотя в русской культуре XVIII века термин «греческий» всё ещё нередко означал «византийский». Устремления, связанные с проектом, побудили императрицу изучать историю и искусства Древней Греции и Византии, однако их материальные памятники были недоступны, из-за отсутствия культурных контактов с Османской империей.
Знания о Древней Греции и Византии пришли в Россию из Западной Европы. Труды Винкельмана дошли до России не ранее 1769 года, когда Дмитрий Голицын прислал в Академию художеств три собственных сочинения, в которых излагались идеи Винкельмана. «История искусства древности» была в библиотеках Екатерины Дашковой и Петра Панина. Была знакома с идеями Винкельмана и Екатерина II. Несмотря на то, что правительница по всей видимости предпочитала римский вариант классицизма, она проявила интерес к французскому греческому вкусу, что привело к созданию немногочисленных предметов декоративно-прикладного искусства в данном стиле в России.
С 1760-х годов поиск «корней» истинно греческой архитектуры стал одним из занятий так называемых «пенсионеров» Академии художеств, изучавших пропорции, отдельные формы и приёмы античной архитектуры, с целью выявить последующие искажения и домыслы. «Пенсионеры» совершали путешествия на юг Италии, где изучали раскопки Геркуланума и Помпей, а также осматривали постройки Пестума. Для библиотеки Академии приобретались дорогие европейские издания-увражи, которые также попадали в библиотеки богатых магнатов, просвещённых любителей античности. В России в тот период уже были известны работы Стюарта и Реветта о древностях в Афинах и Ионии, а в 1764 году Иван Бецкой прислал в подарок Академии художеств только что изданный в Англии увраж «Древности Пестума».
Открытие древнегреческих вариантов архитектурного ордера (прежде всего дорического) оказало влияние на архитектуру русского классицизма конца XVIII века. Древнегреческую архитектуру изучал и интерпретировал в своём творчестве Чарльз Камерон. Историк архитектуры Владимир Талепоровский писал: «Знакомясь (что очень возможно) с увражами Чемберса и братьев Адам, издававших почти ежегодно с 1773 по 1786 г. свои проекты, Камерон не утрачивал, а только ещё больше заострял своё понимание античности, всё более склоняясь к красоте и логике греческой архитектуры». Одной из настольных книг Камерона были «Греческие архитектурные ордера» Стивена Риу. Архитектор первым в России стал применять в практике греческие ордера, использовав их для украшения фасадов Холодных бань в Царском Селе и павильонов в Павловске. Разработанные Камероном ордера имели тщательную деталировку. Храм Дружбы в Павловском парке (1781—1784) был оформлен дорическим ордером, близким к ордеру Парфенона: шестнадцать белых дорических колонн как бы вырастали прямо из цоколя без баз, вокруг стен круглой ротонды, хотя по пропорциям они были стройнее ордера Парфенона. Профили и обломы постройки были также близки к древнегреческому памятнику. Широкая капитель имела характерный греческий эхин, а модульоны прорисованы сплющенными, как греческие мутулы. Историк архитектуры Дэвид Уоткин писал, что Храм дружбы можно считать первым памятником неогреческого стиля в России.
Совершенно иной характер имели пилястры греческого ордера в нижней части Камероновой галереи в Царском Селе (1780—1794). «Фантазийные» пилястры постройки занимали как бы промежуточное положение между дорическими и тосканскими ордерами. По сути они являлись вольной фантазией зодчего, так как в греческой архитектуре никогда не существовало тосканского ордера, а на фуст не надевали русты. Самой эффектной находкой Камерона стал греческий ионический ордер, который он заимствовал из Эрехтейона в Афинах. Подобный ордер он применил в Камероновой галерее, а также в павильоне Трёх граций в Павловске. Капитель колонны с многократно закрученными волютами в данном случае применялся практически в точном соответствии с греческим оригиналом. В связи с этим Владимир Талепоровский отмечал: «Галерея Камерона по характеру и пропорциям ордера полна чарующей красоты Эллады».
Был хорошо знаком с греко-дорическим ордером выдающийся архитектор-палладианец Николай Львов. Предполагается, он мог посетить Пестум в ходе своей «пенсионерской» поездки в Италию, куда отправился в мае 1781 года. На постройки древнегреческой колонии архитектор ссылался в описании проекта Иосифовского собора в Могилёве (1781—1798) в пояснении к гравированным чертежам: «Дорический орден, украшающий внешность сей церкви, сделан по примеру древних греческих зданий без базов, коих при сём ордене никогда не употреблялось в лутшее время Греческой Архитектуры, как то свидетельствуют все остатки Афинских, а также и Пестумских храмов», — писал зодчий.

#### США

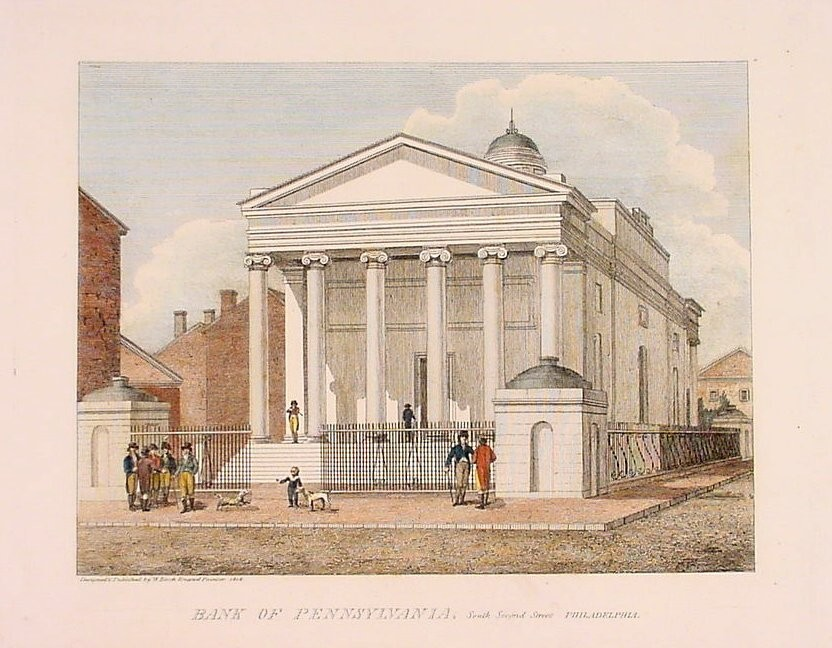
Уильям Бёрч. Пенсильванский банк. Views of Philadelphia, 1827-1828

Книги о древнеримских археологических памятниках появились в США после начала Американской революции. Данным направлением в архитектуре заинтересовался Томас Джефферсон, способствовавший его зарождению и распространению в стране. Политик рассматривал данный стиль, как способ олицетворения «новой республики», который бы демонстрировал независимость Штатов от Англии. Вместо заимствований из английской архитектуры, предполагалась брать в качестве источника напрямую образцы римской архитектуры. Таким образом возник американский вариант неоклассицизма.
Известно, что экземпляры «Древностей Афин» находились в библиотеке Филадельфии уже в 1770 году, а одна из книг лично у Джефферсона. Греческая и римская классика в тот период вошла в архитектурную практику, на чём настаивали американские лидеры. Томас Джефферсон и Джордж Вашингтон целенаправленно поощряли развитие архитектуры Вашингтона на основе римского и греческого стилей. В это время образ древних Афин, как романтический идеал демократии, стал явлением американской культуры.
Первое американское здание в неогреческом стиле было спроектировано и построено на рубеже XVIII—XIX века архитектором британского происхождения Бенджамином Генри Латробом. Пенсильванский банк в Филадельфии (1798—1801), снесённый в 1870 году, имел характерные черты стиля — прямоугольный план, греко-ионический портик и треугольный фронтон.

#### Франция
В 1750-е годы мнение о том, что всем хорошим архитектура и искусство обязаны древним грекам стало распространяться по всей Западной Европе, однако как в точности выглядело искусство Древней Греции ещё не было известно. Вначале раскопок древнеримского Геркуланума в 1738 году найденные предметы считали древнегреческими. Под впечатлением от находок в 1760-х годах во Франции возник новый стиль искусства — греческий вкус (фр. Goût grec). Предметы в этом стиле делали по образцу находок в Геркулануме и Помпеях. Фердинандо Галиани, секретарь неаполитанского посольства в Париже, писал в 1763 году об охватившей Францию моде на греческий вкус: «После того как были изгнаны картуши, растительный орнамент и изогнутые линии, порождения французских архитекторов, все предались увлечению древностью, причём с такой страстью, что этот вкус, возникший всего четыре года назад, уже перешёл всякие границы».
Постепенно «греческий» стиль стал использоваться в декоративно-прикладном искусстве Франции. Первые проекты с неоклассической мебелью были изданы Жаном-Франсуа Нефоржем в 1765 и 1768 годах. Жан-Шарль Делафос публиковал гравюры с мебелью в этом тяжеловесном стиле в 1760—1780-х годах. От использования стиля отказались незадолго до 1770 года, поскольку он оказался «слишком выспренным и тяжеловесным. Общество, воспитанное в рокайльном уюте, пока ещё не согласно встать на античные контуры и отказаться от человеческого масштаба окружающих предметов, от форм, ласкающих глаз».
Исследования Жульена-Давида Леруа оказали большое влияние на развитие французского неоклассицизма. Труды архитектора стали одной из главных вдохновляющих идей известного французского архитектора Клода-Николя Леду: реконструкция Пропилеев Леруа послужила прототипом для создания портика входа Арк-э-Сенан; иллюстрации древнегреческих построек из «Руины наиболее прекрасных памятников Греции» являлись прототипами для дорических колонн, ставших характерной чертой монументального стиля общественных построек Леду, в особенности, в так называемых «Парижских заставах». Неканеллированные дорические колонны без баз, непохожие на колонны пестумского типа, Леду явно позаимствовал из зарисовок руин Торикоса в издании Леруа.

## 1-я пол. XIX века. Расцвет неогреческого стиля

### Изменение эстетических вкусов
Несмотря на археологическое открытие древнегреческой архитектуры в XVIII веке, неогреческий стиль не имел большого распространения вплоть до окончания Наполеоновских войн, по завершении которых установившийся мир и воодушевление от победы, в сочетании с так называемым «новым гуманизмом», вылились в возведение большого количества общественных зданий, спроектированных по древнегреческим образцам. Успеху неогреческого стиля также способствовало изменение философско-эстетических и общественно-политических взглядов начала столетия.
Интерес к архитектуре Древней Греции поддерживался прежде всего в классической немецкой эстетической мысли. На рубеже XVIII—XIX века в Веймаре образовался кружок поэтов и мыслителей, мечтавших о возрождении гуманистического искусства по примеру древних Афин, для которых «путеводной звездой» стало «эллинское» учение Винкельмана. Иоганн Петер Эккерман называл их «партией классиков», но позже за явлением закрепилось название веймарская классика (нем. Weimarer Klassic), не совсем точно передаваемое на русском языке как «веймарский классицизм». Крупнейшими представителями веймарской классики стали Иоганн Вольфган фон Гёте, Фридрих Шиллер и Вильгельм Гумбольт. Гёте в ряде работ рубежа веков — статьях «Введение в Пропилеи» (1798), «О Лаокооне» (1798), «Коллекционер и его близкие» (1798—1799), эссе «Винкельман» (1804—1805), — предпринял попытку соотнести понятия «античность» и «современность». Мыслитель превозносил Винкельмана, считая что последнему удалось в наибольшей степени овладеть «духом древних» и посредством этого познать как «красоту форм, так и способы её создания». Гумбольт придерживался мысли, что гармоничное развитие личности и свобода искусства были возможны лишь в Древней Греции, которой он посвятил ряд трудов — «Об изучении древности» (1793), «Лациум и Эллада» (1806), «История падения и гибели греческих полисов» (1807) и другие.
Несмотря на прокламации в поддержку древнегреческого искусства, архитектура Эллады всё ещё вызывала сложности в области эстетического восприятия. Характерным был пример посещения Пестума Иоганном Гёте, которому рекомендовал посетить колонию Ричард Пэйн Найт, считавший её руины чрезвычайно живописными. Гёте был воодушевлён, ожидая увидеть «лёгкий стиль» архитектуры, однако в итоге ему пришлось целый час привыкать к архаическим постройкам. Философ отмечал: несмотря на то, что с первого взгляда тяжеловесные массы коренастых колонн могут показаться «давящими, если не сказать пугающими», то это происходит лишь от того, что за многие века вкусы людей изменились, отойдя от строгой простоты в сторону изящества. Историк архитектуры Питер Коллинс писал по этому поводу: по-настоящему неогреческий стиль вошёл в архитектурную практику, только когда поколение Гёте смогло примирить свои вкусы с примитивностью древнегреческой архаики.
К 1820 годам, с возведением в идеал простоты, а также под влиянием связанных с ней идей рационального неоклассицизма, на Западе наконец-то смогли осознать греческую архаику и классику как нечто прекрасное. Несмотря на то, что в произведениях неоклассицизма зачастую соединялись и древнегреческие и древнеримские влияния, неогреческий стиль в конце концов выделился в самостоятельное направление, вскоре заявившее претензии на господство в архитектуре. Николаус Певзнер отмечал, что в контексте классической архитектуры, 1820—1840-е годы правильнее всего описать, как время господства неогреческого стиля. В тот период лучшие архитекторы смогли создать наиболее выдающиеся произведения данного направления: Британский музей Роберта Смёрка; многочисленные работы Карла Шинкеля в Германии, одного из самых оригинальных представителей неогреческого направления в континентальной Европе; произведения Уильяма Стрикленда в США, одного из самых плодовитых архитекторов в неогреческом стиле.
Общественно-политическую основу неогреческого стиля составлял либеральный гуманизм образованного класса начала XIX века, связанный с идеями Гёте, благодаря которому появились первые общедоступные музеи, художественные галереи и национальные театры, а также под воздействием которого была существенно перестроена система образования, ставшая более доступной для различных социальных групп.

### Австрия
В Австрии в первой четверти XIX века был создан один из самых характерных памятников неогреческого стиля. В 1809 году, во время отступления французских войск из Вены, Наполеон Бонапарт приказал взорвать старый бастион в центре города. На образовавшемся пространстве перед дворцом Хофбург император Франц II после Венского конгресса организовал устройство Народного сада (нем. Volksgarten). В центре сквера был возведён так называемый храм Тесея (нем. Theseustempel) — парковый павильон, созданный для размещения скульптурной группы «Тесей, побеждающий кентавра Эвритиона» Антонио Кановы. Заказанная Наполеоном, скульптурная группа должна была украсить центральную улицу Милана, прославляя императора, но после его поражения была выкуплена австрийским правителем. Работе было придано новое значение — она символизировала преодоление революционной опасности и победу Габсбург-Лотарингского дома над французами. Архитектору Пьетро Нобиле поступил заказ спроектировать специальный павильон в форме древнегреческого храма для размещения в нём скульптуры. Павильон представлял собой уменьшенную копию афинского храма Гефеста, в начале XIX века называвшегося храмом Тесея, так как считалось, что в нём были погребены кости древнегреческого героя Тесея. Вместо тринадцати колонн по боковым фасадам, как в оригинальной храме, в венском павильоне было устроено только десять, по причине малой площади Народного сада. В целом в здании чрезвычайно точно воспроизводились пропорции древнегреческого прототипа. Помимо скульптуры Кановы, в подвале павильона также размещалась коллекция антиков австрийской императорской семьи, открытая для публики.

### Бавария
Соперничество Пруссии и Баварии за главную роль в объединении немецких земель отчасти выразилось в своеобразном соревновании проектов создания «национального монумента». Людвиг I, ещё до вступления на престол, развил в себе страсть к архитектуре, рассматривая её как часть государственной пропаганды. Под его протекцией был кардинально перестроен Мюнхен, ставший современной европейской столицей, застроенной общественными зданиями и памятниками. Людвиг I начал свою деятельность в области архитектуры с небольшим кружком архитекторов, участники которого стали близкими друзьями правителя. Ещё в качестве наследного принца он задумал основать два учреждения, которые должны были превратить Мюнхен в культурную столицу будущей объединённой Германии: мемориальный зал по образцу парижского Пантеона и публичную галерею древних скульптур.
После победы над Наполеоном, в 1813 году был открыт конкурс на проект «Вальхаллы» (термин, обозначавший зал для убитых воинов-героев, был заимствован из скандинавской мифологии). Несмотря на заимствование, Людвиг предполагал использование для проекта древнегреческих форм, утверждая, что афинский Парфенон являлся не только образцом совершенства, но и был тесно связан с победой греков над персами, которая способствовала объединению Древней Греции. Шинкель прислал на конкурс альтернативный проект в готическом стиле, породивший долгие дебаты о подходящей стилистике, для изображения «национального немецкого» в архитектуре. Вариант Шинкеля был быстро отвернут в пользу древнегреческого дизайна нюрнбергского архитектора Карла Галлера фон Галлерштейна, в тот момент изучавшего древние памятники в Афинах. Проект в неогреческом стиле, лишённый поздних римских и ренессансных наслоений, лучше всего отражал бытовавшие мифы о чистоте нации и её величии.
В 1818 году в Баварии всё ещё продолжались дебаты о возможности создания немецкого национального стиля и принц Людвиг всё же проявил интерес к неоготике. В тот период в баварской архитектуре на первый план выдвинулся Лео фон Кленце, учившийся в Берлине у Давида Жилли, в своё время примкнувший к движению Прусского эллинизма и ставший впоследствии основателем ещё одной разновидности этого направления — Мюнхенского классицизма (нем. Münchener Klassizismus). Перед зодчим стояла задача на основе науки доказать, что неогреческий вариант классицизма являлся одновременно и национальным и христианским и современным для Германии, для чего он обратился к популярной тогда теории о Великом переселении народов, из которой он сделал вывод, что архитектура распространялась соответственно переселению индогерманских племён, с востока по Дунаю на северо-запад и уже оттуда на юг, в Италию. На основе данной теории, архитектор вывел идентичность происхождения и архитектурного оформления древнегреческих храмов и построек в курганах гуннов, городских стенах и башнях в Швейцарии, монументах кельтской Галлии, скандинавских постройках друидов, Стоунхендже и Карнаке.
Зодчий выступал непреклонным пропагандистом неогреческого стиля и писал: «Была и есть только одна архитектура, и всегда будет только одна архитектура, а именно та, которая воплотила своё совершенство в годы становления греческой цивилизации. То, что греки открыли эту совершенную архитектуру, было просто совпадением или даже божественной судьбой, но она принадлежит в той же мере Германии, как и Греции». Свои архитектурные пристрастия архитектор воплотил в здании мюнхенской Глиптотеки. Кленце прославился в Германии и заграницей как наиболее выдающийся создатель музейных сооружений своего времени и позже получил заказы в Афинах, Санкт-Петербурге, а также был приглашён для консультаций в Лондон, где Бавария была признана «классицистической страной искусства».

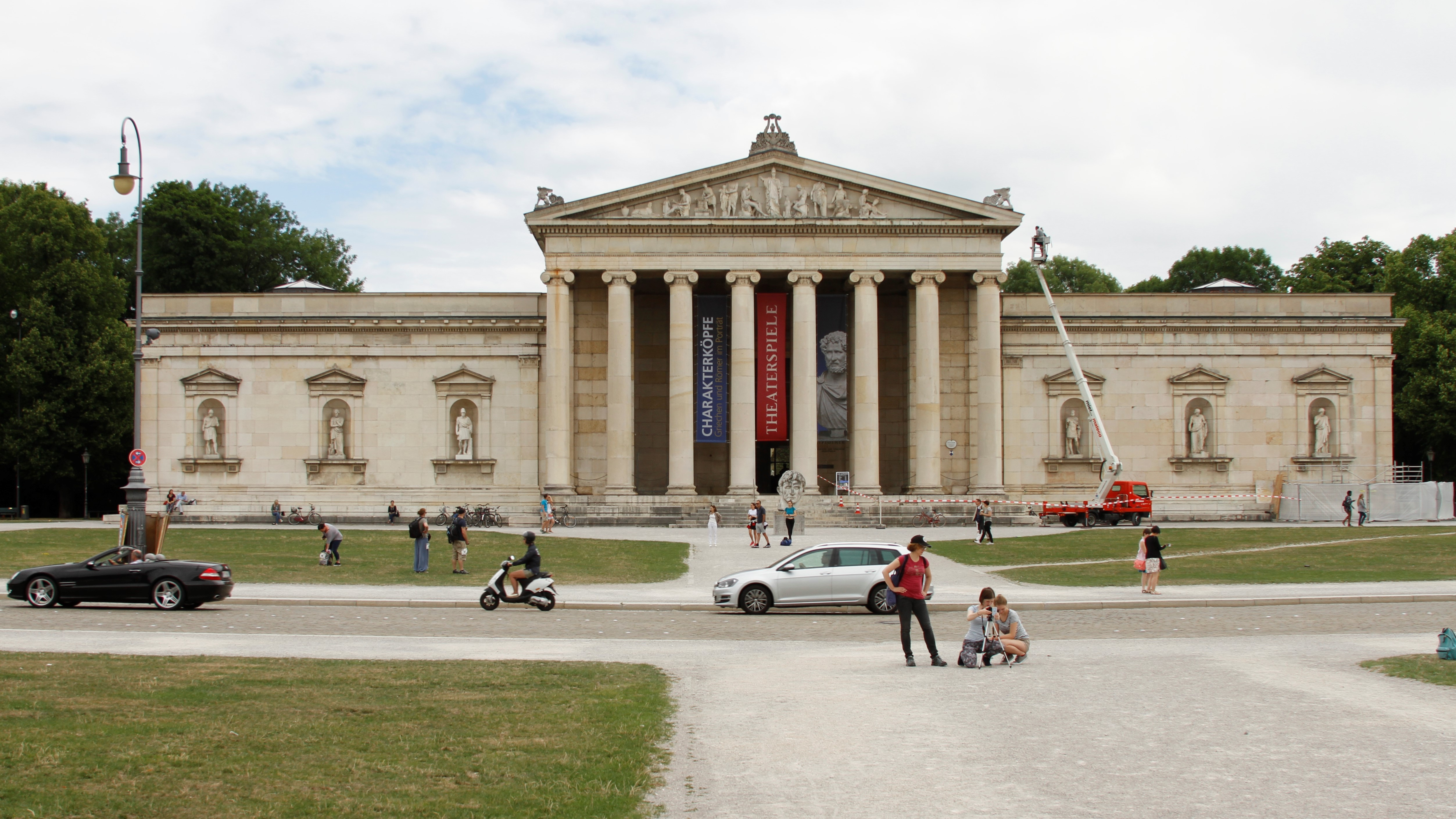
Глиптотека, Мюнхен
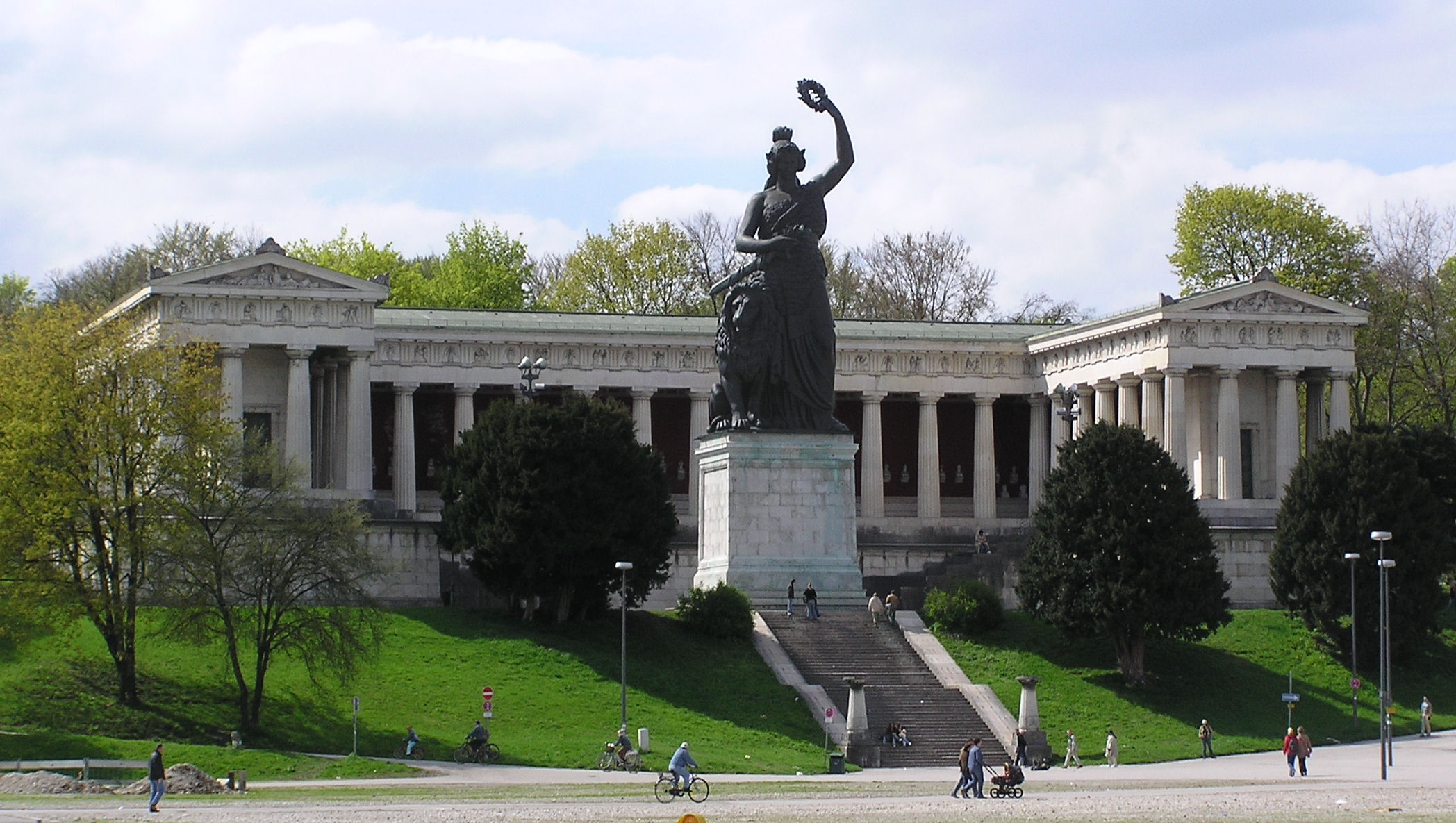
Зал Славы, Мюнхен
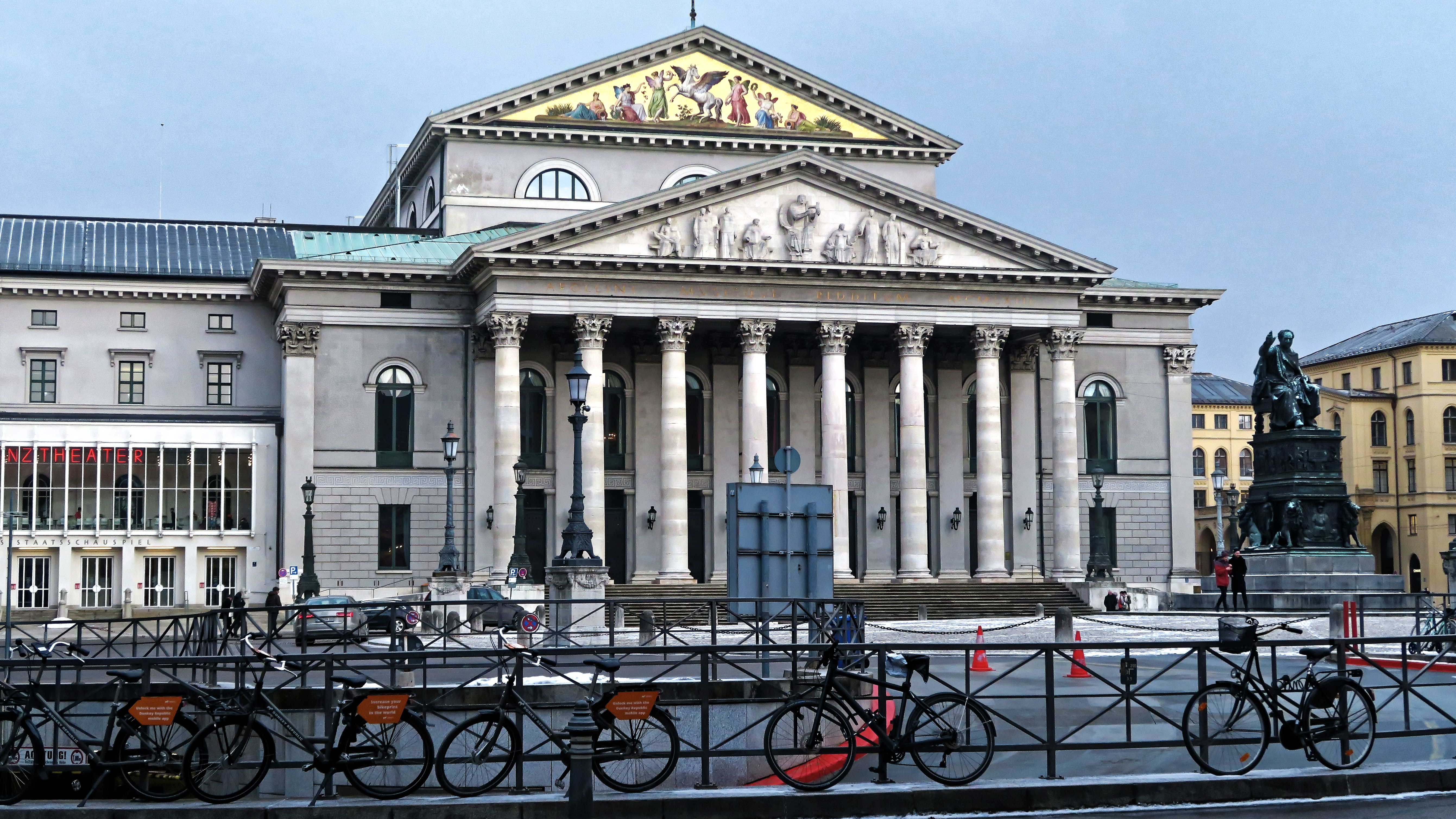
Национальный театр, Мюнхен
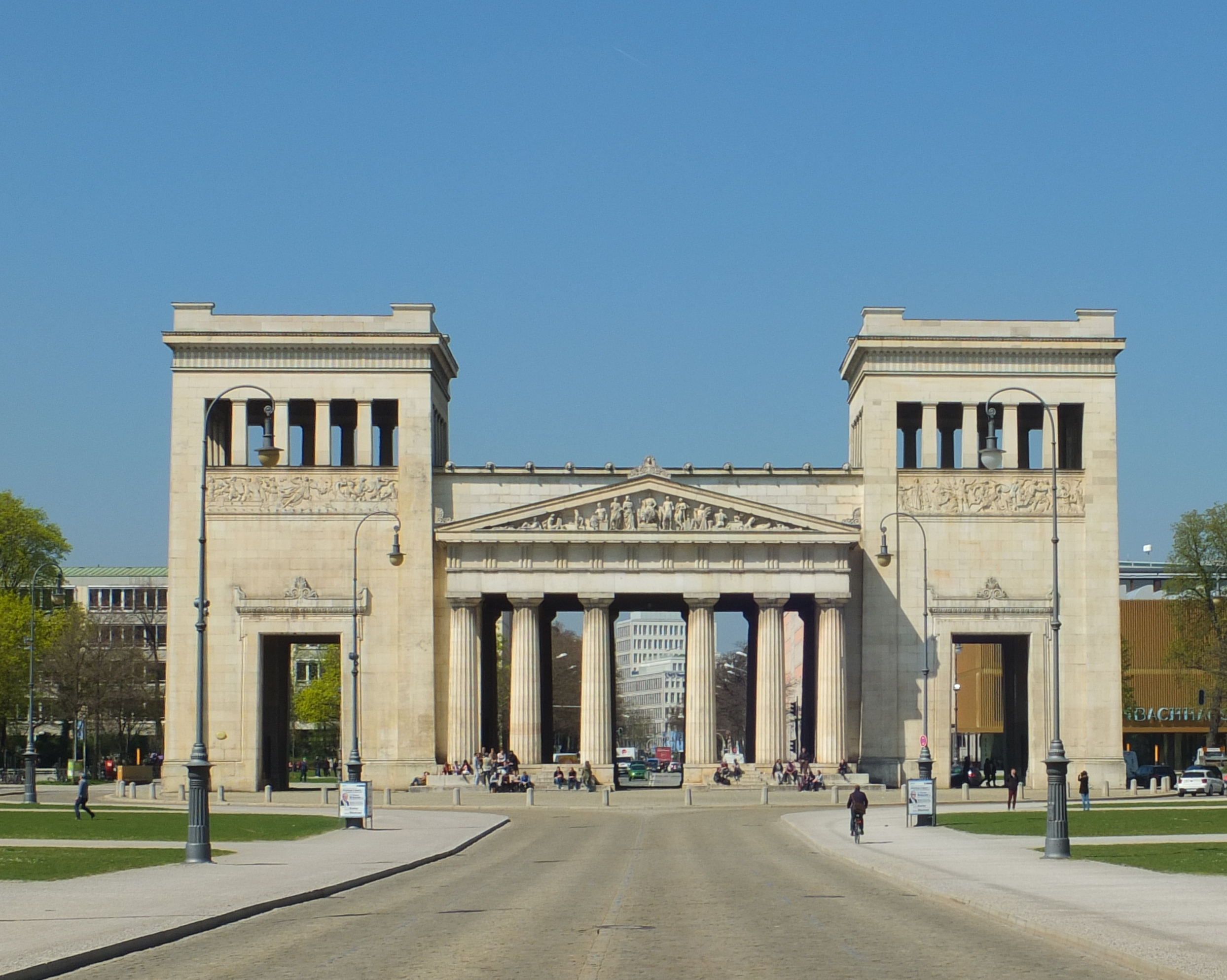
Пропилеи, Мюнхен

### Великобритания

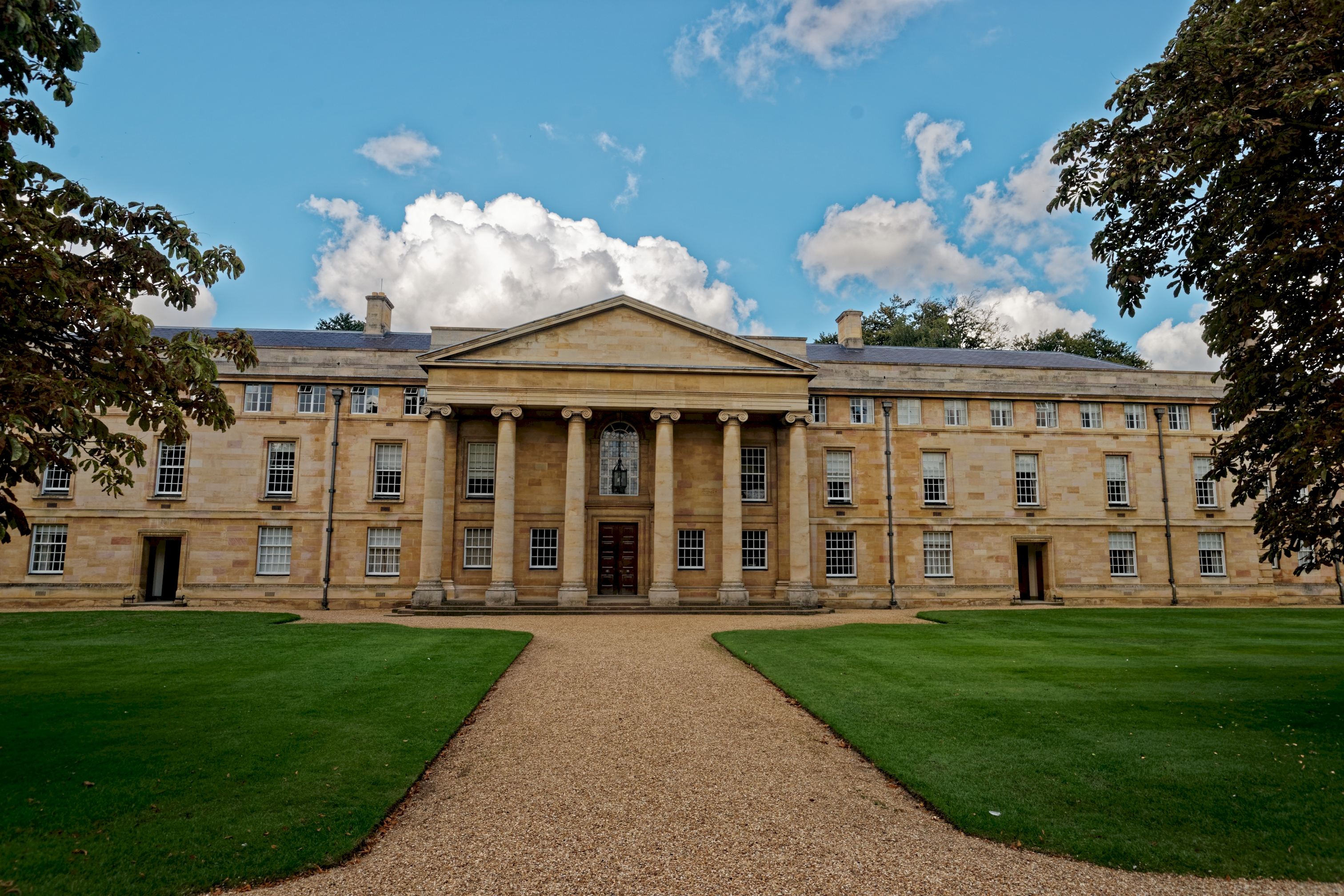
Даунинг-колледж, Кембридж

В 1810—1820-х годах, с целью превзойти наследие Наполеона — провозглашённое им величие Римской империи, английские архитекторы обратили пристальное внимание на архитектуру общественных зданий, с энтузиазмом посвятив себя проекту возрождения очищенных от римского влияния греческих форм. С доставкой в 1816 году в Британский музей мраморных деталей Парфенона, ассоциативная связь между современной Британией и древними Афинами трансформировалась из тщеславного увлечения античностью в национальную идею. Предвосхитили этот процесс ожесточённые дебаты по поводу возведения зданий колледжа в Кембридже, когда Томас Хоуп рекомендовал использовать при строительстве монументальные древнегреческие формы. В 1804 году он опубликовал брошюру, критикующую франко-итальянский академический классицизм проекта Джеймса Уайта для Даунинг-колледж, описывая его как «деградировавший» римский классицизм. Брошюра вызвала острые споры среди интеллектуалов и беспокойство в обществе. В итоге, новый проект колледжа в Кембридже в неогреческом стиле составил молодой архитектор Уильям Уилкинс, только что вернувшийся из трёхлетнего турне по Греции и Малой Азии. Колледж стал образцом общественного строительства на многие годы вперёд, а греческая архитектура стала пользоваться популярностью в загородном строительстве (наиболее яркий пример — Грейндж-Парк самого Уилкинса, 1804—1809).
Упомянутый банкир, коллекционер и дизайнер интерьеров Томас Хоуп, подробно изучавший греческую архитектуру в 1799 году в Афинах, активно способствовал распространению моды на неогреческий стиль. В том же 1799 году он приобрёл особняк на Дюшес-стрит в Лондоне и составил проект пристройки к нему большой галереи с архитектурными деталями, заимствованными из Храма Гефеста и Башни ветров. Галерея была построена архитектором Чарльзом Хиткотом Татамом и открыта для посещения в 1804 году. Хоуп опубликовал изображения её интерьеров, вместе с другими интерьерами особняка, в своей популярной книге «Домашняя мебель и внутренняя отделка» (1807).
Пропагандировал неогреческий стиль в начале столетия и Джон Соун, читавший лекции между 1810 и 1820 годами в качестве профессора архитектуры в Королевской академии художеств. Подготовка к лекциям привела его к более детальному изучению и впоследствии к одобрению деятельности Джеймса Стюарта. Выступавший противником моды на стиль рококо в оформлении английских интерьеров, Соун говорил студентам: «в тот момент, когда жалкие выступления в защиту [рококо] стали всеобщим явлением, Стюарт и Реветт, эти великие светила, вернувшись из Афин, стали разрушать моду на этот ужасный декор интерьеров, оказывавший губительное влияние на все сферы [искусства]». В лекциях Соун восемь раз ссылался на археологические работы Стюарта и Реветта.
Британские архитекторы и художники первыми оценили декоративный потенциал фриза Парфенона, будучи знакомы с такого рода скульптурой по второму тому «Древностей Афин», однако знания о древнегреческой постройке достигли широкой аудитории только в начале XIX века. Мраморы Элгина были впервые показаны ограниченному кругу зрителей в 1807 году, а в 1816 году выставлены на обозрение широкой публики в Британском музее. Под влиянием архитектуры Парфенона в Лондоне были построены ионическая входная группа в Гайд-парк Корнер (1824—1825) и здание Афинского клуба (1827—1830). Обе постройки, украшенные скульптурой, созданной шотландским скульптором Джоном Хеннингом под влиянием Парфенона, спроектировал Децимус Бёртон.
Неогреческий стиль стал повсеместным явлением после Венского конгресса, где Великобритания играла одну из главных ролей. Греческий портик с того момента стал обязательным элементом любого общественного здания, как например, в Британском музее (1823—1846) и Главпочтамте (1824—1829) архитектора Роберта Смёрка. Именно Смёрк, один их трёх архитекторов, входивших в государственный строительный «Совет по работам», с 1813 года содействовал продвижению греческого классицизма до уровня официального государственного стиля.
Вслед за Уилкинсом, многие английские архитекторы начала столетия — Джон Фостер, Генри Гудридж, Уильям и Генри Уильям Уинвуды, — включали в свои постройки реплики на различные древнегреческие строения, как например, памятник Лисикрата. Уинвуды даже использовали при строительстве Новой церкви святого Панкратия (1819) реплики дверных проёмов Эрехтейона, снятые по слепкам. Портик с кариатидами опять же копировал аналогичный в Эрехтейоне, хотя сами фигуры кариатид были далеки от оригинала. Генри Гудридж построил «Башню Бэкфорда» (1824—1827), соединявшую в своём архитектурном облике элементы Башни ветров и памятника Лисикрата. Влиятельным представителем неогреческого стиля стал архитектор Эдвард Хейкок, использовавший греческие варианты ионического и дорического ордеров в своих постройках.
Страстный поклонник Греции Чарльз Роберт Кокерелл, считающийся вторым по талантливости, после Джона Соуна, английским архитектором-классиком первой половины XIX века, видел существенные недостатки в постройках неогреческого стиля и считал, что прямое копирование древнегреческих форм не практично при строительстве современных зданий. Во время своего длительного Гранд-тура (1810—1817), Кокерелл сделал несколько важных археологических открытий в Бассах и Агридженто, опровергнувших многие предыдущие предположения о характере древнегреческой архитектуры: он поставил под сомнение расхожее мнение о «честности» греческой конструкции, предложив альтернативную трактовку использования древними греками стен и колонн; первым осознал, что древнегреческий скульптурный декор был «голосом архитектуры»; обнаружил полихромию в храме Афайи и энтазис колонн Парфенона. Будучи выдающимся археологом, Кокерелл не опирался в своей работе на труды Стюарта, но сам внёс значительный вклад в дополнительный том «Древностей Афин» (1830). В ранний период своей деятельности он использовал два портика дорического ордера из зарисовок «Древностей Афин» при строительстве Оэкли Парк (с 1819 года), однако в зрелых произведениях, таких как Музей Эшмола (1841—1845) и Тейлорианский институт (1841—1844), Кокерелл создал уже собственный авторский стиль, выразившийся в богатом сочетании древнегреческой, древнеримской и маньеристской архитектуры.

### Греция
В XVIII веке в греческой культуре постепенно складывался этноцентрический дискурс, позже оформившийся в греческую национальную идеологию, получившую название «Великая идея», построенную на мысли о непрерывности развития греческой нации с древнейших времён. Идея активно развивалась со времён Просвещения и сыграла важную роль в период национально-освободительной революции 1821 года. После создания греческого национального государства в 1830 году «Великая идея» стала официальной государственной идеологией. В 1830 году Великобритания, Пруссия и Россия подписали Лондонский протокол, ознаменовавший признание независимости страны. Пруссия и Бавария взяли на себя обязанность провести военную операцию, в ходе которой в 1833 году Греция в конце концов освободилась от подданства Османской империи.

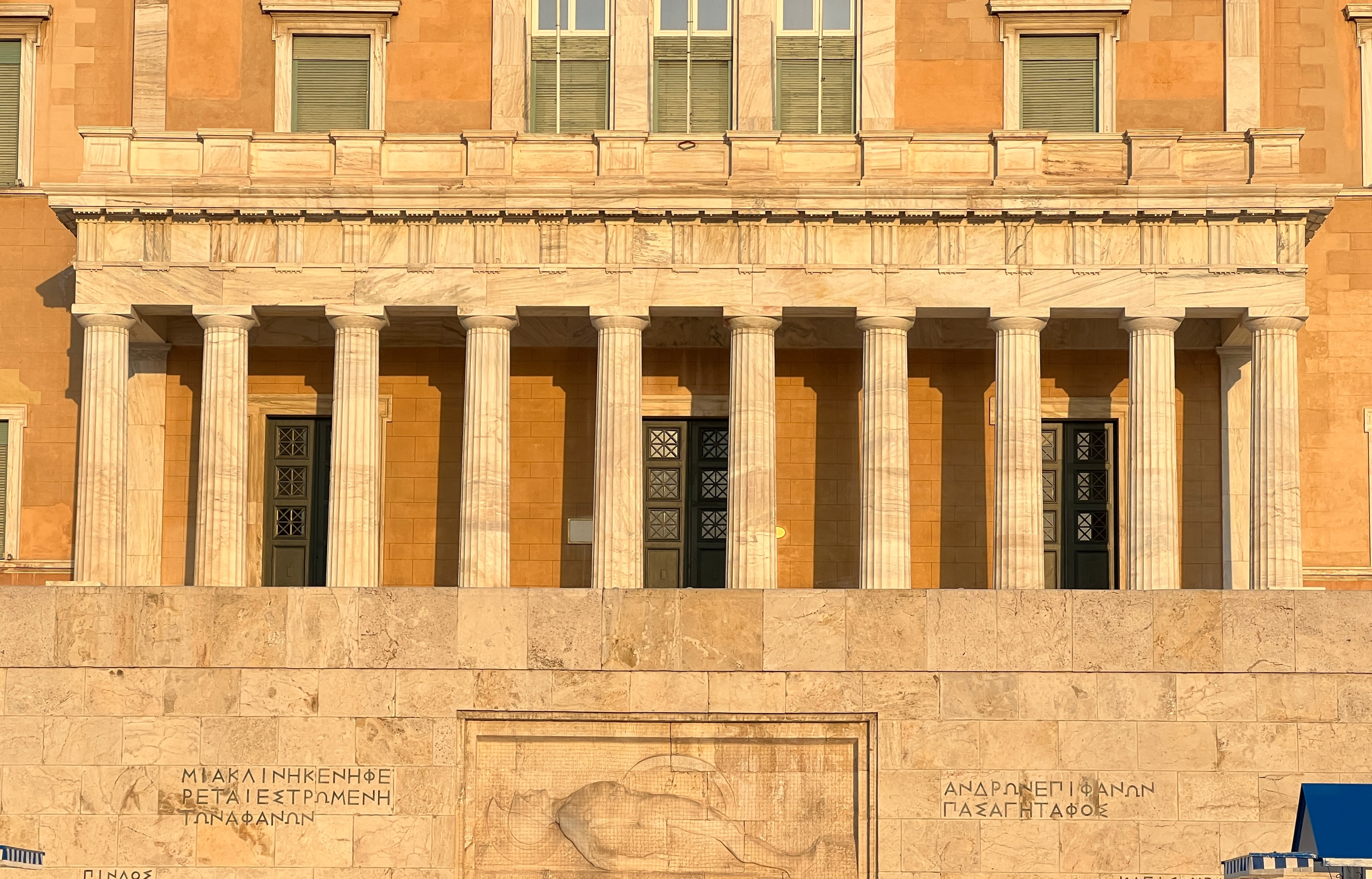
Греческий дорический портик Королевского дворца в Афинах. 1836—1843. Архитектор Фридрих фон Гартнер

Правителем вновь созданного Королевства Греция стал немецкий принц Отто фон Виттельсбах, что с восторгом было воспринято в землях Германии, элиты которых со времён Винкельмана были воспитаны на вере, что идеалы Древней Греции должны возродиться на немецкой земле. По этой причине, немцы с энтузиазмом взялись перестраивать Афины, бывшие в то время скромным, по европейским меркам, городком с населением в 10 тысяч жителей. Первоначальные амбициозные неоклассические схемы реконструкции города с возведением дворцов и общественных зданий предложенные Кленце и Шинкелем были отвергнуты в пользу проектов нового генерального плана и королевского дворца Фридриха фон Гартнера, приверженца итальянского классицизма.
Первый план перестройки Афин разработали грек Стаматис Клеанфис и немец Эдуард Шауберт в 1832 году. По их концепции, новый город должен был быть связан с античным наследием. Этим целям служили опорные точки: королевский дворец, Акрополь, античный стадион. После прибытия в страну Отто фон Виттельсбаха дорогостоящий план пересмотрели, поручив его доработку Лео фон Кленце, который сохранил основные наработки Клеанфиса и Шауберта, но разработал собственный проект роскошного королевского дворца. Кленце, будучи поклонником древнегреческой архитектуры, разработал и проект реконструкции Акрополя. Из-за дороговизны, работы архитектора так и остались на бумаге. Нехватка средств в первые двадцать лет правления Виттельсбаха привела к тому, что было построено небольшое количество общественных зданий, а новые частные дома имели довольно скромный вид. Королевский дворец больше походил на казарму, так как Гертнер создавал проект в русле максимального удешевления строительства.
Одним из первых образцов греческого варианта неоклассицизма в Греции стал скромный Дом Клеанфиса, в котором изначально размещался университет. Идея греческого возрождения в архитектуре исходила в значительной степени от архитекторов-иностранцев, но вскоре была поддержана самими греками, которые видели в ней возрождение национальных традиций.

### Индия

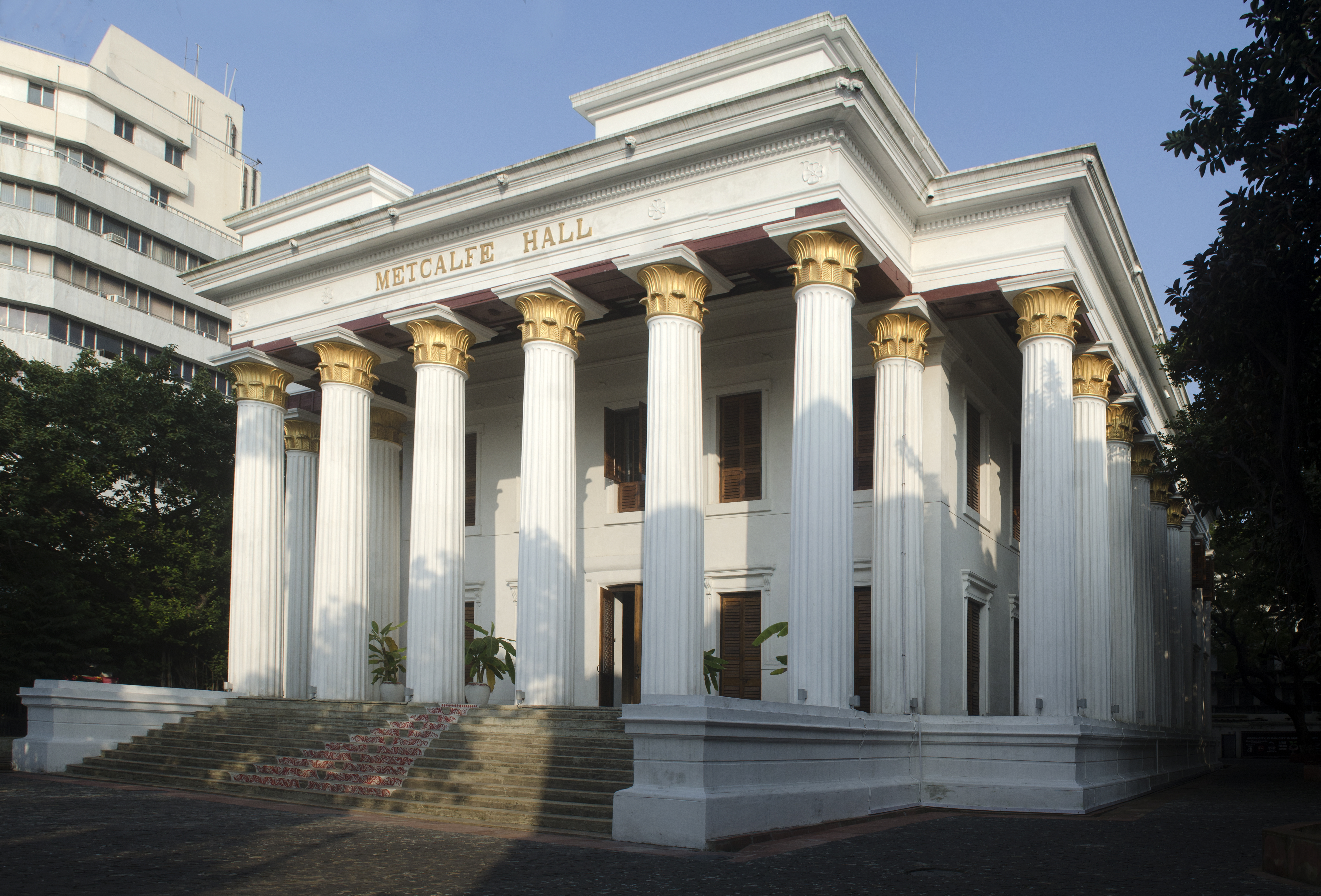
Меткалф-Холл, Калькутта

В Индии появление неогреческого стиля было связано с местными обстоятельствами общественно-политической жизни. На рубеже XVIII—XIX века английская колониальная политика поменялась под влиянием идей Просвещения и критики произвола местных властей. Новый генерал-губернатор, лорд Чарльз Корнуоллис предпринял попытку создать в Индии класс землевладельцев, по образцу английского, которые получили название заминдар. Однако, все земли находились в собственности деревенских общин и заминдары вскоре стали просто сборщиками налогов. К 1800 году новое поколение местной английской администрации, восхищавшееся индийской деревенской культурой, под влиянием идей романтизма, выступило против системы заминдар. Стал чрезвычайно расхожим миф о патерналистской роли британских офицеров — просвещённых и образованных управленцев, которые не должны получать прибыль от своей деятельности. С 1800 года были предприняты попытки провести межевание индийских земель, чтобы создать класс частных собственников. Этому процессу сопротивлялись деревенские общины, которых идеализировали романтики. В итоге, коррупция в Индии выросла до огромных масштабов, а романтики были раскритикованы новой либеральной администрацией, управлявшей колонией в 1828—1856 годах, в основном в период губернаторства лорда Уильяма Кавендиш-Бентинка. Излюбленным архитектурным стилем новых либералов стал неогреческий. В Калькутте архитектором К. К. Робинсом был спроектирован яркий образец неогреческого направления — Меткалф-Холл (1840—1844), крупное здание с тридцатью огромными колоннами коринфского ордера.

### Канада
В Канаде неоклассицизм появился только в 1820-е годы и просуществовал до 1860-х годов. Неогреческий стиль в стране развивался параллельно с другими направлениями неоклассицистической архитектуры. Взрывной рост населения колонии в 1830—1850-е годы способствовал активному строительству новых государственно-административных, общественных и финансовых зданий в провинции Онтарио, городах Квебек, Монреаль, и Сент-Джон. Каменные здания строились в крупнейших административных центрах в британском варианте неогреческого стиля. Американский вариант стиля, в котором строительными материалами чаще выступали дерево и кирпич, распространился на территориях, где значительную часть населения составляли американцы — в южной части Онтарио, так называемых Восточных кантонах, и Приморских провинциях. Британский вариант канадского неогреческого возрождения базировался на работах Смёрка, Уилкинса и Кокерелла; американский — на трудах и работах Минарда Лафевра, Генри Бернарда и Питера Николсона.
Как и во многих зданиях в неогреческом стиле в Великобритании, в Канаде в данном направлении стиля при строительстве использовали только отдельные классические декоративные детали, не затрагивая общую композицию здания, при этом не исключалось и использование некоторых древнеримских мотивов. Характерным примером была Биржа Торонто, в архитектуре которой соединялись греко-дорические колонны, венки в антаблементе первого этажа и современные полукруглые проёмы окон, никаким образом не вписывавшиеся в древнегреческий стиль. Здания подобного вида были довольно распространены в Торонто: Королевский колледж (1842, снесён) и Коммерческий банк (1845). Крупными памятниками стиля стали: Квебекский концертный зал (1851, сгорел в 1900 году) полностью покрытый декоративными деталями из арсенала древнегреческой архитектуры; деревянное здание Института механики в Сент-Джон (1840, арх. Эдвард Фэйрвезер); Каунти-билдинг в Квебеке (1859, арх. Джеймс Болл); пресвитерия церкви Святого Патрика в Квебеке (1854—1855, арх. Гудлейт Ричардсон Браун).

### Пруссия
Выросшая из небольшого княжества в крупное государство, Пруссия, после поражения Наполеона под Лейпцигом, стала великой державой. Историко-региональный стиль Пруссии, главным образом архитектуры и скульптуры, начала XIX века, сложившийся под воздействием общеевропейского национального романтизма, получил название «прусского эллинизма» (нем. Preußischer Hellenismus). В правление Фридриха Фильгельма III художественные формы официального государственного стиля жёстко регламентировались: всем художникам указывалось использовать в качестве образца не древнеримские, а древнегреческие, «эллинские» формы. Основателями направления стали берлинские архитекторы французского происхождения, отец и сын Давид и Фридрих Жилли и их ученики Карл Теодор Северин и Карл Фридрих Шинкель.
Человеком, наиболее ярко выразившим в архитектурных формах идеалы романтического неогреческого движения, стал Карл Фридрих Шинкель, завершивший образование архитектора в Риме в 1803 году. Пик его творческой деятельности пришёлся на период расцвета духовной жизни в Берлине. Шинкель был назначен придворным архитектором, вошёл в состав влиятельной Главной комиссии по делам строительства, а позже стал Директором по делам строительства Пруссии. Его деятельность в сфере архитектуры и строительства привела к возникновению «школы Шинкеля» (нем. Schinkelschule), из которой вышли его последователи Людвиг Персиус и Август Фридрих Штюлер. Шинкель проектировал здания, в точности копировавшие древнегреческие храмы в «спартанском духе», как наиболее близком немецкому. Одним из его первых крупных проектов стало здание Нойе Вахе (1816—1818) — своеобразный памятник в честь гражданского ополчения Пруссии. До этого момента, единственным неоклассическим сооружением Берлина были Бранденбургские ворота. Другие крупные работы зодчего в неогреческом стиле включали: Концертхаус (1818—1821), Старый музей в Берлине (1823—1830), дворец Глинике (окончен в 1827 году), здание Берлинской академии архитектуры (1831—1836). Работы Шинкеля оказали огромное влияние на творчество архитекторов по всей Европе.
При Фридрихе Фильгельме IV, правившим с 1840 года, идея «Афин на Шпрее» трансформировалась в концепцию «Новый Рим», выразившуюся в комплексном переосмыслении образа Берлина: если Афины воспринимались как культурная и экономическая столица, то Рим — как столица империи и религиозный центр. Новый правитель больше ориентировался на римские образцы, что отразилось в новых постройках и на облике города в целом.

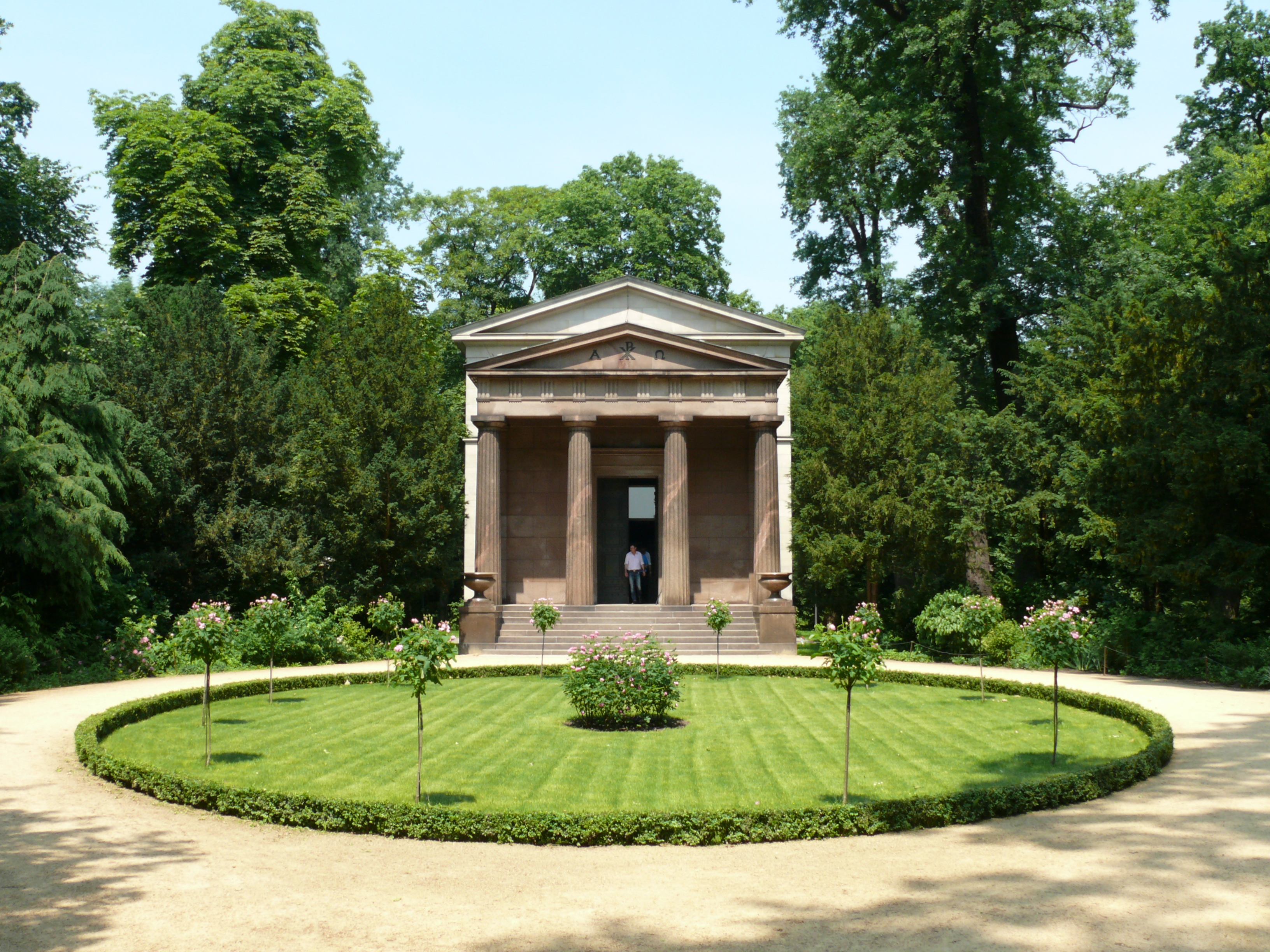
Мавзолей Шарлоттенбургского дворца, Берлин (1810—1840, арх. Генрих Генц и Карл Фридрих Шинкель)
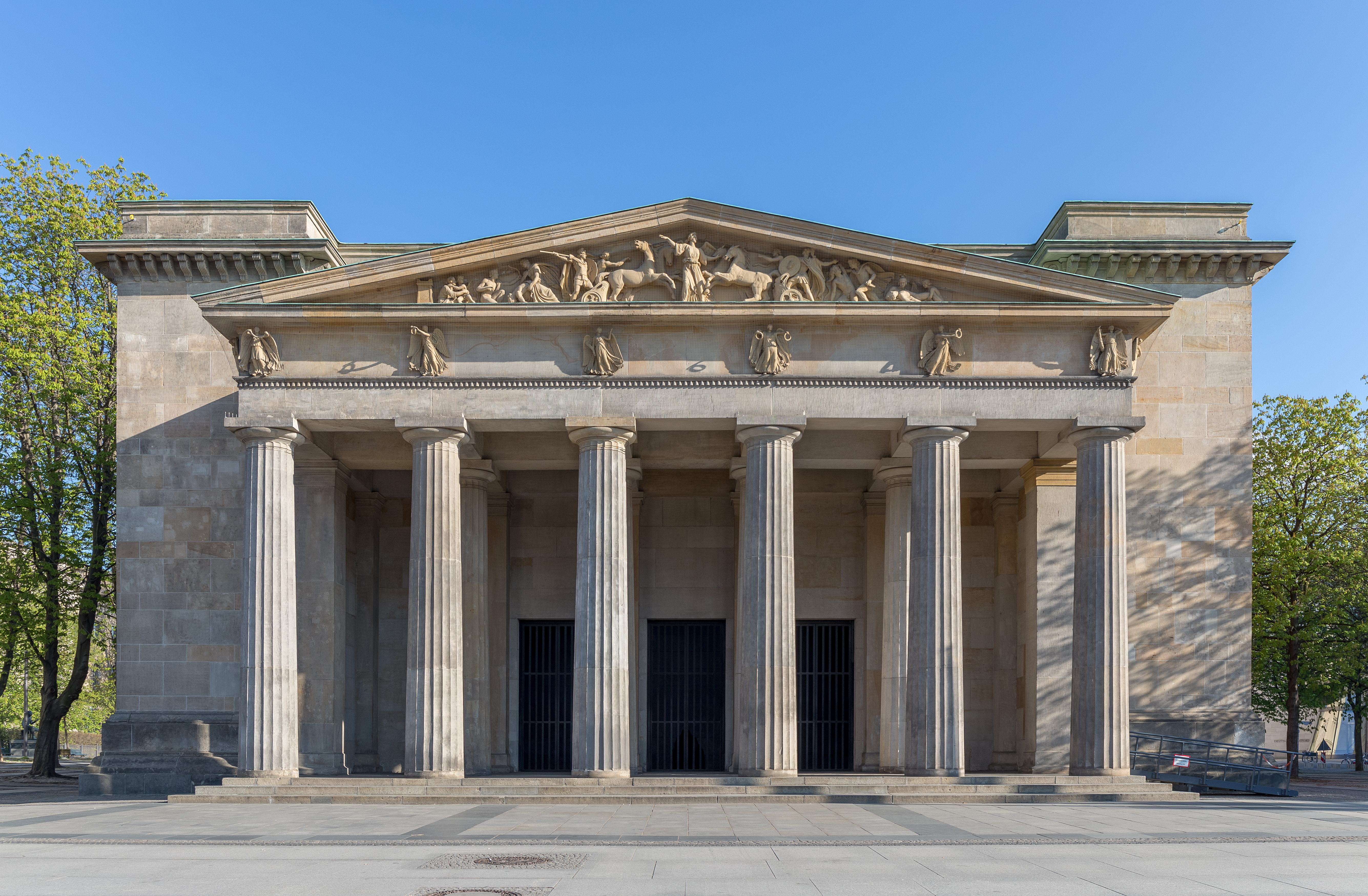
Нойе Вахе, Берлин
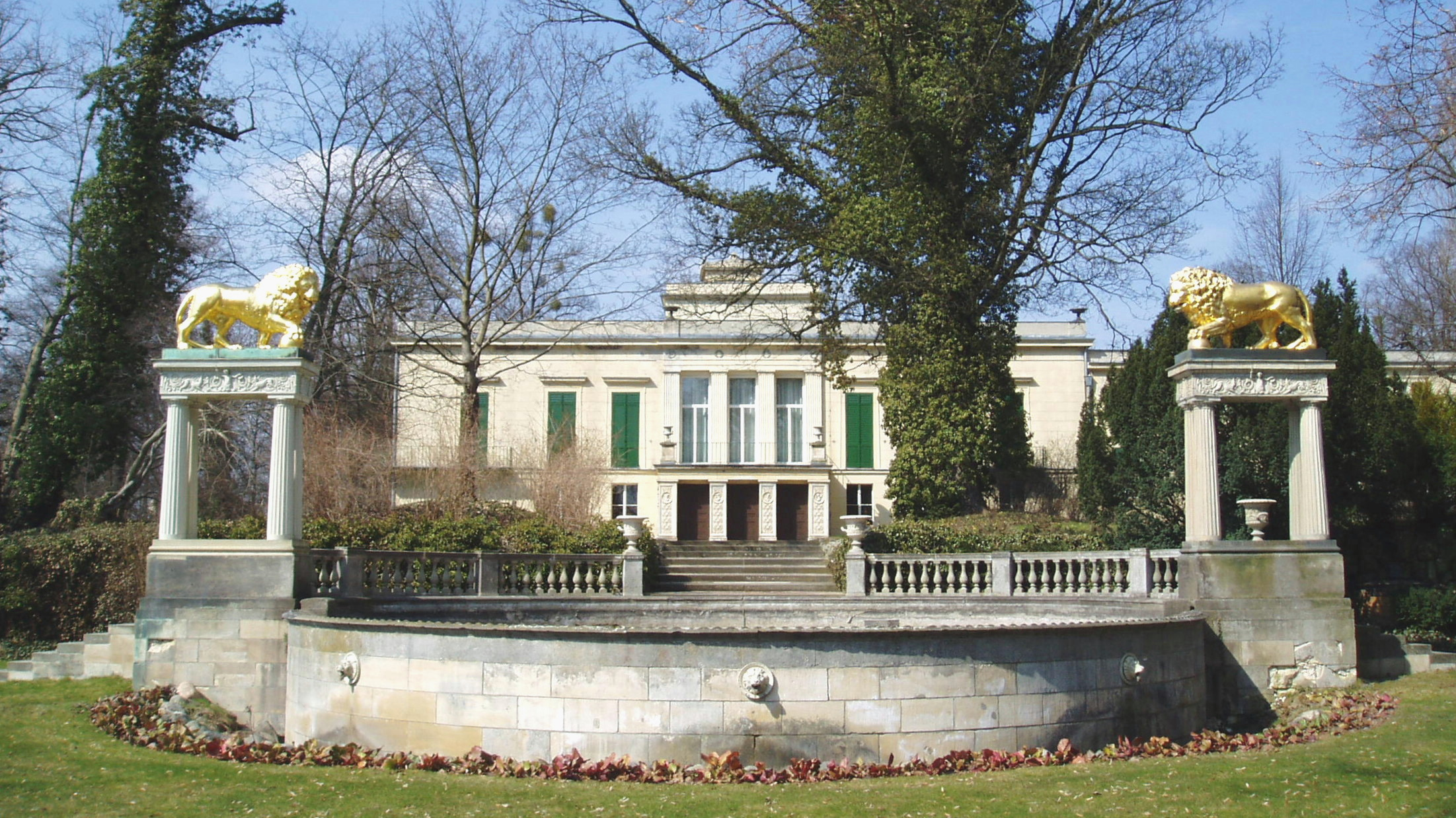
Дворец Глинике, Берлин

### Россия
В России в начале XIX века романтизм оказал большое влияние на русский классицизм. Значительную роль в этом процессе играла научная составляющая — антиковедение, археология, искусствоведение, позволившие модифицировать традиционный классицизм в «романтическом ореоле исторической достоверности». На этой волне возникли неогреческий и помпеянский стили, вдохнувшие новую жизнь в эстетический идеал классицизма. Первые попытки воплотить новый классицистический замысел в конкретных античных формах предпринимались ещё в 1800-е годы (Здание Биржи на Васильевском острове, 1805—1816, арх. Тома де Томон). Русские зодчие стали использовать не канонические ордера эпохи Возрождения, а их древнегреческий аналог — дорический ордер пестумского типа. Идейным вдохновителем неогреческого движения стал учёный-антиковед, видный административный и политический деятель Алексей Оленин.

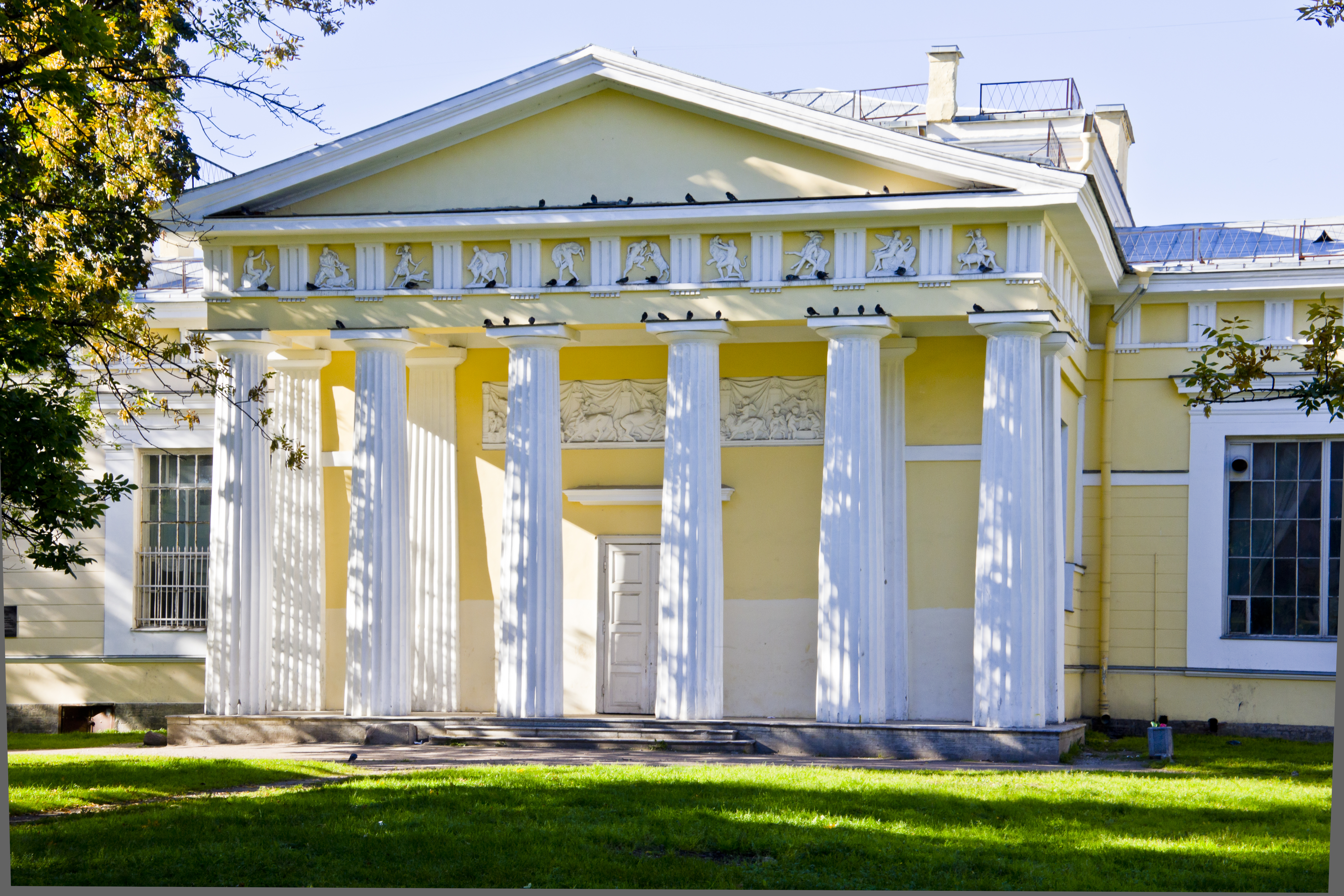
Садовый корпус Академии Художеств. 1819—1821. Архитектор Андрей Михайлов 2-й. Корпус построен по задумке А. Н. Оленина в строгом соответствии с древнегреческой архитектурой

Руины Пестума привлекли внимание всех художников начала столетия. Во всеобщее употребление в России вошёл термин «древнегреческий вкус», который употребляли даже в сметах на постройки мастера-каменщики. Появились выражения по типу «капители пестумского ордера», дававшие чёткое указание на прототипы архитектурных форм. Увлечение Древней Грецией и дорикой перешло рамки моды и мечтой каждого архитектора стала постройка если не древнегреческого храма, то хотя бы его подобия в «древнейшем вкусе». К греко-дорическому стилю относились лучшие работы Андрея Михайлова 2-го: садовый корпус с портиком Императорской Академии художеств (1819), интерьеры и устройство чугунной лестницы в Академии (1817), здание Патриотического женского института (1824—1825). К группе любителей древнегреческой дорики относились и зодчие Иван Лукини, Авраам Мельников, Николай Алфёров, Людвиг Шарлемань 2-й. Среди увлечённых Древней Грецией архитекторов выделялась фигура Василия Стасова, применявшего древнегреческие детали во многих проектах.
Во второй четверти XIX века, с активизацией процесса историзма в архитектуре, подобное проектирование получило дальнейшее развитие. Абстракции идеального образа античности времени классицизма (Пантеон, термы, арки и прочее) в николаевский период постепенно расширились до подражания широкому кругу явлений античного искусства, не только Древней Греции и Древнего Рима, но и включая разнообразные региональные средиземноморские культуры. Так в архитектуре появились сразу несколько антикизирующих стилей: неогреческий, римский, помпейский, египетский (последний был ориентирован на искусство эллинистического и римского периодов в истории Египта). Характерной чертой неогреческого, помпейского и римского стилей являлась некоторая схожесть в архитектурных формах, так как на тот момент, из-за неразвитости исторической науки, искусство Помпей считали воплощением греческого начала в римском искусстве (поэтому зачастую эти стили базировались на одних и тех же источниках).
Неогреческий стиль оформился в России в 1820-х годах, на основе нового прочтения древнегреческой классики. Прототипом для него служили постройки, подобные Эрехтейону. Параллельно в России возрастал интерес к древнегреческой культуре, связанный с греческим освободительным движением от турецкого господства и провозглашением независимости Греции по Андрианопольскому мирному договору 1829 года. Неогреческие мотивы присутствовали в творчестве Карла Шинкеля и его последователей в России — Александра Брюллова, Андрея Штакеншнейдера и других русских архитекторов периода ранней эклектики.
Карл Шинкель составил первый в России проект, демонстрировавший новое прочтение греческой классики — дворец в императорском имении Ореанда. При проектировании архитектор впервые применил полихромию, что вызвало неоднозначную реакцию в архитектурных кругах России. Сам проект поражал великолепием: на скале предполагалось возвести величественное строение, напоминавшее дворцы древней Эллады, с вольно трактованной копией портика кариатид Афинского Акрополя, с пристройкой фантастических остроконечных башен замкового типа. Данный цветной проект в неогреческом стиле так и не был осуществлён, а позже Андрей Штакеншнейдер выстроил в Ореанде скромное здание в стиле итальянских средиземноморских вилл.
Одними из первых примеров крупных неогреческих общественных зданий стали работы Александра Брюллова: Пулковская обсерватория (1834—1839) и Штаб отдельного Гвардейского корпуса на Дворцовой площади (1837—1843). В формах последнего архитектор удачно использовал ордерные и декоративные детали Эрехтейона. В композиции фасада здания были применены ионический ордер и северный портал античной постройки. Наброски деталей портала показывали, что Брюллов сознательно стремился в точности воспроизвести античные архитектурные элементы, которые он изучил в натуре. Именно данная тенденция стала ведущей в стилизации античных памятников во второй четверти XIX века. Узнаваемость декоративных деталей в николаевский период стала всё более цениться в архитектурном творчестве. В Пулковской обсерватории Брюллов применил небольшой дорический портик «в антах», чрезвычайно точно скопированный с греческих прототипов. Ещё одним своеобразным примером неогреческого стиля стал Служебный корпус Мраморного дворца (1844—1849). Брюллов надстроил каре старого здания третьим этажом, а во всю длину его нового западного двухэтажного корпуса разместил над окнами второго этажа фриз Петра Клодта «Лошадь на службе человека», который ассоциативно был связан с фризом Парфенона.
Большую роль в популяризации древнегреческой архитектуры в России сыграл Лео фон Кленце, чья деятельность была хорошо известна архитектурному сообществу в России (он был принят «вольным общником» — почётным членом, — Российской Императорской художественной академии). Император, впечатлённый работами архитектора в Мюнхене, вступил с ним в личный контакт и пригласил составить проект Нового Эрмитажа (1842—1851). Здание стало единственным примером крупного петербургского здания того времени, в котором неогреческий стиль был последовательно применён не только в экстерьере, но и в интерьерах. Монументальные формы постройки были украшены портиком из десяти гранитных атлантов авторства скульптора Александра Теребенева.
В царствование Николая I происходил расцвет усадебного и дачного строительства в пригородах Санкт-Петербурга. Наиболее характерные черты подражания античности несли загородные резиденции императорской семьи. Наибольший интерес среди данных строений представляли дворцово-парковые постройки Андрея Штакеншнейдера, в архитектуре которых свободно соединялись неогреческие, римские и помпейские мотивы. Царицын павильон в Петергофе (1842—1844) по наружному виду скорее относился к неогреческому стилю, в то время как его внутренняя отделка стала первым опытом целостного помпейского интерьера. К неогреческому стилю относился и императорский дворец Бельведер (1853—1854), хотя в его архитектуре присутствовали и римские черты. Композиция верней части представляла собой греческий периптер, окружённый мраморными колоннами ионического ордера. Стены нижнего этажа содержали множество деталей, отсылавших к древнегреческой архитектуре: накладные пилястровые портики, решётки парапетов, копию кариатид Эрехтейона на садовом фасаде. Компиляцию из римского, неогреческого и помпейского стилей представлял собой и дворец в Сергиевке в Петергофе (1839—1842).

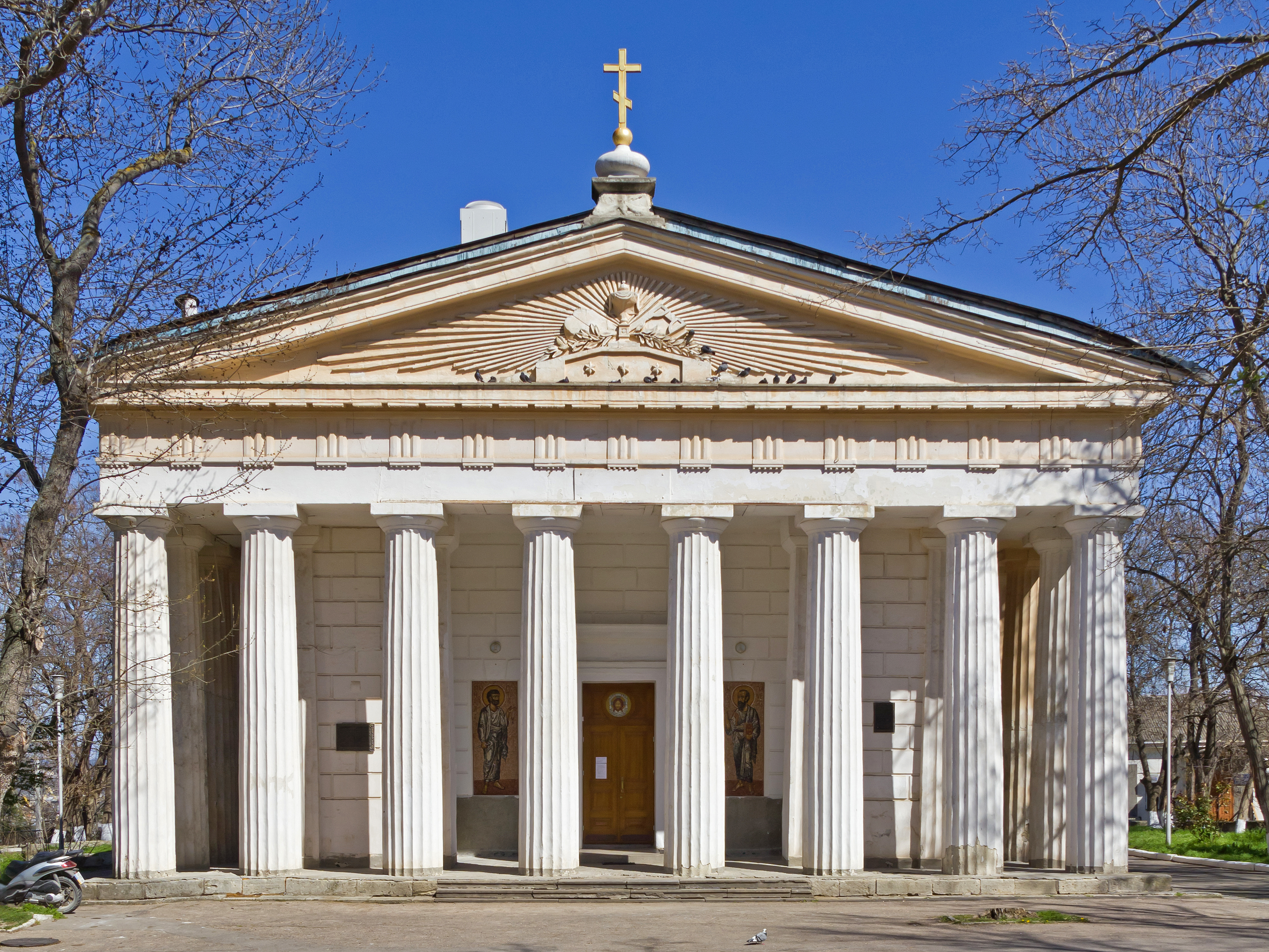
Петропавловский храм в Севастополе. 1837. Архитектор Василий Рулёв

В 1820—1830-е годы неогреческий стиль получил развитие в архитектуры Крыма, когда последний стал метафорически и исторически восприниматься как «Русская Эллада». Образованные владельцы имений на побережье полуострова начали коллекционировать местные античные древности и способствовали широким археологическим изысканиям. В этот период сложилась традиция местной усадебной культуры — использование в обустройстве построек и парков подлинных античных предметов. Первый владелец Ливадии, граф Лев Потоцкий, по свидетельствам современников, уже в 1840-е годы превратил имение в небольшой античный музей. Русская архитектуры Крыма продолжила эту линию посредством возведения новых «античных» построек. В 1835 году в Алупке Михаила Воронцова был возведён классический Чайный домик, перед которым установлены солнечные часы из обломков античной колонны. Дополняла ансамбль усадебная церковь, возведённая как практически точная копия храма Тезея в Афинах, для чего автор проекта Филипп Эльсон использовал подлинные обмерные чертежи, опубликованные в «Древностях Афин». В виде греческого храма была возведена и небольшая церковь во имя Усекновения главы св. Иоанна Предтечи в Массандре (1829—1832, арх. Филипп Эльсон). Облик греческого храма имела католическая церковь в Керчи (1840). Для крымской архитектуры было характерно использование композиционной схемы древнегреческого периптера: Петропавловский храм в Севастополе (1837, арх. Василий Рулёв), Керченский музей на горе Митридат (1835, архитектор Георгий Торичелли) и другие. В нескольких постройках варьировалась тема афинских Пропилеев: Чайный домик в Алупке, Графская пристань в Севастополе (1837, арх. Д. Уптон), Байдарские ворота (1848, арх. Карл Эшлиман).

### Скандинавия и Финляндия

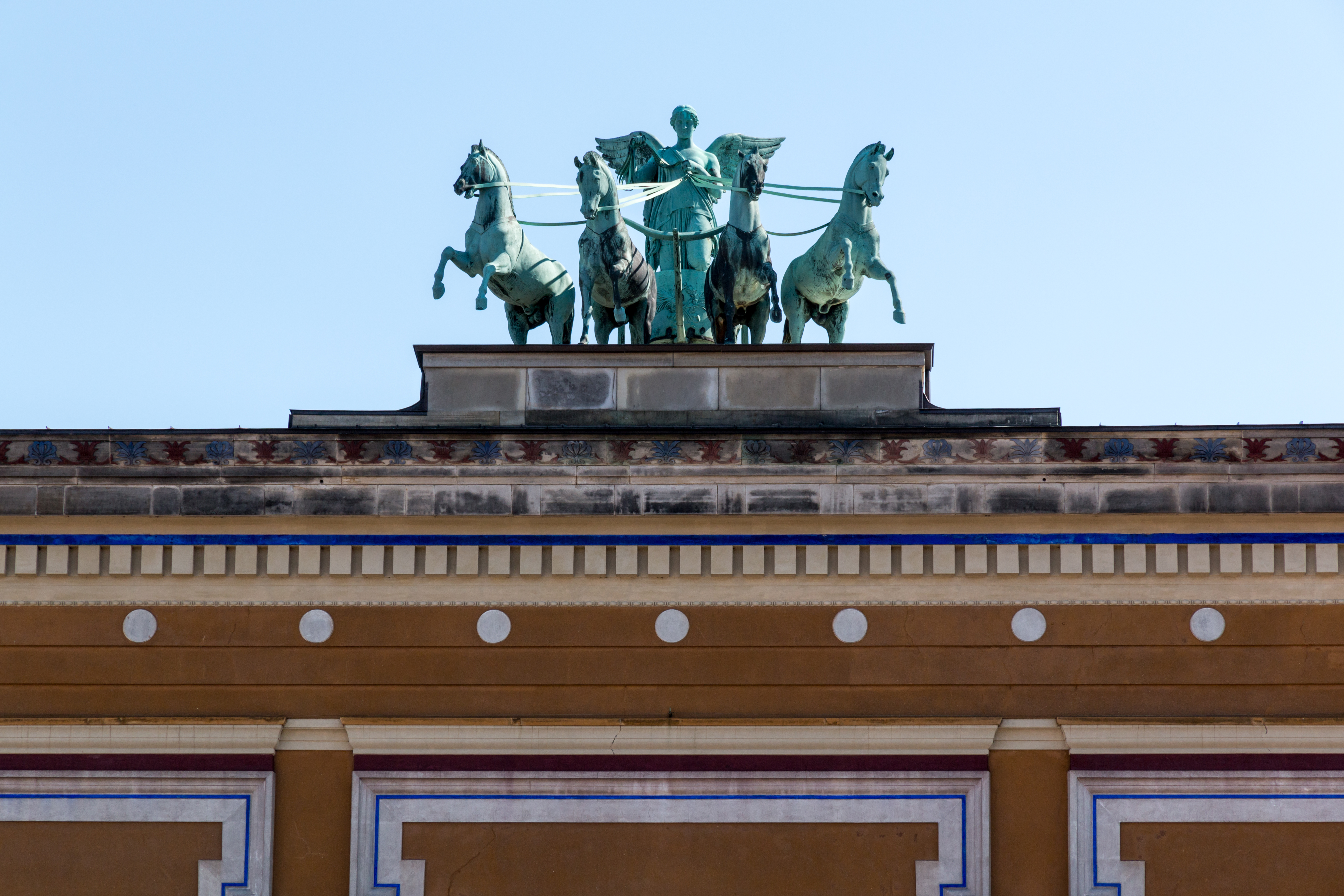
Эклектичное здание Музея Торвальдсена (1834—1840, архитектор Майкл Готлиб Бирнет Биндесболл) получило яркую окраску фасадов, в духе недавно открытой древнегреческой полихромии

Скандинавские страны сыграли важную роль в истории развития позднего неоклассицизма за счёт качественных городской архитектуры и градостроительства. Главными архитекторами, перестроившими скандинавские столицы в русле международного неогреческого движения, стали: Кристиан Фредерик Хансен и Майкл Готлиб Бирнет Биндесболл в Дании; Кристиан Генрих Грош в Норвегии; а также уроженец Германии Карл Людвиг Энгель в Финляндии.
Хансен превратил Копенгаген из средневекового и барочного в неоклассический город. Под его руководством была выстроена группа зданий, соединённых двумя впечатляющими арками, перекинутыми через переулок: здания городской ратуши, суда и тюрьмы (1803—1816). Ученик Хансена, Биндесболл, создал одно из самых примечательных европейских зданий своего времени — Музей Торвальдсена в Копенгагене (1834—1840). Музей, декорированный на основе недавно открытой древнегреческой полихромии, положил конец в строительной практике долго существовавшему мифу о монохромии античного искусства, который пропагандировал в первую очередь Винкельман.
В Норвегии, отделившейся от Дании в 1814 году, основание новой столицы Христиании (Осло) позволило ученику Хансена, Генриху Грошу, спроектировать и построить три крупных здания в неогреческом стиле: Биржу (1826—1852), здание Норвежского банка (1828) и Университет (1841—1852).
Через три года после того, как Финляндия была присоединена к России в 1809 году в качестве Великого княжества, её столица была перенесена в Хельсинки. Тогда же началась постепенная перестройка города: Юхан Альбрехт Эренстрём составил генеральный план города, а Карл Энгель проектировал основные общественные здания, а также множество частных домов. Сенатская площадь Хельсинки стала одной из самых грандиозных декораций европейского неоклассицизма: главную доминанту — высокий лютеранский собор — окружали Сенат (1818—1822) и Университет (1828—1832) с великолепными греко-дорическими лестницами в интерьерах.

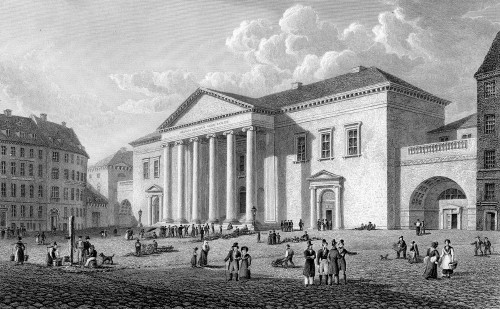
Ратуша, Копенгаген
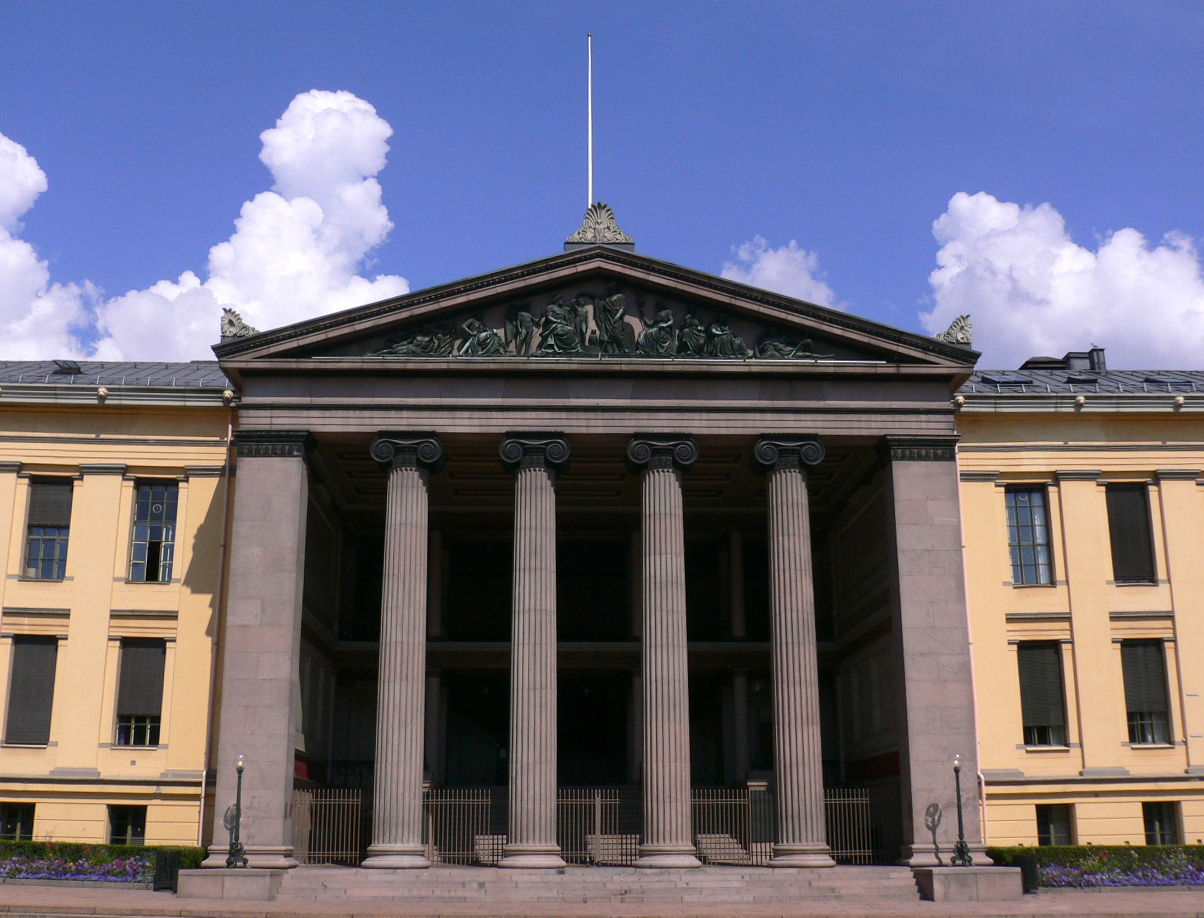
Университет Осло
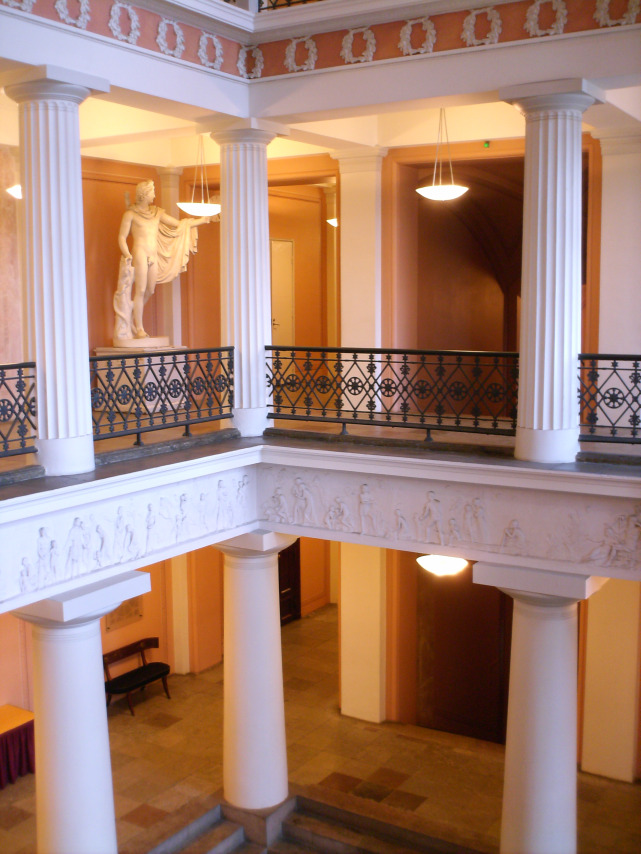
Греко-дорический ордер в оформлении интерьера Главного корпуса Хельсинского университета
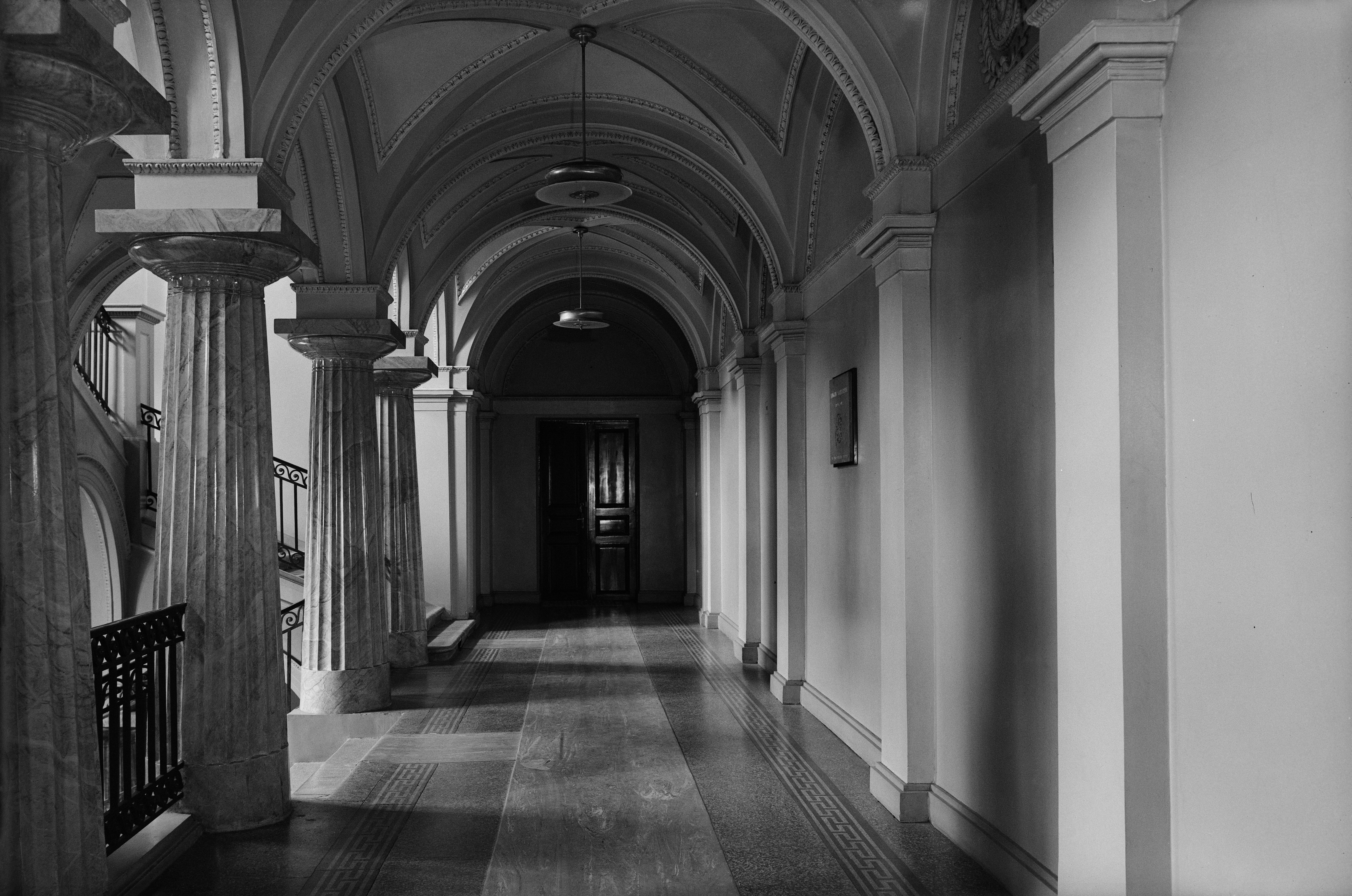
Греко-дорическе колонны в оформлении лестницы Сената в Хельсинки

### США
Одни из самых впечатляющих образцов неогреческого стиля были созданы в США, где на волне романтизма был создан миф о крепкой связи между Грецией и новообретённой американской государственностью. Неогреческое движение в США было не просто механическим перенесением архитектурных форм Древней Греции в местные ландшафты: американцы в тот момент считали что их нация может создать «страну возможностей», не обременённую устарелыми обычаями, и где действительно возможно вернуться к классическим ценностям. Американский народ в тот период искал собственную идентичность и греческое возрождение в искусстве стало выразителем этих поисков. Таким образом, было выбрано «возрождение» древней культуры, которая имела существенные сходства с современными запросами общества, а не создание нового направления искусства. Данный подход являлся одной из форм романтического мышления, демонстрировавший как сомнения общества в отношении будущего страны, так и большой интерес к истории и прошлому в целом.
Развитию неогреческого стиля в архитектуре США способствовало множество различных факторов:
- Археологические раскопки древнегреческих памятников в Европе и издание популярных книг об их исследовании;
- Возраставший интерес к культуре и эстетике Древней Греции. Распространение знаний о мифах, искусстве и литературе классического периода. Появление поэзии, посвящённой древним грекам;
- Возросший интерес к искусству и предметам материальной культуры Древней Греции, привезённым в Западную Европу;
- Поддержка Греческой революции среди американцев. Новые города и деревни в США зачастую получали греческие названия;
- Возникновение моды на изучение греческого языка в университетах, что считалось признаком высокой образованности;
- Распространению стиля благоприятствовали культура, идеалы, нравы и экономическое состояние Америки того периода. В обществе сложилась потребность в стремлении к красоте и чувстве гордости за достижения в сфере искусства, а также необходимость выразить внешне богатство страны.

В современных исследованиях отмечалось, что хотя американские архитекторы и копировали формы древнегреческой классики, в США неогреческий стиль претерпел существенную модернизацию, выразившуюся в том, что архитектурные детали и дизайн в целом отличались от древнегреческих оригиналов, хотя сохраняли классический дух. Американцы разрабатывали разнообразные планировки, приспособленные для различных местностей и климатических условий страны, и применяли новые материалы, возникнувшие в период индустриализации. В связи с этим, нью-йоркский исследователь Карл Шмидт считал, что греческое возрождение — американский национальный стиль, отмечая, что «…единственным его недостатком была дурная репутация; правильнее было бы назвать его „Американской классикой“, поскольку он по сути являлся интерпретацией духа классики, созданной американским народом».

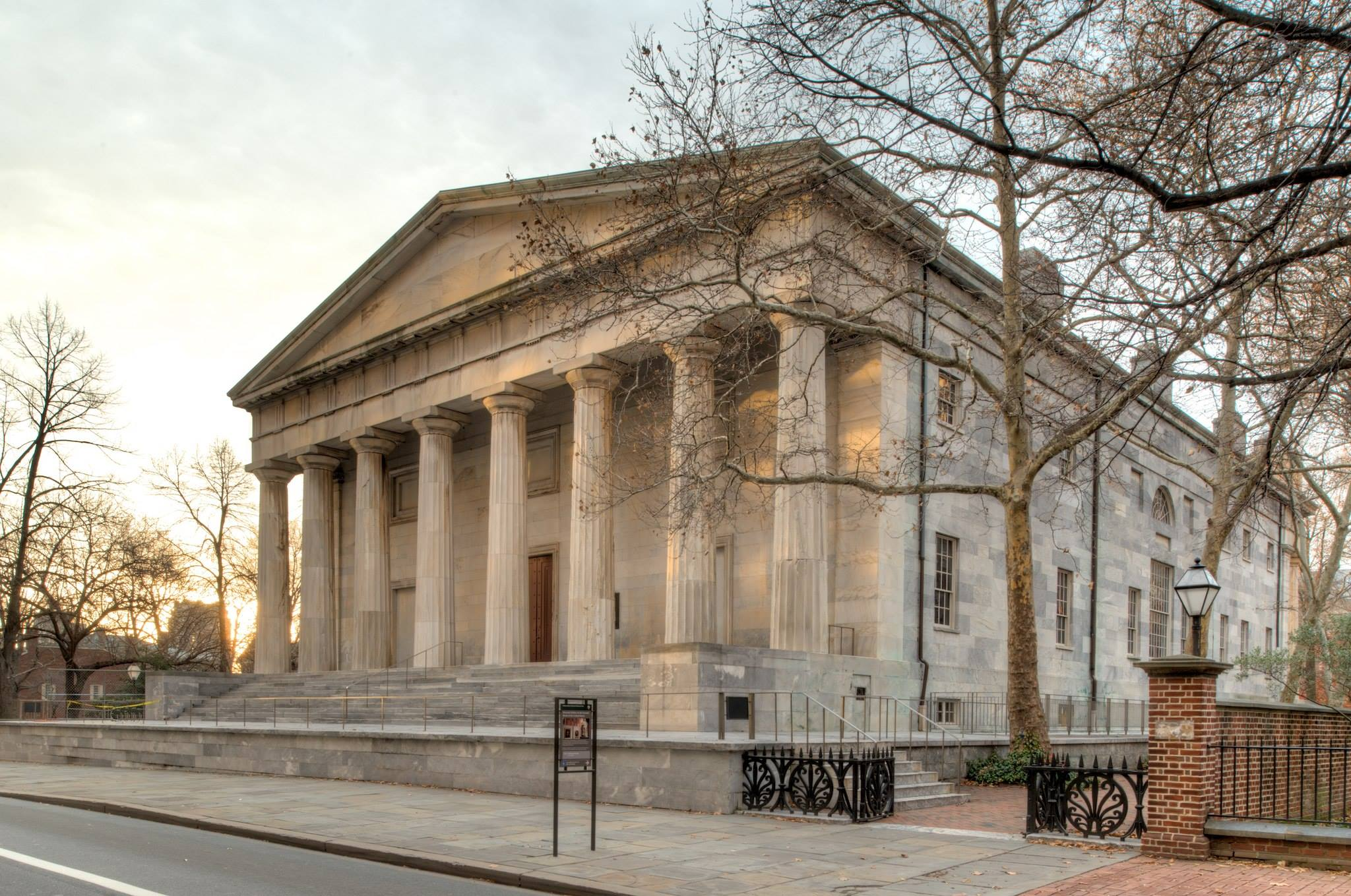
Второй банк Соединённых Штатов, Филадельфия, 1819—1824

Практику применения неогреческого стиля в США заложили два архитектора, обучавшиеся в Европе — Роберт Миллс и Уильям Стрикленд. После того, как зодчие овладели принципами древнегреческой классики, они стали разрабатывать авторские вариации на данную тему. Тщательно разрабатывавшиеся ими проекты представляли собой хорошо продуманные конструкции, с применением деталей и форм древнегреческой архитектуры. Между 1820 и 1830 годами представители буржуазии, много путешествовавшие и охотно изучавшие архитектуру, оказали влияние на всё общество. Так как население в тот период росло высокими темпами, начался расцвет жилого строительства. Всё вместе побудило архитекторов-любителей и простых строителей использовать новые строительные справочники, включавшие разнообразные зарисовки древнегреческих форм и деталей. В их постройках неогреческий стиль зачастую соединялся с элементами постколониальной архитектуры, благодаря чему выработался своеобразный вариант греческого возрождения в США.
«Помощник строителя» (1818—1821) Хэвиленда, первый строительный справочник, содержавший зарисовки древнегреческих деталей, помог ускорить распространение неогреческого стиля по стране. Позже были выпущены «Практикующий плотник в жилом строительстве» (1830) Ашера Бенджамина и «Красоты современной архитектуры» (1835) Минарда Лефевра, демонстрировавшие творческую интерпретацию классики. Распространению неогреческого стиля в стране также способствовало издание «Руководство для современного строителя», впервые выпущенное в 1833 году и пережившее пять переизданий. В нём были представлены подробные гравюры с изображениями классических ордеров и приёмы их использования в античных храмах. Неогреческое движение обогатило уже существовавший эллинистический вектор в архитектуре так называемой Федеральной эпохи (1780—1830), но в отличие от федерального стиля, который лучше всего выразился в жилых домах зажиточных американцев, неогреческий стиль получил развитие в общественно-государственной сфере: здание Патентного бюро в Вашингтоне (1836), Банк Старого Шоунитауна в Иллинойсе (1836), здание Банка Джеймса Дакина в Луисвилле (1834—1836), Маркет-Холл в Чарьстоне (1840), Капитолий штата Теннесси (1845—1859). Замещение федеральной архитектуры неогреческим стилем было связано с тем, что древнегреческие формы воспринимались как более впечатляющие и монументальные с одной стороны, и с тем, что федеральный стиль считался уже слишком тривиальным с другой. Более декоративный неогреческий стиль, в противовес сдержанному федеральному, применяли с целью достичь впечатления «эпического величия».
Особенностью американского варианта неогреческого стиля, стало его применение в строительстве жилых домов (в Европе стиль в основном использовали при строительстве общественных зданий). Ордерные греческие колоннады также были легко адаптированы при строительстве домов плантаторов, особенно в Миссисипи и Луизиане. Характерный пример — поместье Оак Эллай плантатора Александра Романа недалеко от Вачери, Луизиана (1836).

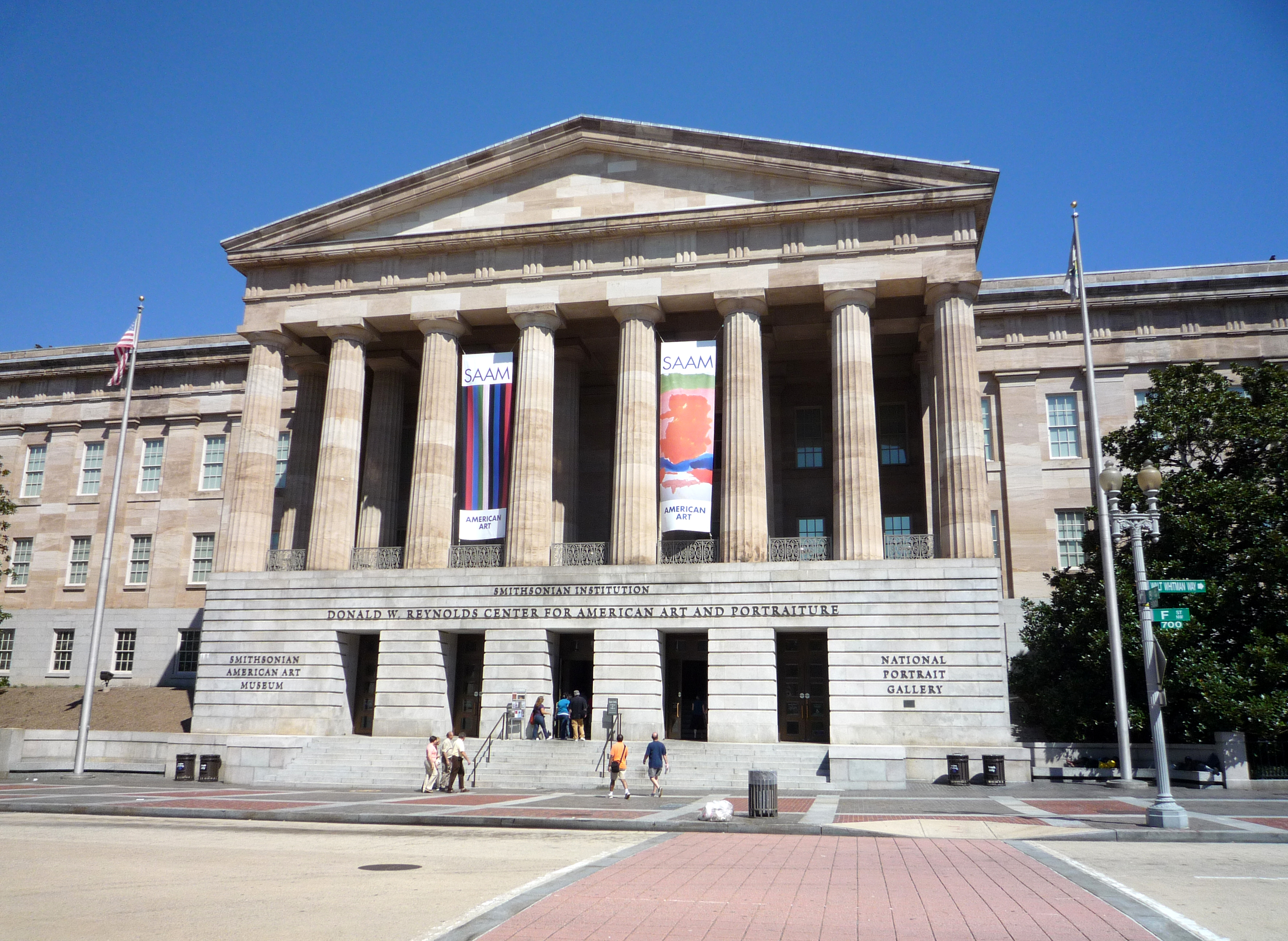
Патентный офис, Вашингтон
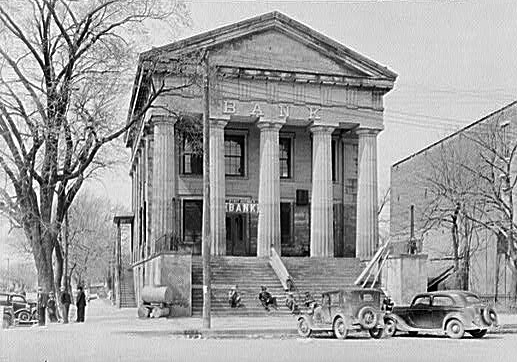
Банк Старого Шоунитауна, Иллинойс
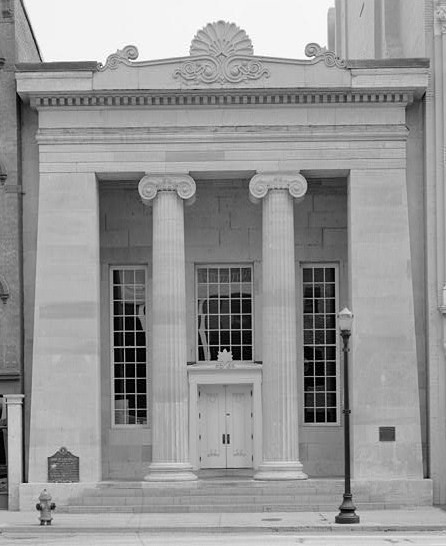
Здание Банка Джеймса Дакина, Луисвилл
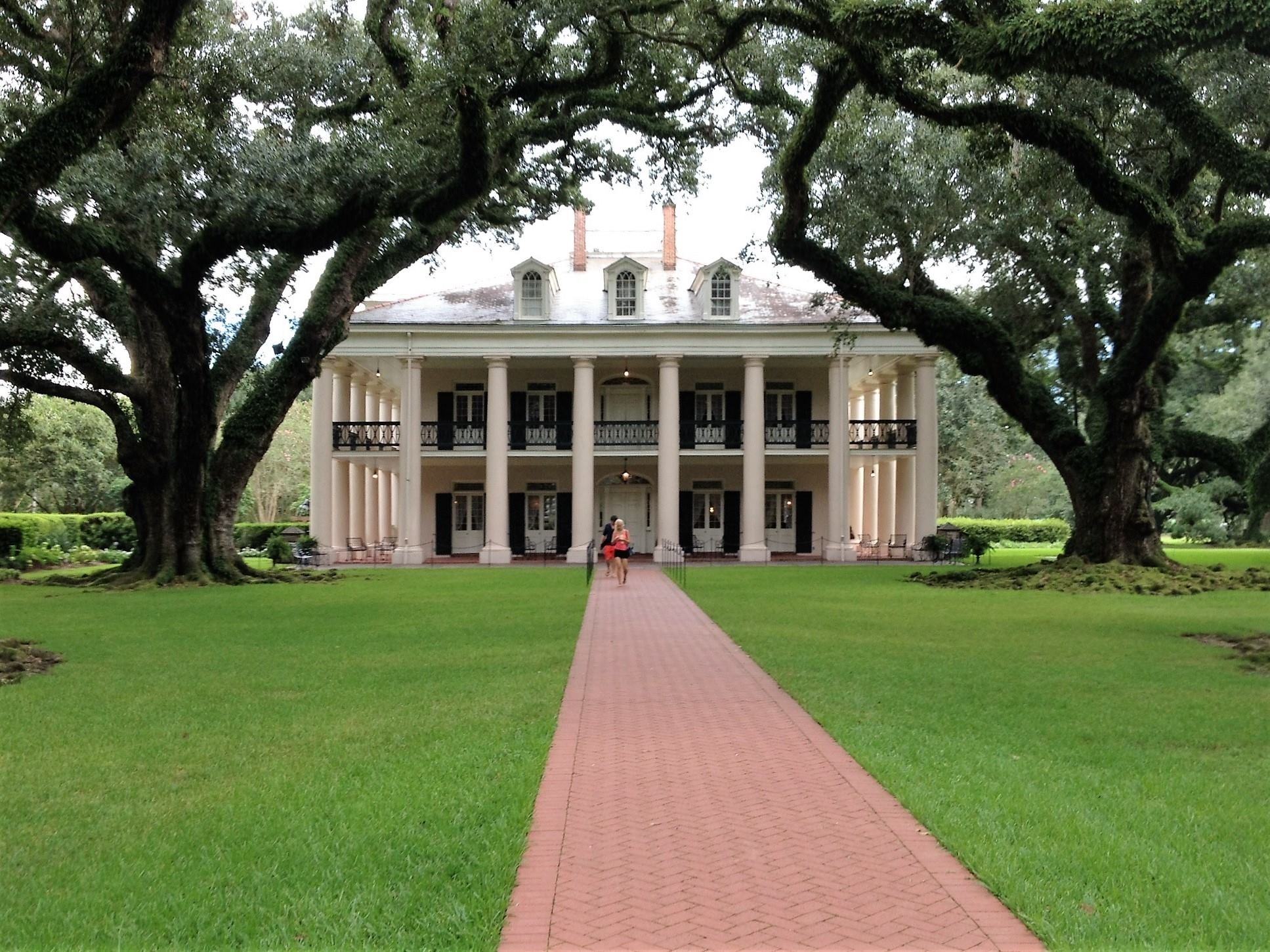
Плантация Оак Эллай, Луизиана

### Франция
После поражения Наполеона I во Франции распространился официальный стиль реставрации Бурбонов (1814—1830), противопоставлявший себя наполеоновскому ампиру и ориентированный на стиль рококо (отсюда пошло второе название стиля — неорококо), а также на классицизм эпохи Людовика XVI. Мода на рококо сохранялась и в период правления Луи Филиппа (1830—1848). Архитектурой античной Греции в тот момент увлёкся Жак Иньяс Гитторф, спровоцировавший дискуссию о полихромии древнегреческой архитектуры. В 1822 году он посетил Италию, где встретился с английским архитектором Томасом Левертоном Дональдсоном, который озадачил его утверждением, что древнегреческая архитектура была полихромной. В поисках доказательств Гитторф отправился на Сицилию, где обнаружил следы расписной штукатурки на храмах в Селинунте. Полностью исследования были опубликованы в книге «Восстановление храма Эмпедокла в Селинунте или полихромная архитектура греков» (1851). Ранее, в 1827 году, он стал соавтором, совместно с Карлом фон Зантом, «Древней архитектуры Сицилии», а в 1829—1830 годах читал лекции и организовывал выставки в Париже, на которых рассказывал о том, что древнегреческие храмы изначально были расписаны жёлтым, с узорами, лепниной и скульптурным декором в ярко-красном, синем, зелёном и золотом цветах.

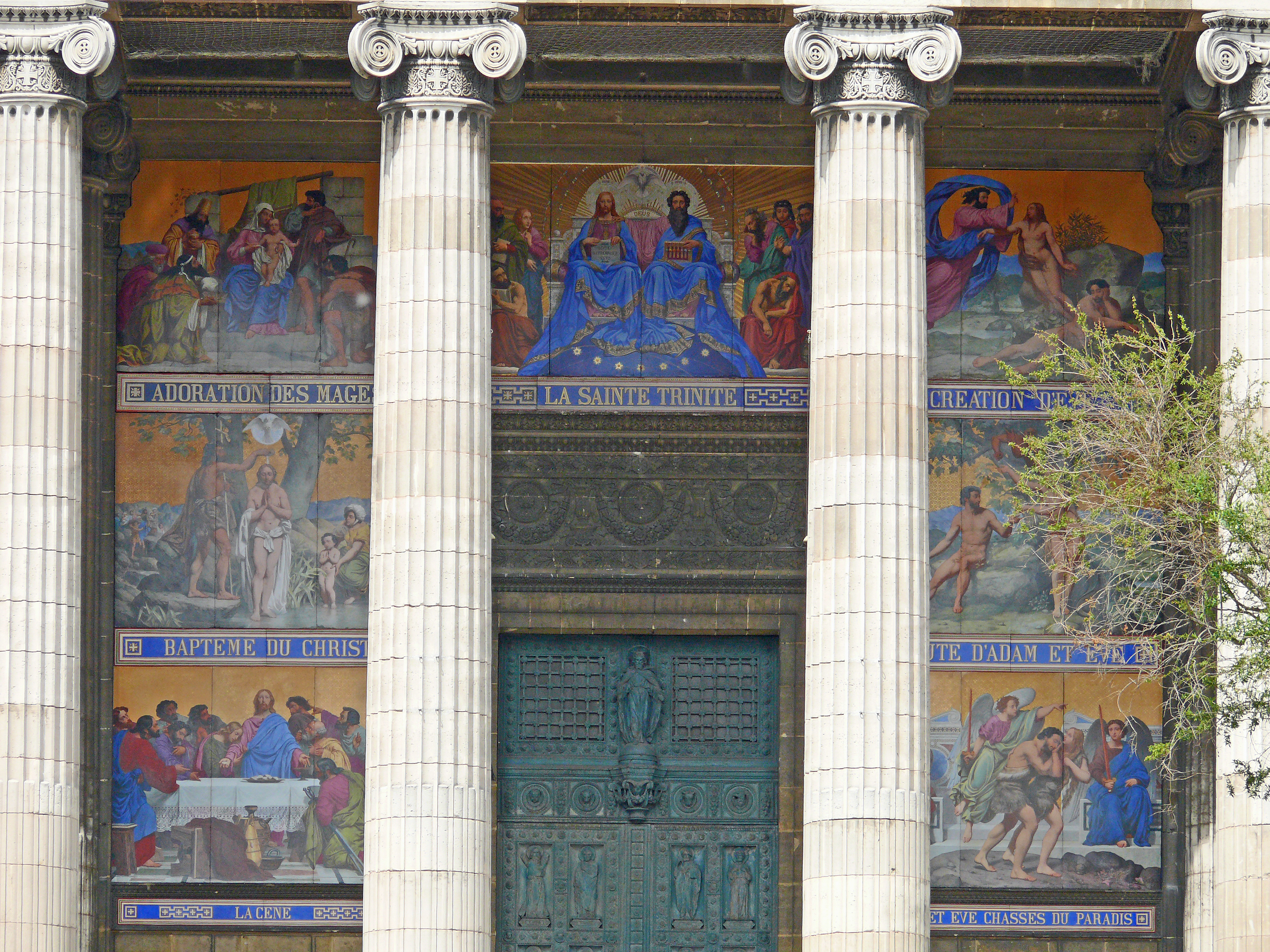
Полихромный декор фасада церкви Святого Викентия де Поля

Попытка Гитторфа опровергнуть концепцию Винкельмана о монохромии античной архитектуры вызвала огромные споры, хотя некоторые немецкие и английские архитекторы, в том числе Кокерелл, Уильям Киннард, Кленце и Отто Магнус фон Штакельберг, знали о полихромии и частично публиковали свои исследования по этому вопросу. Попытку возродить в практике древнегреческую полихромию Гитторф предпринял в постройке Ротонда Панорама (1838—1839; снесена в 1857 году) на Елисейских полях. Сооружение содержало настенную живопись с картиной битвы за Москву периода наполеоновских войн. Зодчий продолжил эксперимент при строительстве Национального цирка (1840) и своего главного творения — церкви Святого Викентия де Поля (1824—1844).
Гитторф оказал влияние на группу чуть более молодых французских архитекторов — Эмиля Жильбера, Феликса Дюбана, Анри Лабруста, Леона Водуайе — как человек, бросивший вызов общепринятым нормам о классике и этим открывший путь новой архитектуре. Эти романтики-радикалы, которых позже неточно окрестили неогреками (новыми греками), находились под влиянием утопических социалистических идеалов Сен-Симона и Фурье и пытались через архитектурные формы выразить свои моральные и социальные идеалы. Архитектура неогреков представляла собой самую разнообразную смесь римского классицизма, ренессанса, готики, византийской архитектуры и других стилей.

### Шотландия

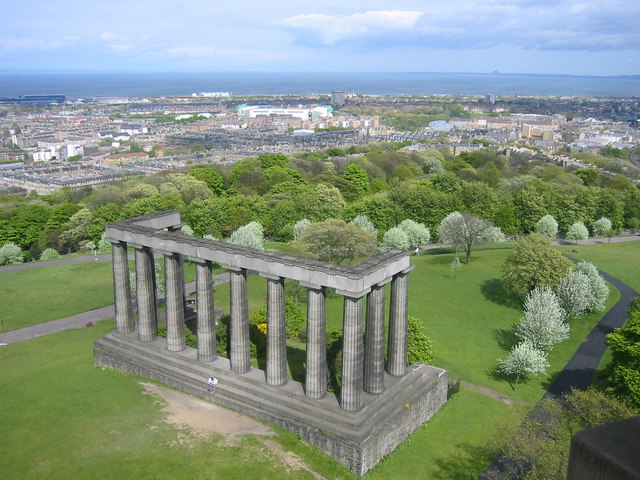
Национальный монумент Шотландии (1824—1829, архитекторы Чарльз Роберт Кокерелл и Уильям Генри Плейфэр) — недостроенная копия афинского Парфенона

Неогреческий стиль в континентальной Европе был относительно скоротечным явлением, так как он конкурировал с другими направлениями архитектуры. Однако, в Шотландии, стремившейся объявить о свой автономии, где в середине XIX века шло быстрое экономическое развитие, основанное на торговле хлопком и судостроении, неогреческое движение стало выражением романтического национализма. Зарисовки из «Древностей Афин» широко применялись для создания многочисленных построек в Эдинбурге, вследствие чего город получил прозвище «Северных Афин». Характерными примерами шотландского неогреческого стиля в Эдинбурге стали Королевская высшая школа (1825—1829, арх. Томас Гамильтон), Королевская шотландская академия (1835, арх. Уильям Генри Плейфэр) и Национальный монумент, представлявший собой незавершённую копию Парфенона (1824—1829, арх. Чарльз Роберт Кокерелл и Уильям Генри Плейфэр).
Менее известно, что Глазго в тот период в равной степени стал «греческим» городом. Отмечал это шотландский архитектор Александр «Афинянин» Томсон, выступавший энтузиастом неогреческого направления и считавший, что главной проблемой раннего неогреческого стиля в Глазго была ограниченность круга его прототипов, который составляли немногочисленные постройки афинского Акрополя, известные по гравюрам Стюарта и Реветта. Архитектор писал, что «это действительно был слишком скудный материал, чтобы на его основе застроить мир новой архитектурой. И тем не менее, именно такую задачу поставили перед собой приверженцы греческого возрождения, и они потерпели неудачу, однако не из-за скудности материала, а из-за того, что они не смогли разглядеть в нём те основы, на которых эта архитектура строилась. Они не смогли овладеть стилем, и стали его рабами».
Томсон с иронией писал о том, что прототипов раннего неогреческого стиля «было, как и Муз, девять», и семь из них появились в Глазго: Дом суда, вдохновлённый Парфеноном (1807, арх. Уильям Старк); церковь на Веллингтон-стрит с ионическим ордером, заимствованным из храма на реке Илисос (1825, арх. Джон Бэрд); Королевский банк Шотландии с ионическим ордером из Эрехтейона (1827, арх. Арчибальд Эллиот); Кларендон-плейс с ордером из Башни ветров (1839—1841, арх. Александр Тейлор); здание Таможни с греко-дорическим ордером из храма Гефеста и аттиком из хорегического монумента Фрасиллу (1839—1840, арх. Джон Тейлор); и Здания графства с ордером и фризом из памятника Лисикрату (1842, арх. Кларк и Белл).

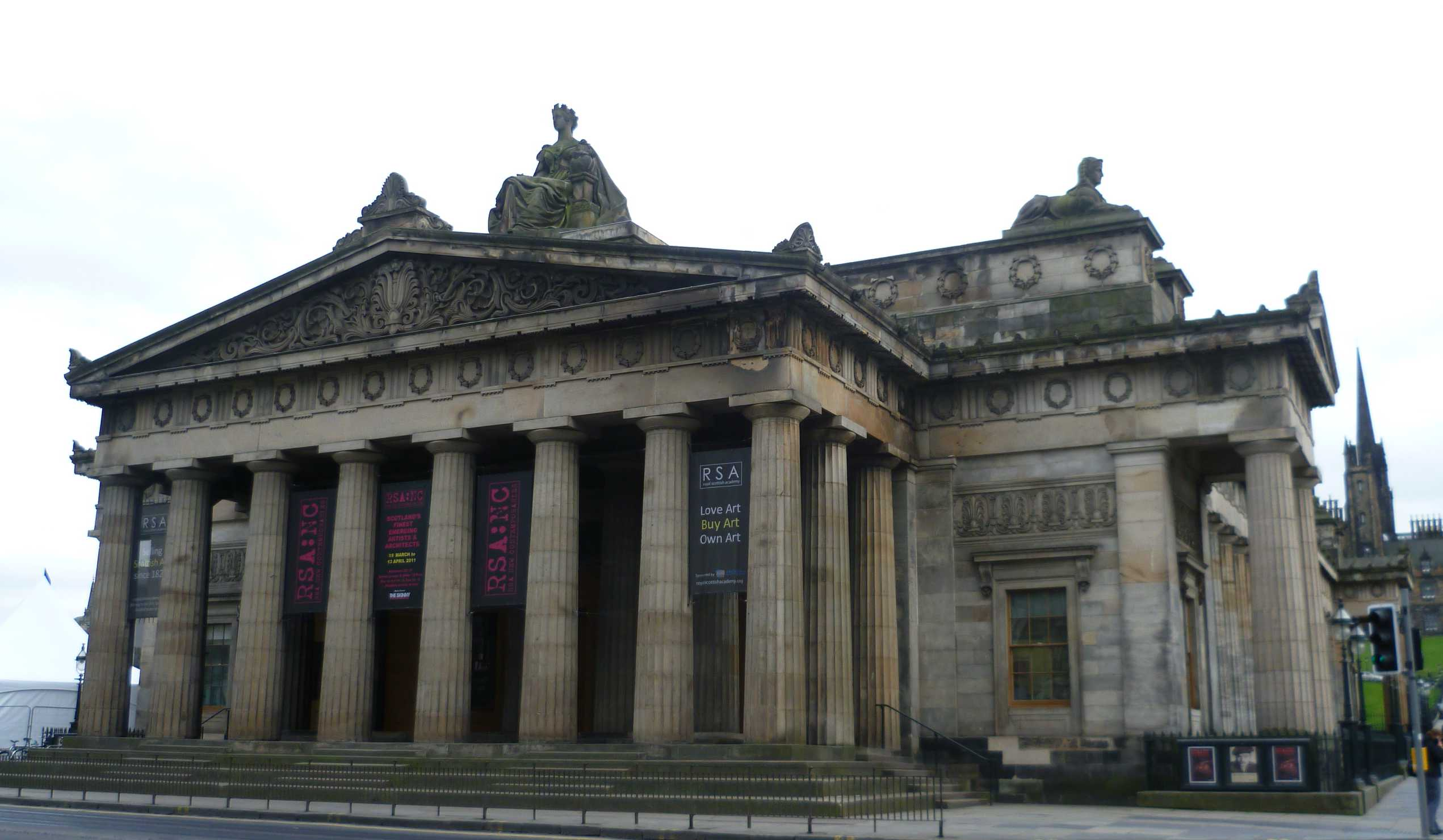
Королевская шотландская академия, Эдинбург
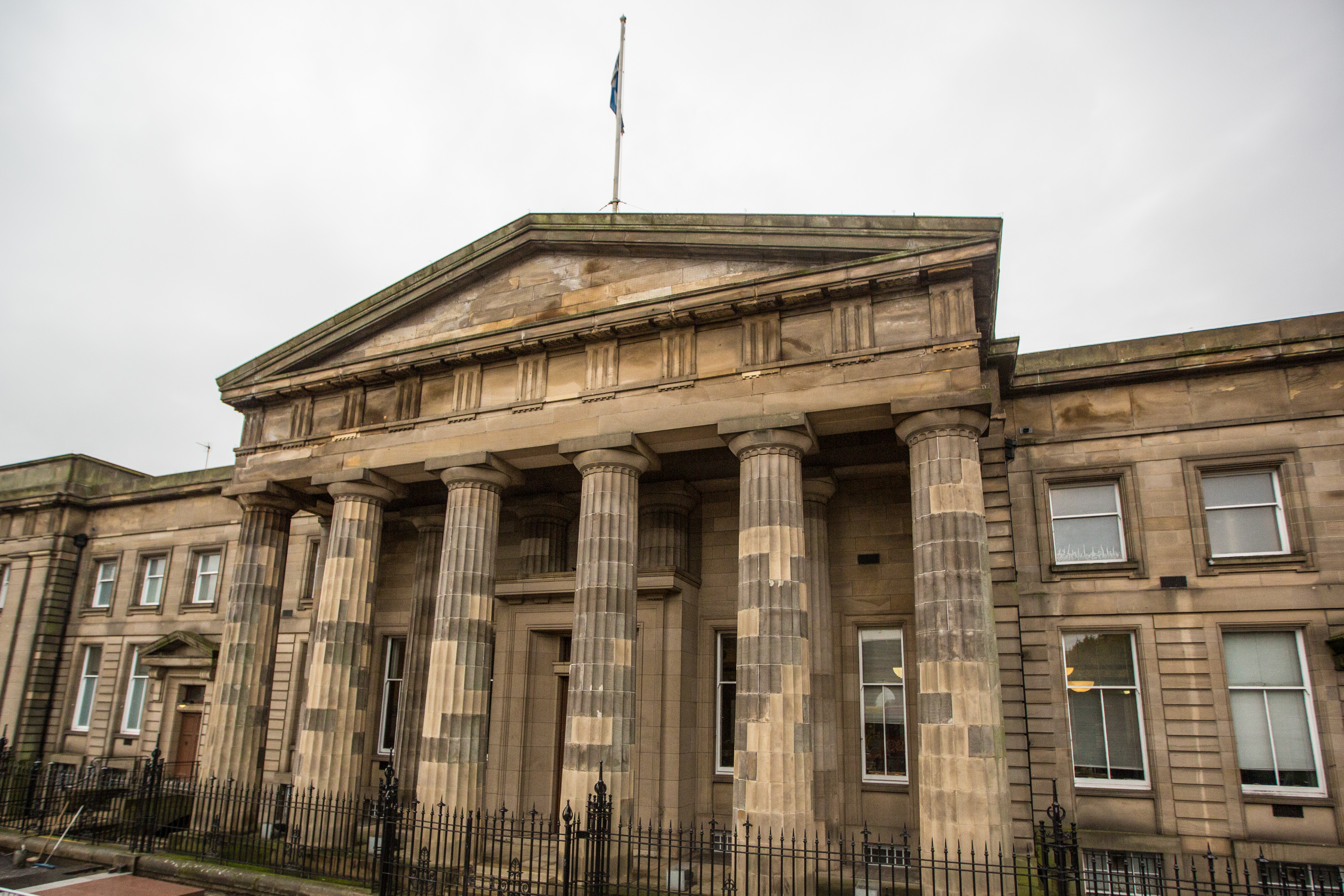
Дом суда, Глазго
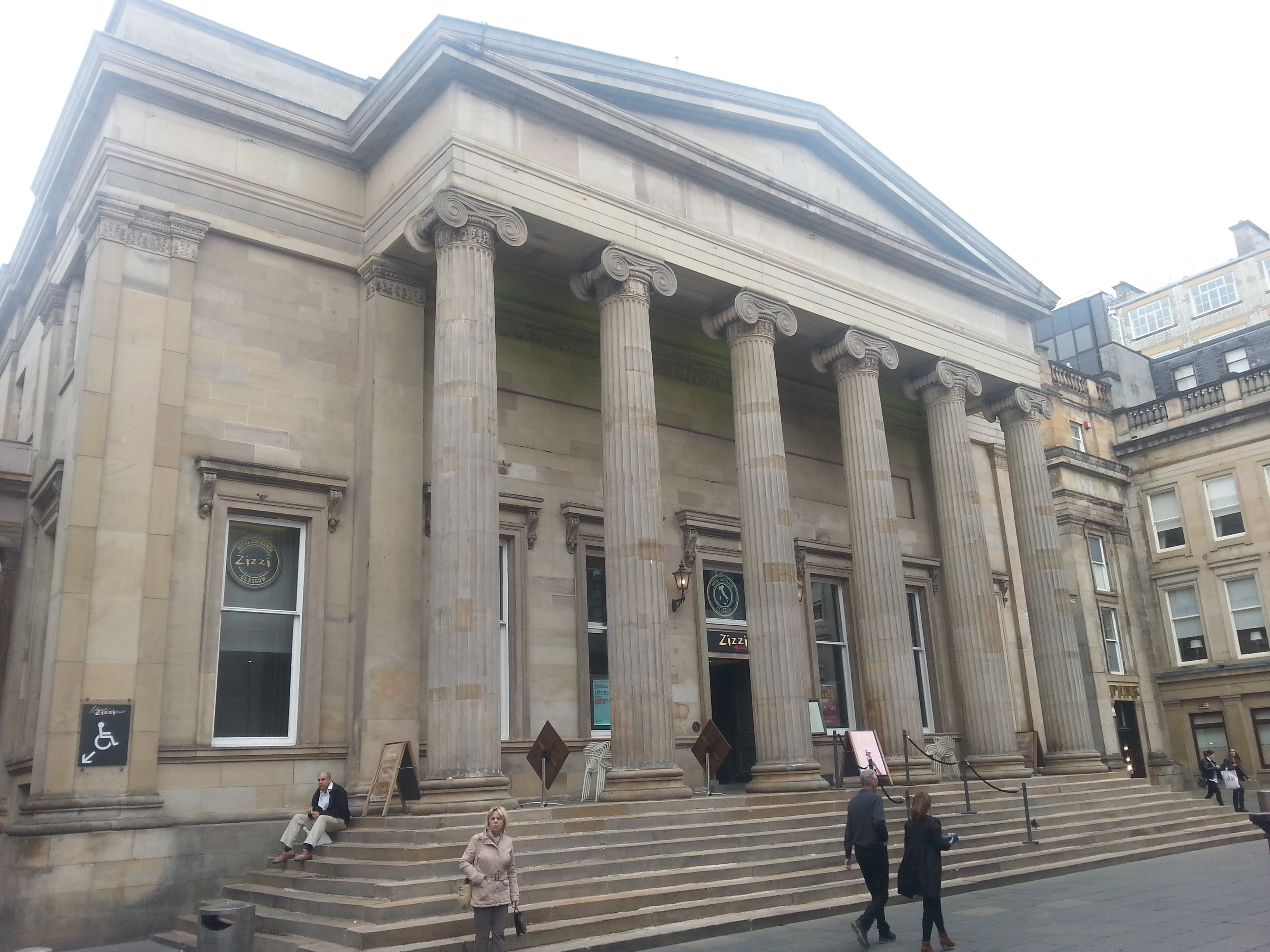
Королевский банк Шотландии, Глазго
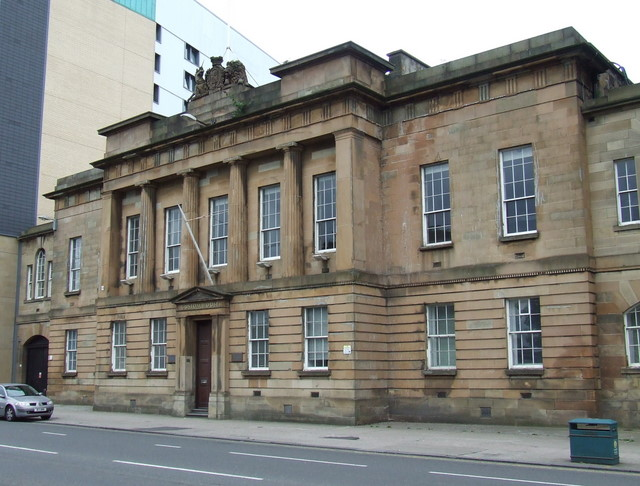
Здание Таможни, Глазго

## Середина XIX века. Реакция на неогреческий стиль

### Великобритания
Здания в неогреческом стиле отражали идеи Просвещения предыдущего столетия, что было всё ещё востребовано в первые десятилетия XIX века. Однако к 1830-м годам стали набирать силу националистические идеи, направленные против неогреческого движения. Столкнулся с этим и сам Томас Брюс, доставивший в Великобританию мраморы Элгина. Несмотря на его решительную кампанию в пользу строительства Вестминстерского дворца в неогреческом стиле, было принято решение, что здание должно быть «готическим или елизаветинским». Подобный выбор прототипов был романтическим жестом, призванным выразить историческую преемственность британского парламента, и также опирался на теорию живописного стиля, с его вниманием к духу места: Вестминстерский дворец собирались возвести на исторической территории и новое здание должно было включать в себя Вестминстерский зал XIV века.
Постепенно неогреческий стиль стали вытеснять из практики другие направления архитектуры — итальянский вариант неоренессанса и неоготика. В 1830—1832 годах критик Уильям Генри Лидс опубликовал монографию о здании Клуба путешественников архитектора Чарльза Бэрри — важной вехе в развитии неоренессанса. Книга нанесла серьёзный удар по популярности неогреческого стиля: Лидс критиковал его за однообразие и противоречие истинному духу древних греков, бывших свободными в своём творчестве. Архитектор Джордж Уайтвик в 1840 году опубликовал книгу «Дворец архитектуры» — дань романтическому эклектицизму. Уайтвик раскритиковал неогреческий стиль, хотя и призывал читателей отдать должное древнегреческой архитектуре. Английский архитектор Джонс Оуэн писал в 1853 году: «когда Стюарт и Реветт опубликовали свою работу по Греции, это вызвало манию к древнегреческой архитектуре, от которой мы едва оправились».
Джеймс Фергюссон в своём популярном исследовании «История современных стилей в архитектуре» (1862) полностью осудил неогреческий стиль, написав: «греческая дорика в высшей степени непрактична и полностью не соответствует современным запросам». Архитектор указывал, что «мания» на неогреческий стиль уже прошла, хотя с сожалением отмечал, что в этом качестве его заменило «новое рабство» — поклонение готической архитектуре.

### США
В Америке реакция против неогреческого стиля была основана на трудах Эндрю Джексона Даунинга. В книге «Садово-парковая архитектура» (1844) он писал: «Самая распространённая форма американской виллы — псевдогреческий храм, то есть прямоугольное продолговатое в плане здание, по возможности со скрытыми трубами дымоходов, а вместо красивого и удобного крыльца, веранды или пьяцца имеющее четыре, шесть или восемь деревянных колонн, поддерживающих портик, чересчур высокий, чтобы создавать приятный променад, защищать от солнца или дождя». Идеи практичности Даунинга, выраженные в стремлении создать новую, удобную американскую архитектуру, привлекали бизнесменов и общество.
Развитие неогреческого стиля в США замедлилось с середины 1840-х годов. По мнению архитектора Талбота Хэмлина, существовало четыре причины, почему неогреческий стиль вышел из употребления:
- Истоки стиля были его слабой стороной. Требование строгого соответствия прототипам накладывало на архитекторов ограничения в творчестве с одной стороны, и приводило к непомерным расходам с другой. В то же время неоготический стиль предоставлял большую свободу и предполагал использование недорогих материалов и строительных практик;
- Произошли изменения в обществе и экономике: появился новый зажиточный класс, новые промышленность, наука, материалы и транспорт;
- Позже пришла мода на неоренессанс;
- Сильно возрос спрос на дешёвое жильё, после того как вырос поток эмигрантов из Европы, а также из-за Гражданской войны.

## 2-я пол. XIX века. Развитие стиля

### Греция
Начиная с середины XIX века масштабы нового строительства в Афинах и других крупных городах Греции значительно возросли. В 1850-е годы были запущены дорогостоящие проекты: парламента по проекту француза Франсуа Буланже, политехнического института по проекту Лисимаха Кафтандзоглу, католического собора св. Дионисия по проекту Лео фон Кленце и Кафтандзоглу. В это время для реконструкции города также были приглашены датчане Ганс Кристиан Хансен, назначенный на должность Королевского архитектора Греции, и его брат Теофил Эдвард Хансен, прибывший в Афины в 1838 году. Ими был создан новый суровый вариант неогреческого стиля, характеризовавшийся ясностью и чёткостью деталировки, ярче всего проявившийся в ансамбле из трёх общественных зданий: Афинского университета (1839—1850, арх. Ганс Хансен), Академии наук (1859—1887, арх. Теофил Хансен) и Национальной библиотеки (1885—1887). Ганс Хансен также занимался археологией, принимал участие в раскопках на Акрополе, где восстановил храм Ники Аптерос. Совместно с Буланже построил выставочный зал Заппион (1874—1888). Другим плодовитыми архитекторами неогреческого стиля стали ученик Ганса Хансена Эрнст Циллер, а также обучавшиеся в Германии Стаматис Клеантис и Панагис Калкос.
В годы правления Георга I, маленькое Греческое королевство, изначально ограниченное Пелопоннесом и частью Центральной Греции, обрело практически современные очертания. Архитектура страны в тот период характеризовалась расцветом неогреческого стиля, в котором было возведено большинство общественных и частных зданий в столице и других городах страны. Неогреческие здания появились в Петрах, Эрмуполи, Триполи. В Афинах неогреческое направление абсолютно доминировало на протяжении всей второй половины столетия. В это же время были закончены здания, начатые в предшествующее царствование: парламент (1871), политехнический институт (1876) и другие. В столице были построены здание Национального археологического музея, дворец наследника престола (1890—1897, арх. Эрнст Циллер), многочисленные роскошные дворцы и виллы. В конце столетия Анастасиос Метаксас восстановил и отделал мрамором античный стадион, ставший в 1896 году местом проведения первых Олимпийских игр нового времени. Эрнст Циллер, считавшийся в то время греческим национальным архитектором, много работал в различных городах королевства: театр Аполлона в Патрах, ратуша в Эрмуполи, здание греческого консульства в Салониках.
К рубежу веков неогреческий стиль начала XIX века казался уже устаревшим. Эрнст Циллер постепенно стал работать в других стилях. Братья Хансены покинули Грецию и позже, на основе изучения византийской архитектуры, разработали яркий, полихромный неовизантийский стиль, который оказался более востребован современниками.

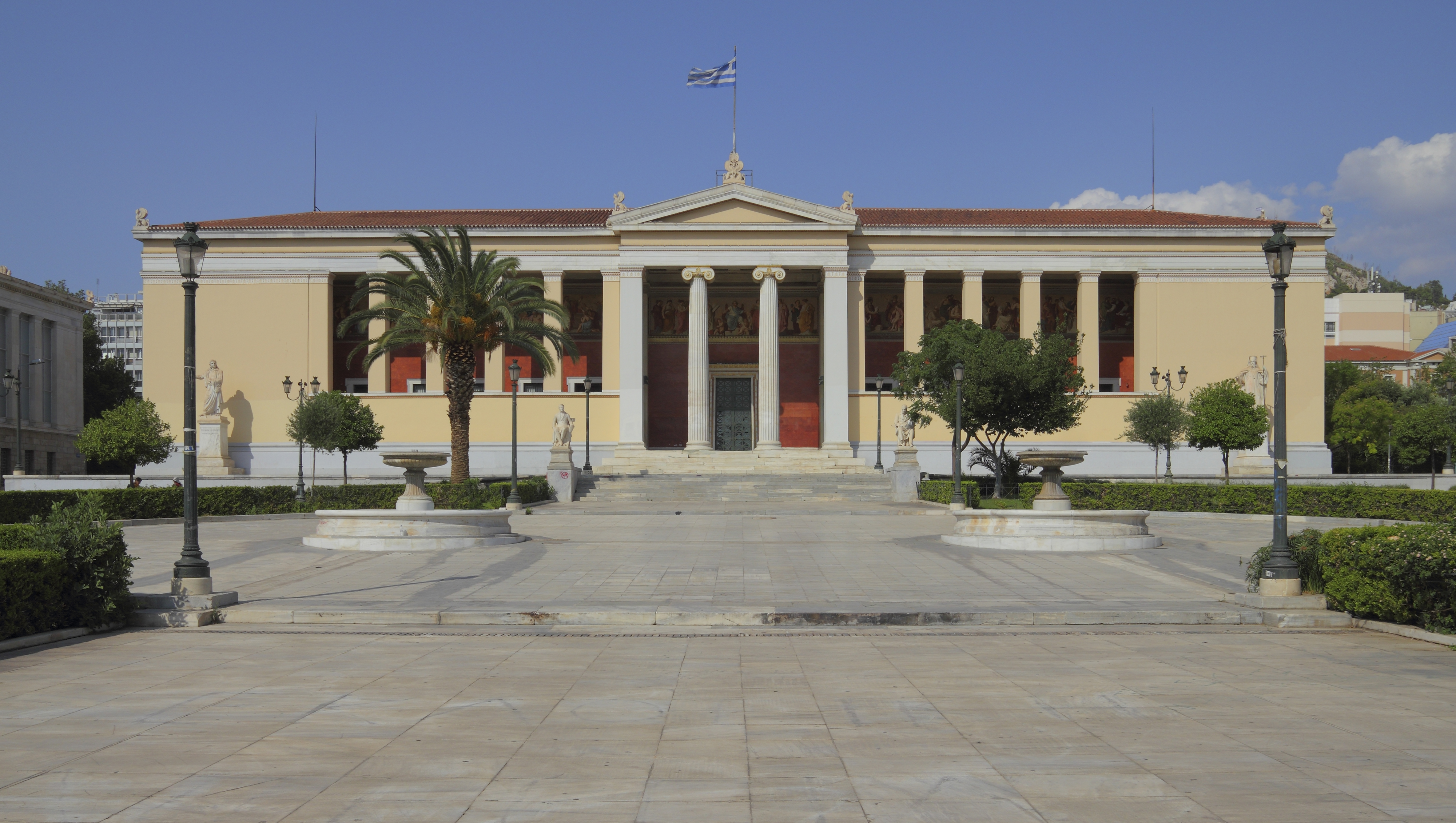
Афинский университет
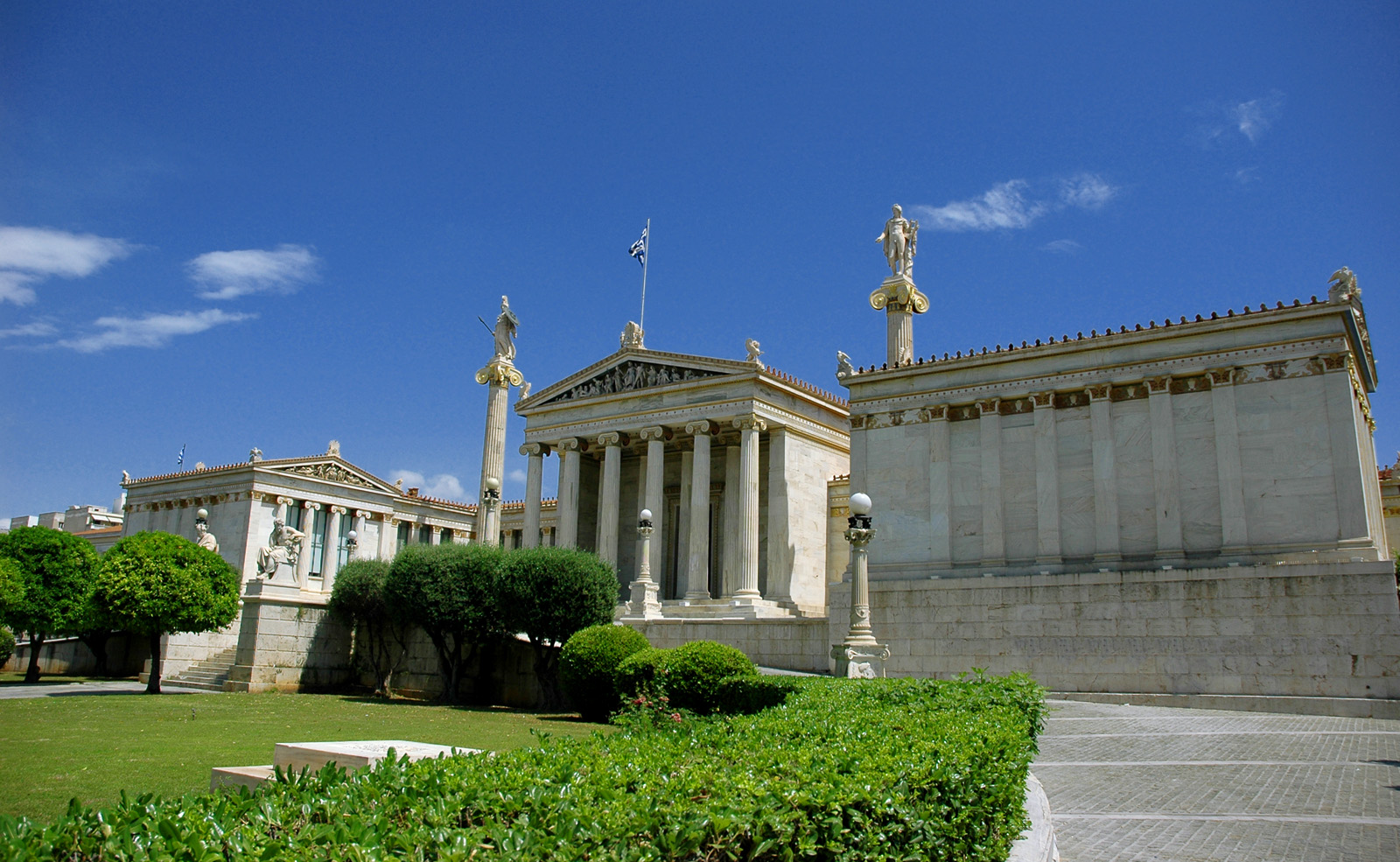
Афинская академия
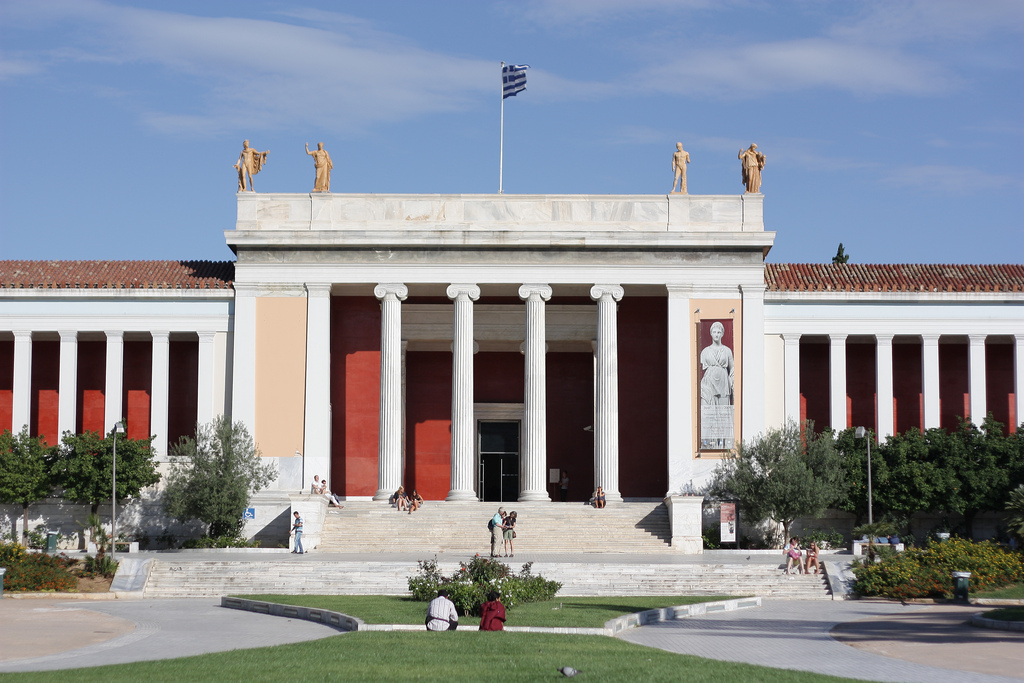
Национальный археологический музей
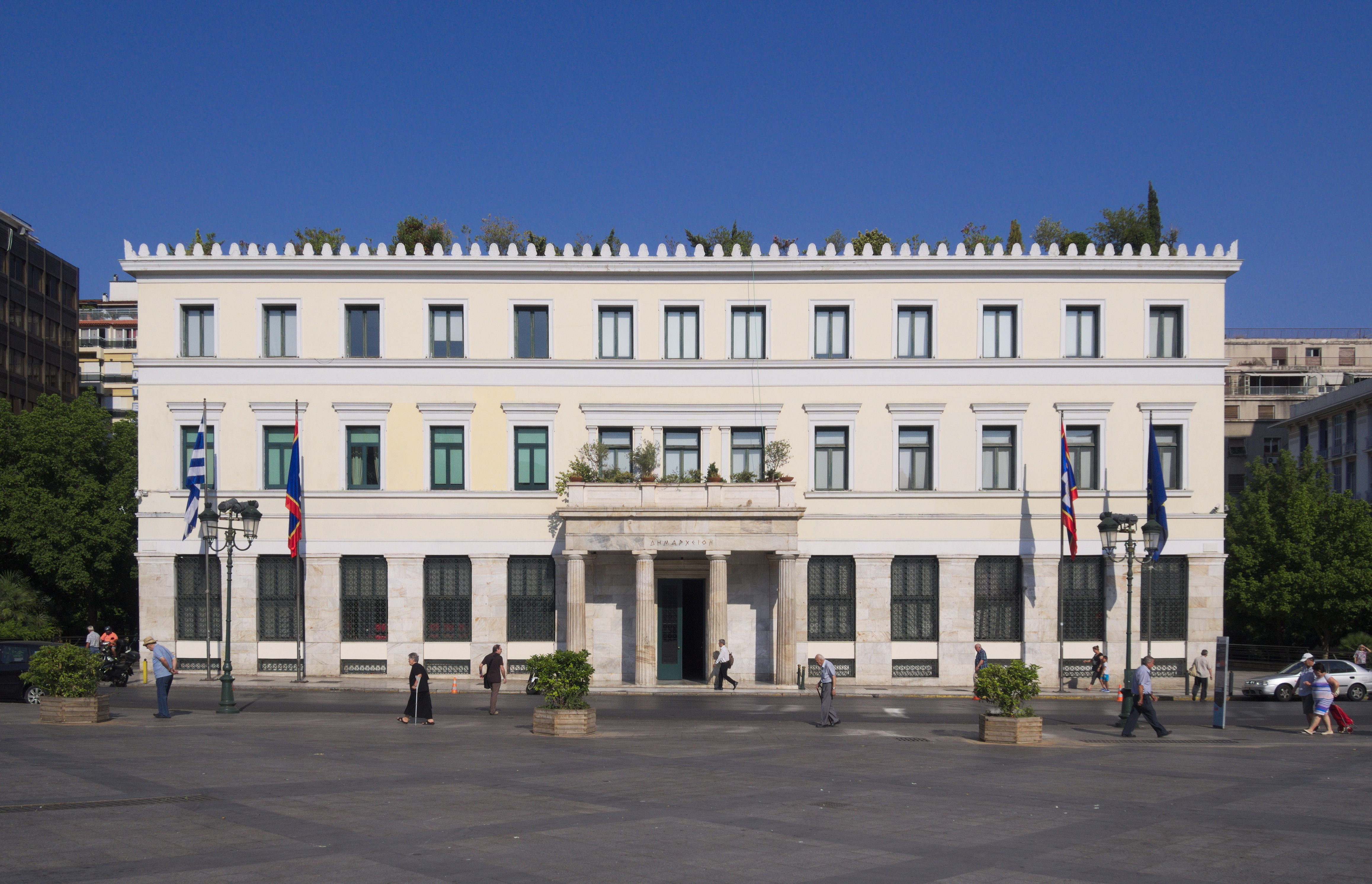
Ратуша, Афины
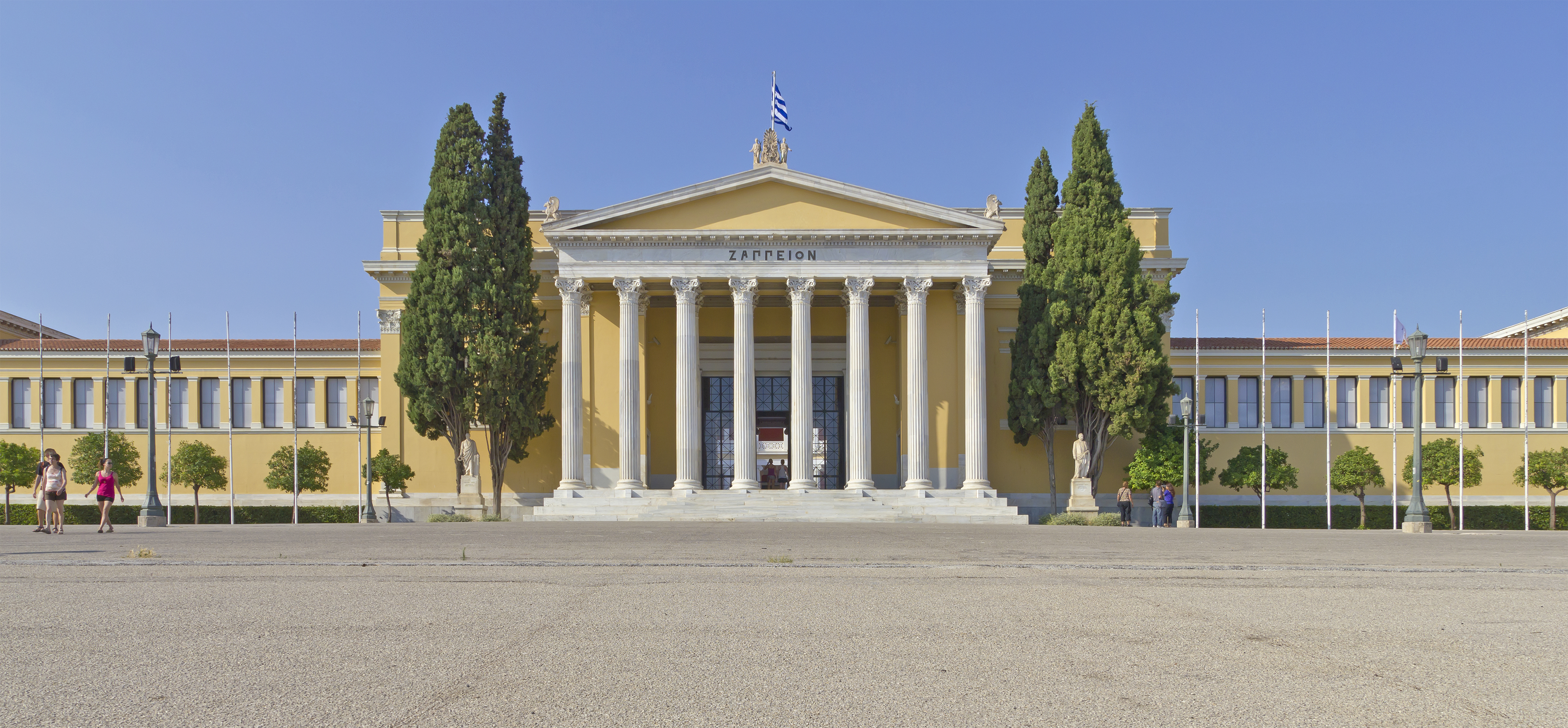
Заппион

### Австрия

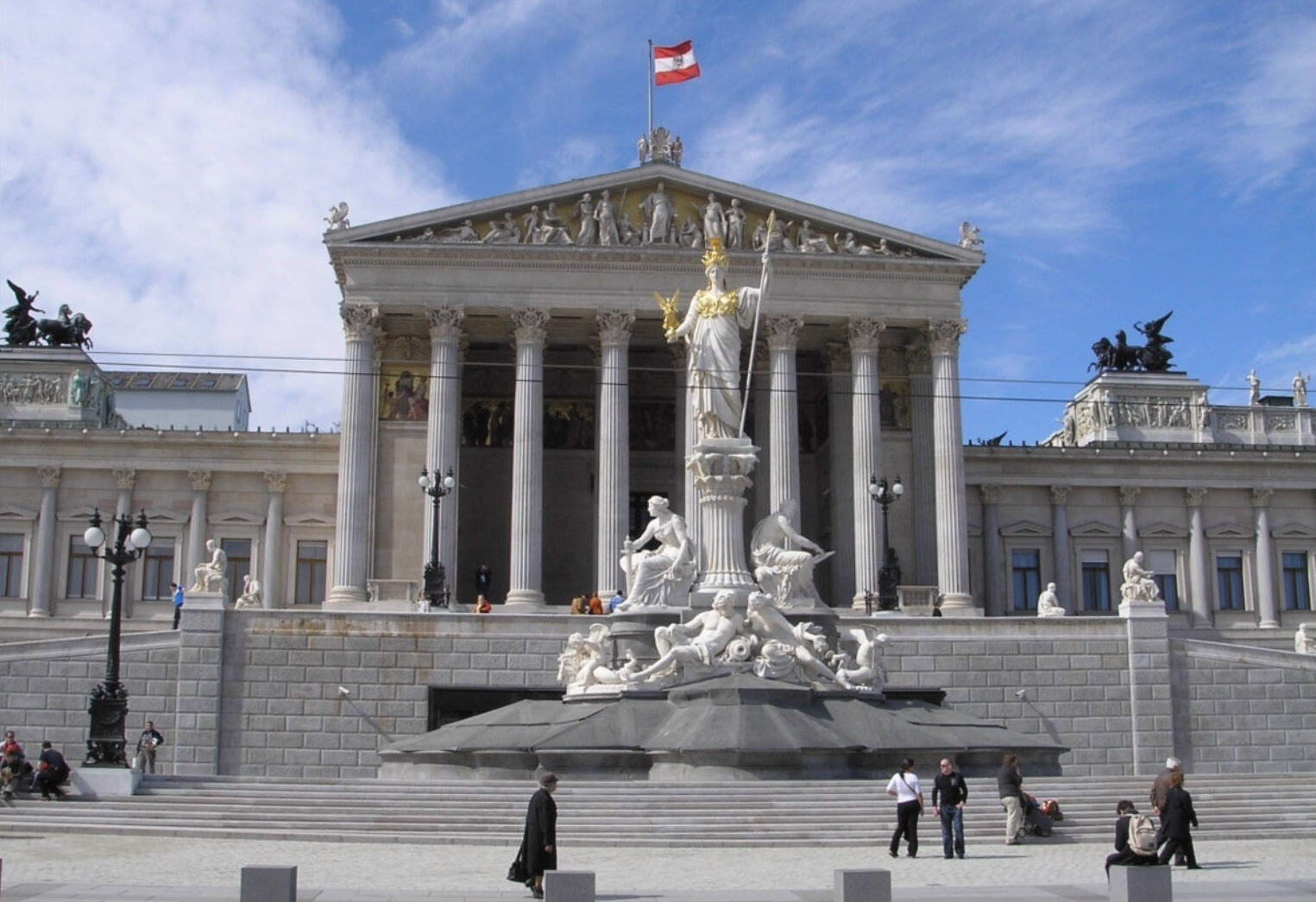
Здание парламента, Вена

Неогреческий стиль не нашёл большого развития в Австрии в 1-й половине XIX века. Появление значительного неогреческого здания в стране было связано с деятельностью императора Франца Иосифа I (правил в 1848—1916 годах), задумавшего перестроить старомодную Вену по образцу реконструкции Парижа Наполеоном III. В 1857 году были снесены средневековые укрепления, окружавшие старый город, а уже в следующем году Людвиг Фостер выиграл конкурс на реконструкцию улицы Рингштрасе, которая должна была превратиться в монументальный бульвар со свободно сгруппированными общественными зданиями. Набор стилей новых построек, следуя распространённой эстетике эклектизма, был разнообразнее, чем в Париже.
Ведущим архитектором в период реконструкции Вены стал Теофил Хансен, первоначально спроектировавший Военно-исторический музей (1849—1856) в полихромном неовизантийском стиле. Второй крупной постройкой зодчего являлось огромное Здание парламента (1873—1883), ставшее одним из немногочисленных поздних примеров международного неогреческого стиля.

### Шотландия
Развитие неогреческого стиля в Шотландии связано с деятельностью Александра «Афинянина» Томсона, который считается несомненно более талантливым архитектором, чем представители раннего шотландского неогреческого стиля. В Глазго он создавал произведения, в которых сочетались египетские и греческие элементы, как например в Морей-плейс (1857—1859) и пресвитерианской церкви на улице святого Винсента (1857—1859). На его творческий подход сильно повлиял хорегический монумент Фрасиллу, который он хвалил, как пример «свободы, с которой настоящий мастер может интерпретировать привычные формы в совершенно новой комбинации».
Хорегический монумент Фрасиллу (разрушен в 1823 году; известен только по гравюрам Стюарта и Реветта) изменил общепринятые взгляды на правила классической архитектуры, привнеся в практику неогреческого стиля новые веяния. В середине фасада сооружения был расположен сплошной массив стены, а метопо-триглифный фриз заменён одиннадцатью лавровыми венками. К тому же, открытый наружу, сложный каркас монумента имел некоторые параллели с функционализмом и считался более удобным для приспособления в современных зданиях, чем привлекал архитекторов. Монумент был использован как прототип при строительстве единственного здания Англии XIX века, сопоставимого по качеству с работами Томсона в Шотландии — Сент-Джордж-Холл в Ливерпуле (1839—1854, арх. Харви Лонсдейл Элмс, Роберт Роулинсон, Чарльз Кокерелл).

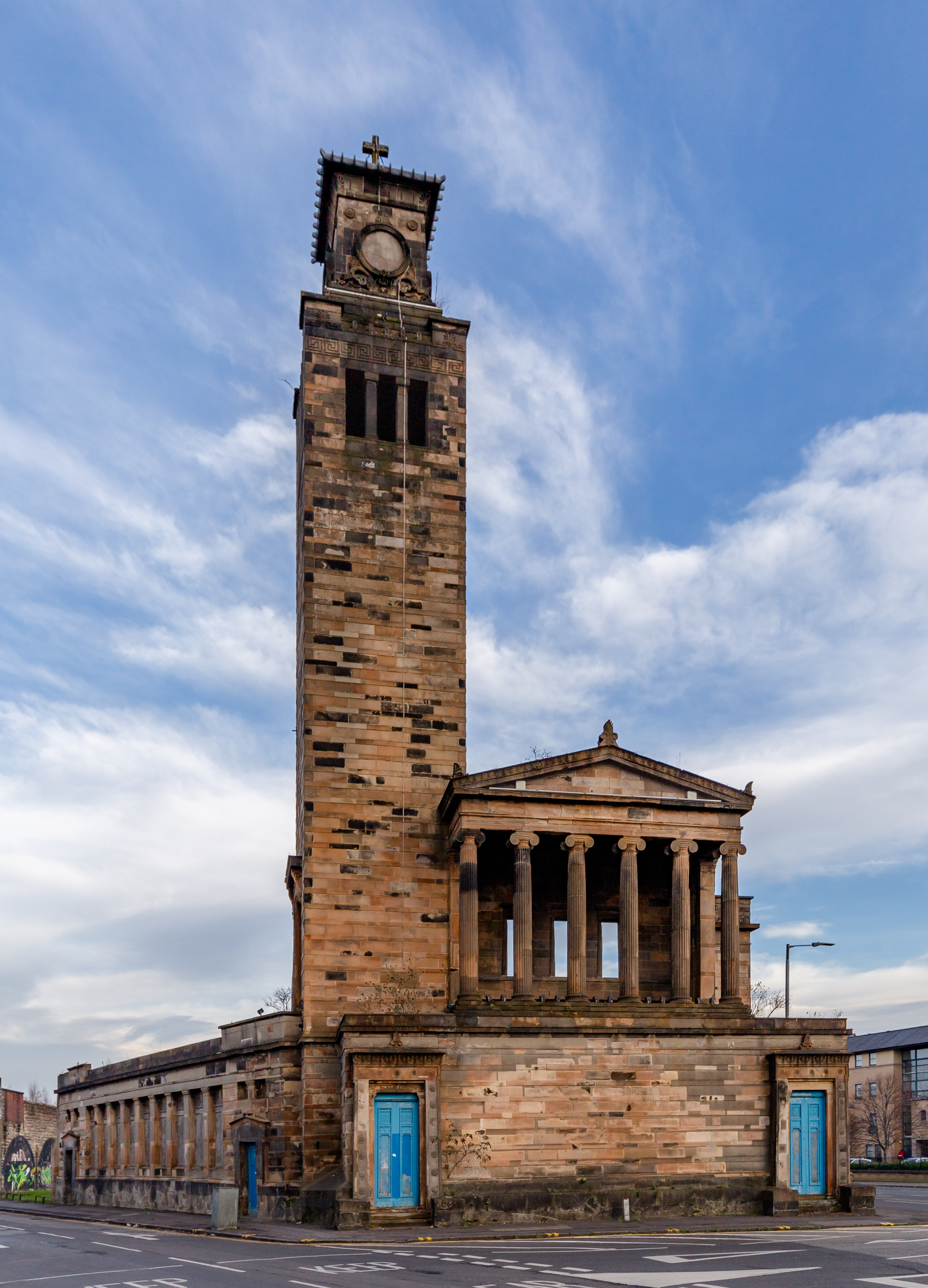
Бывшая церковь на улице Каледония-роуд
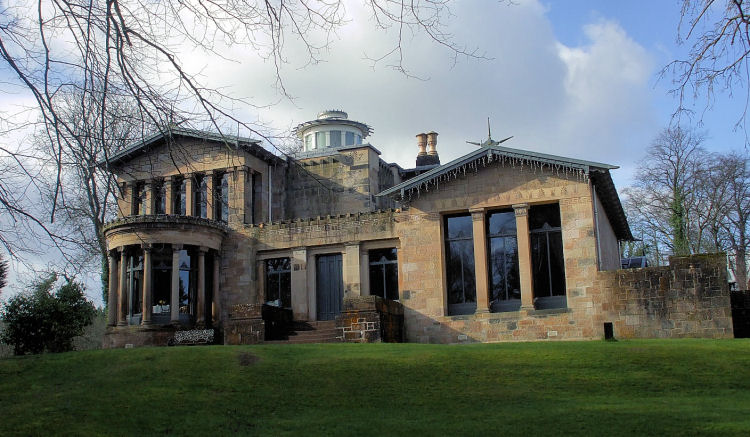
Холмвуд-хаус
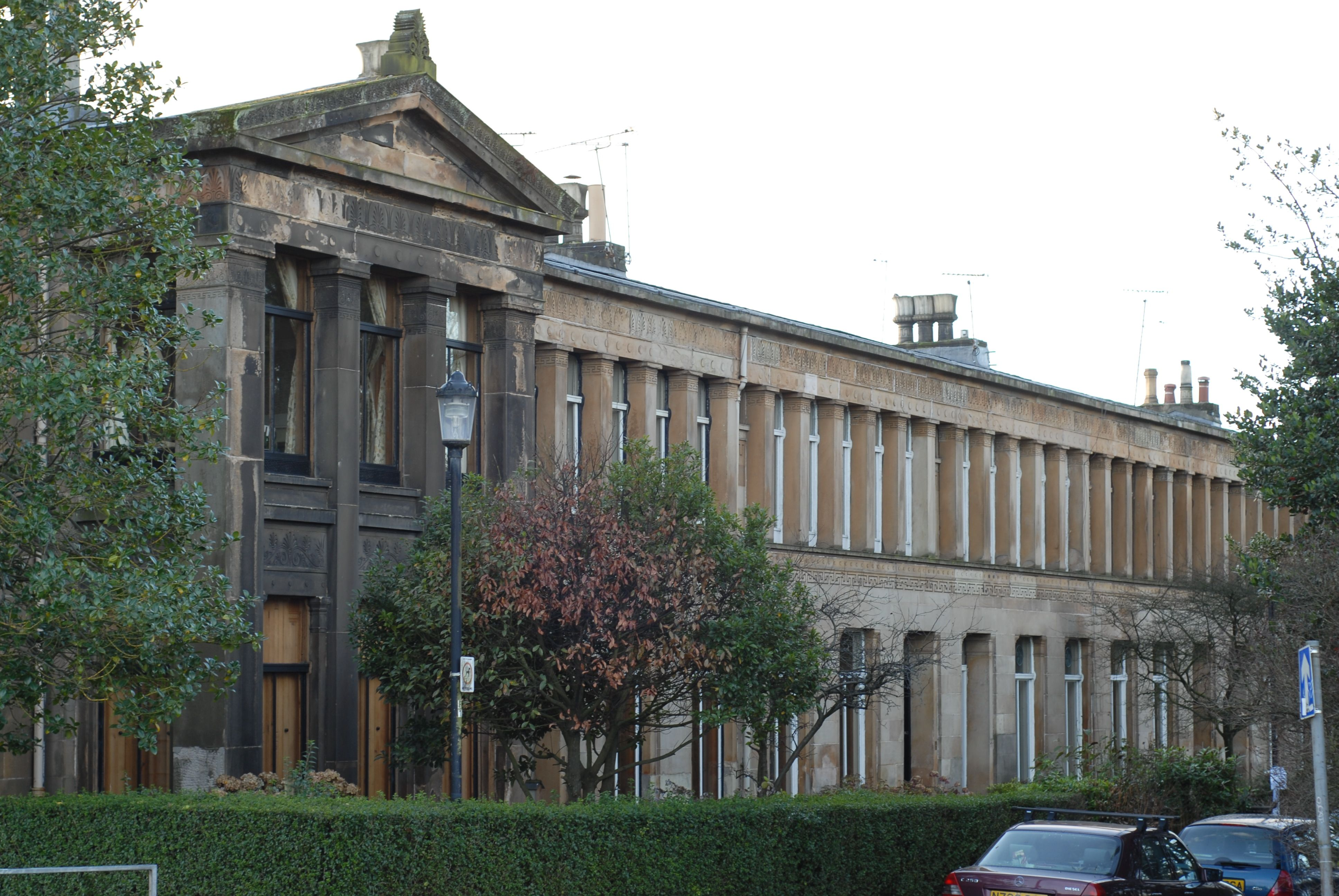
Морей-плейс
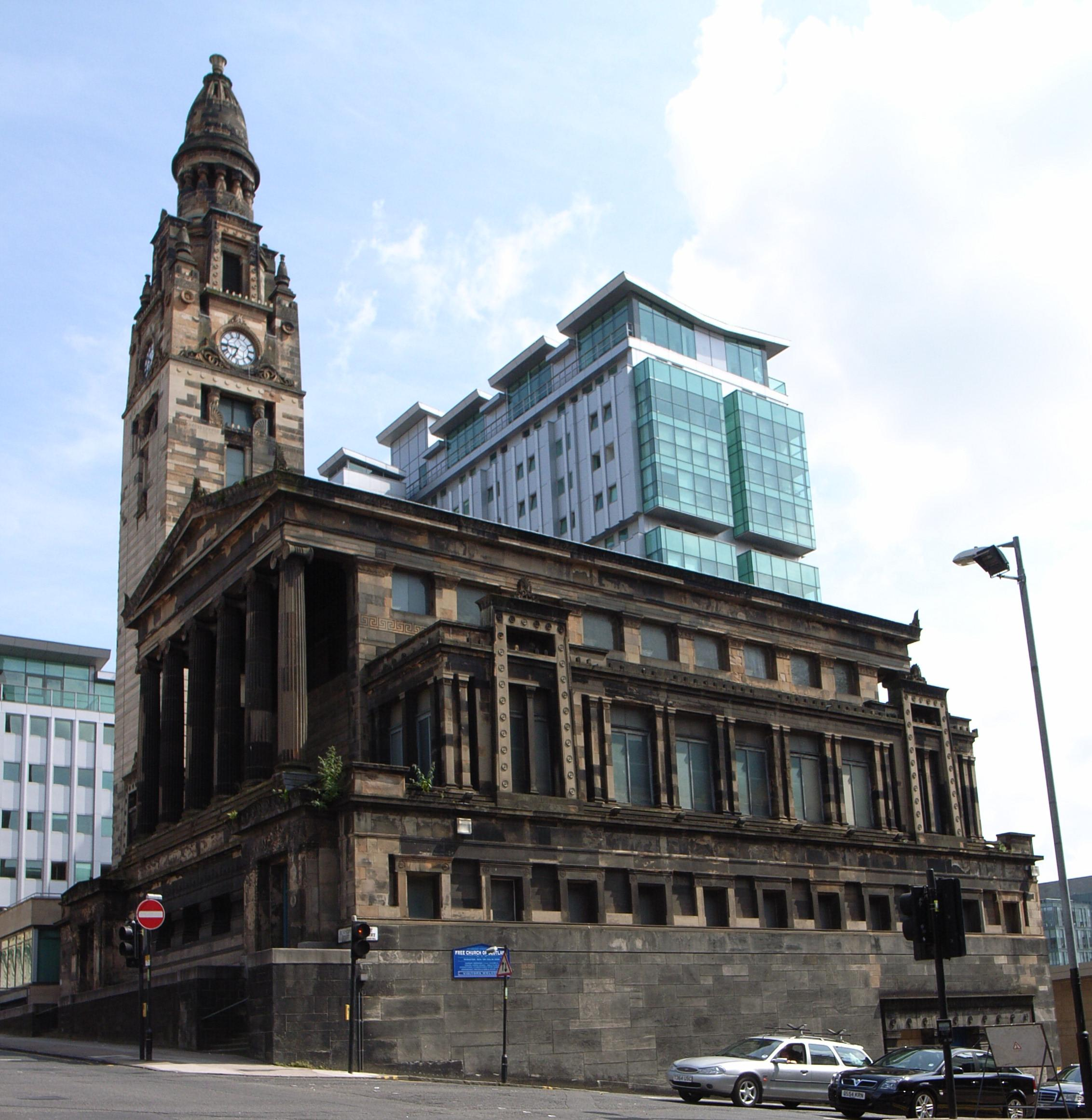
Церковь на улице святого Винсента, Глазго
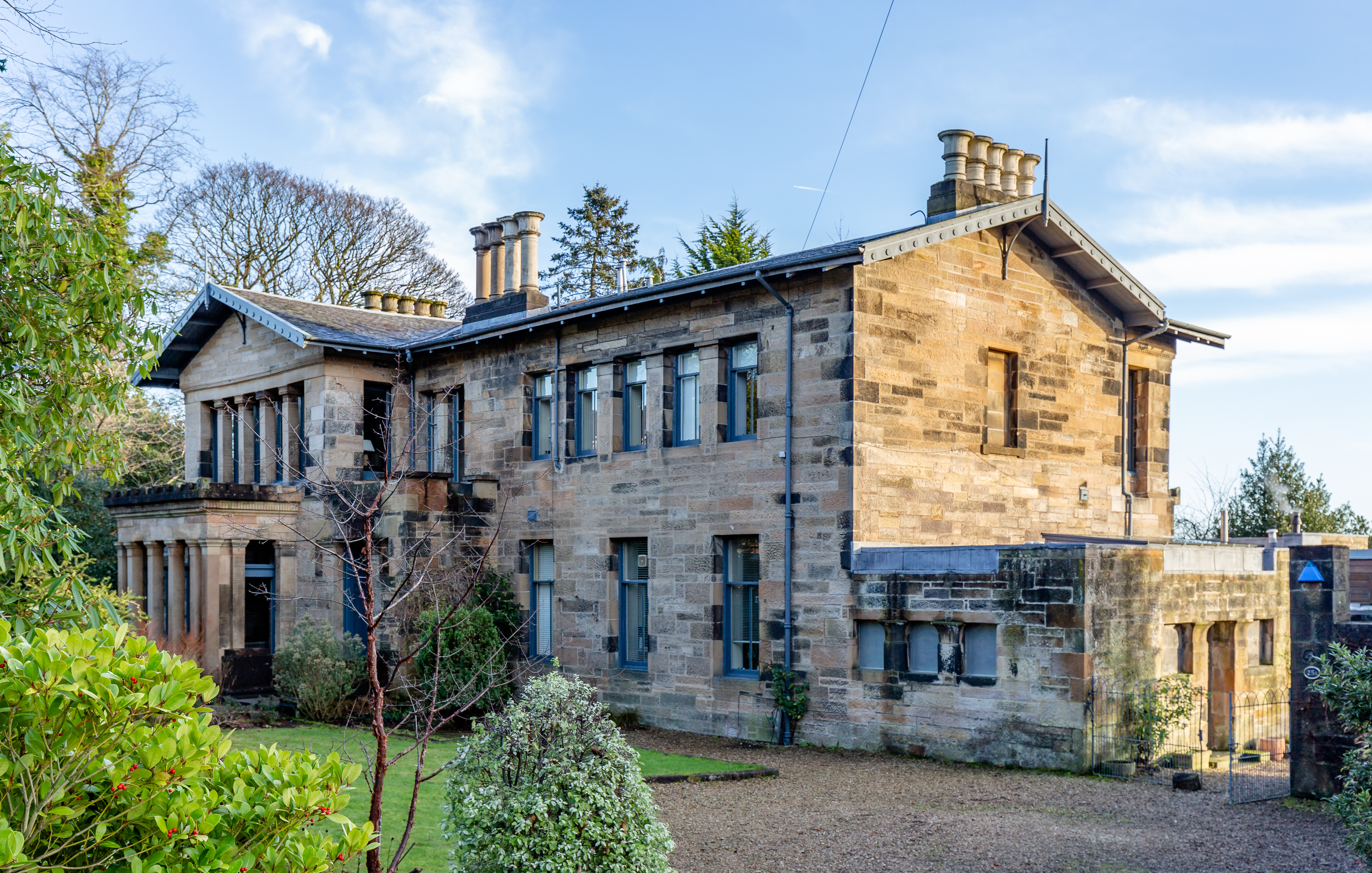
Жилой дом на улице Мэншенхаус Роуд, 25

### Россия

#### Неогреческий бум в Москве
Важнейшим фактором развития русской архитектуры во второй половине XIX века стала беспримерная активизация строительного процесса и расширение жанрового разнообразия вновь возводимых зданий. В 1858 году было отменено обязательное применение образцовых проектов, а в 1870 году внесены дополнения в Строительный устав и принято новое Городовое положение, позволившее городским думам и управам вырабатывать собственные правила застройки и утверждать проекты. В этот период демократичная Москва, а не Санкт-Петербург, стала своеобразным лидером в архитектуре России.

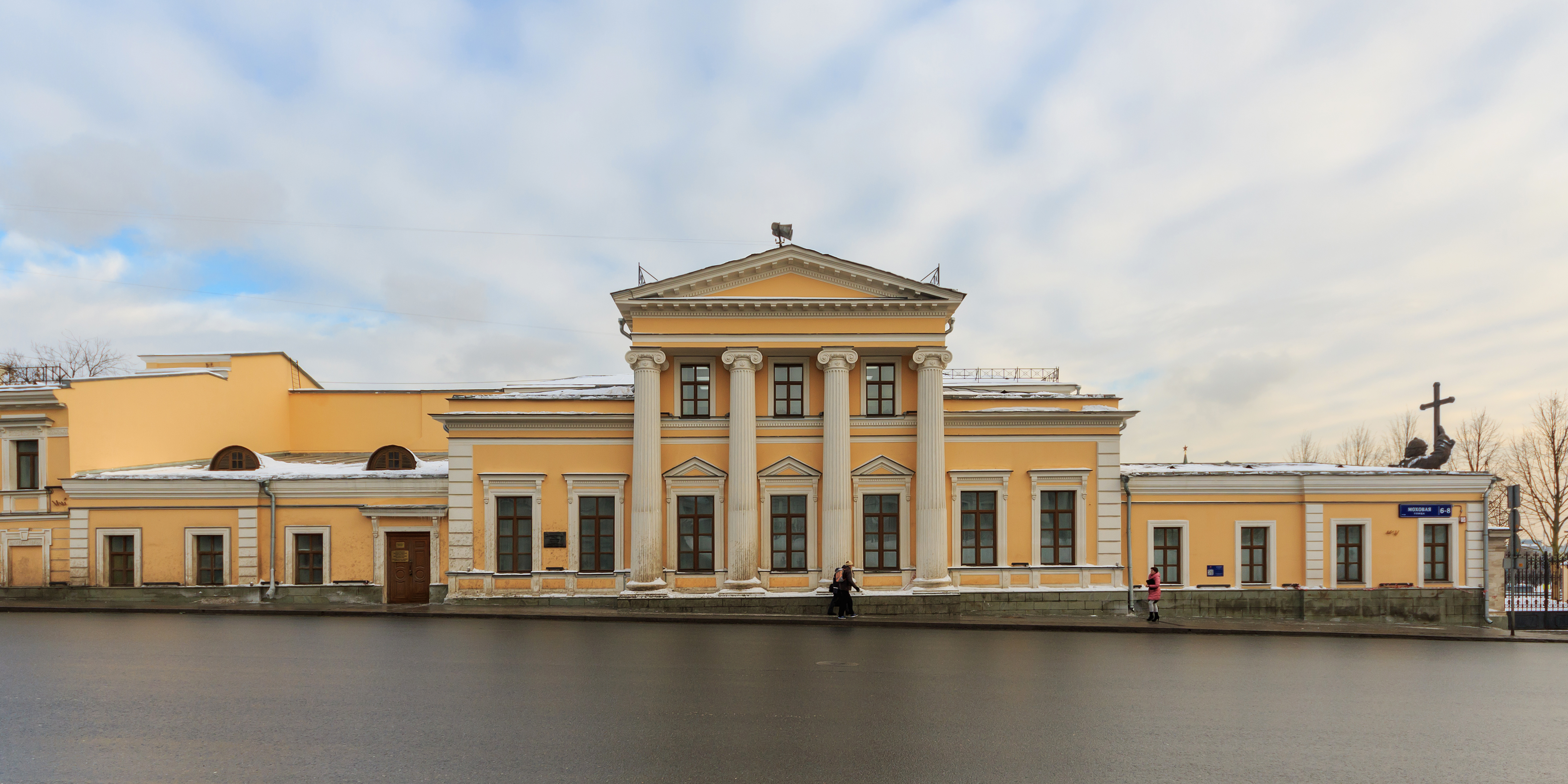
Москва, дом Шаховских, арх. А. С. Каминский, 1868

В тот момент неогреческий стиль, как стилистическое направление русской эклектики, сформировался как естественное продолжение сложившейся системы обучения архитекторов, которая базировалась, в первую очередь, на классических образцах античной архитектуры. В основном стиль выбирался заказчиками при проектировании учебных зданий и особняков. Первая волна популярности неогреческого стиля в Москве пришлась на 1860-е годы, а схлынуло увлечение стилем только в 1880—1890-е годы. Главным архитектором первой волны принято считать Александра Каминского, зятя братьев Третьяковых, близкого к московской купеческой среде и проектировавшего преимущественно для представителей купеческого сословия. Тем не менее, первым московским здание в неогреческом стиле стал дворянский ампирный особняк Шаховских, перестроенный в 1868 году. К фасаду здания был добавлен дробный греческий декор, а вместо портика в стиле строгого классицизма, пристроен изысканный, декоративный ионический портик, отсылавший в деталях к Эрехтейону.
Особенностью первой волны московского варианта неогреческого стиля стало предпочтение Эрехтейона Парфенону и другим дорическим периптерам. «Домашние» пропорции и сложная композиция храма оказалась более удобной при проектировании особняков, в то время как периптеры было удобнее использовать при проектировании крупных общественных зданий. Эрехтейон стал своеобразной энциклопедией малых форм. Во всех особняках неогреческого стиля чувствовалась позднеклассическая основа, несколько скорректированная в сторону свободы плана, а декор фасадов представлял собой вольные несимметричные композиции с аппликациями археологически-точного декора. Важную роль в архитектуре таких зданий играли ризалиты, украшенные кариатидами, гермами и сфинксами. Первая волна стиля была в большей степени связана с немецким, скорее всего прусским, влиянием и соответствовала не романтической фазе эклектики, а её второй фазе — археологической, научной и позитивистской.

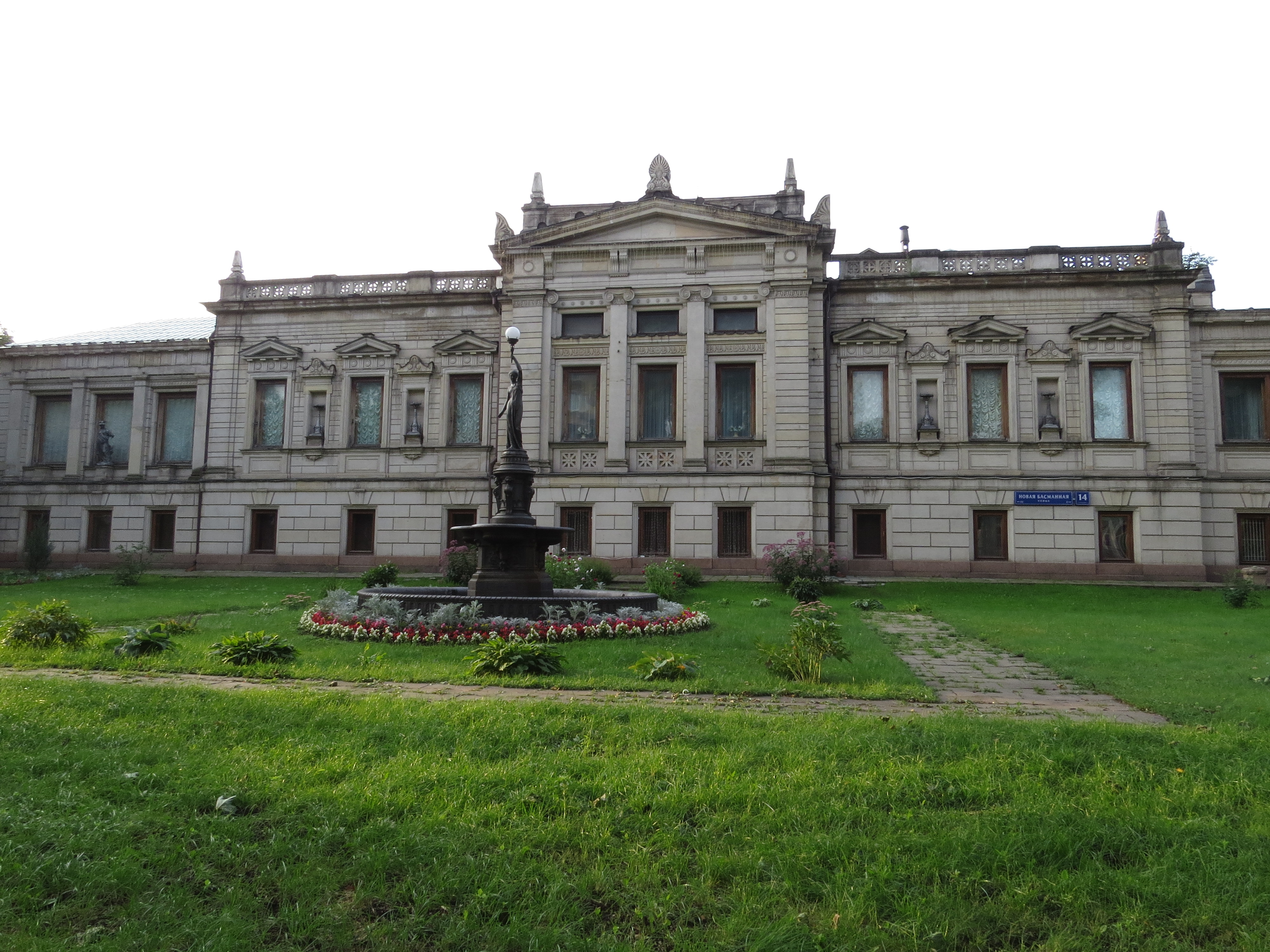
Дом Стахеева, арх. Михаил Бугровский, 1898—1912

Александр Каминский продолжил развитие стиля в здании Биржи на улице Ильинке (1873), в оформлении которой применил ионическую лоджию «в антах» и украсил стены рустовкой. Ту же линию зодчий продолжил в купеческих особняках: небольшом доме на Тверском бульваре, 25 (1882) и пышном особняке купчихи А. И. Сергеевой в Калашном переулке, 12 (1884). Применял неогреческие формы в своих московских проектах и петербургский архитектор Александр Резанов: особняк К. Т. Солдатенкова на Мясницкой улице, 37 (1870-е годы), особняк чаеторговца К. С. Попова на Смоленском бульваре, 26 (1876—1879). Многочисленные купеческие особняки первой волны строились до 1890-х годов, среди которых наиболее значительными памятниками стали дом немецких коммерсантов Вогау-Бонза на Воронцовом поле, 3 (1885, арх. Виктор Коссов) и особняк В. А. Морозовой на Воздвиженке, 14 (1886, арх. Роман Клейн). Изредка возводились деревянные особняки с греческим декором: дом в Гусятниковском переулке, 7 (1880, арх. Михаил Фидлер).
Вторая волна стиля пришла в Москву в 1890-е годы и закончилась в 1900-е годы, с появлением модерна и русского неоклассицизма. В архитектуре построек второй волны зодчие стали применять многие приёмы зарождавшегося модерна, в то время как формы стали «суше и, при этом, отстранённее и манернее». В период второй волны в Москве в неогреческом стиле проектировали особняки такие архитекторы, как Карл Трейман, Анатолий Гунст, Адольф Эрихсон, Михаил Бугровский. Соединял в своих произведениях приёмы модерна и греческий декор архитектор Илларион Иванов-Шиц, характерный пример: здание Приюта имени Н. С. Мазурина (1892—1894), в котором зодчий соединил в фасадах приёмы классицизма и элементы декора греческой классики.
Завершило вторую волну популярности стиля музейное строительство. В 1898—1912 годах на основе проекта Петра Бойцова Роман Клейн построил здание Музея изящных искусств, добавив в проект греческий ионический ордер. С приходом модерна вторая волна стиля быстро сошла на нет.

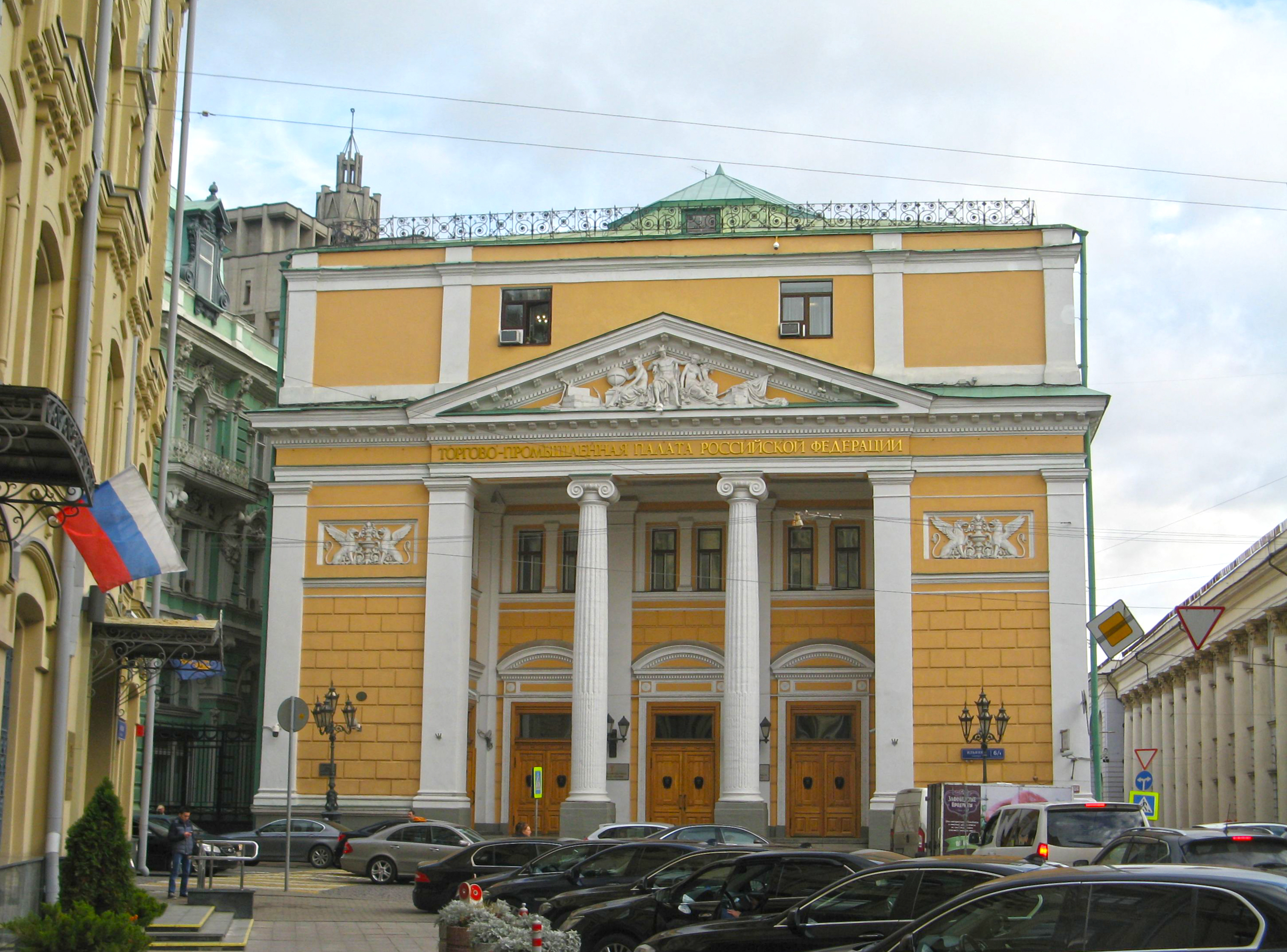
Купеческая биржа, ул. Ильинка, 6
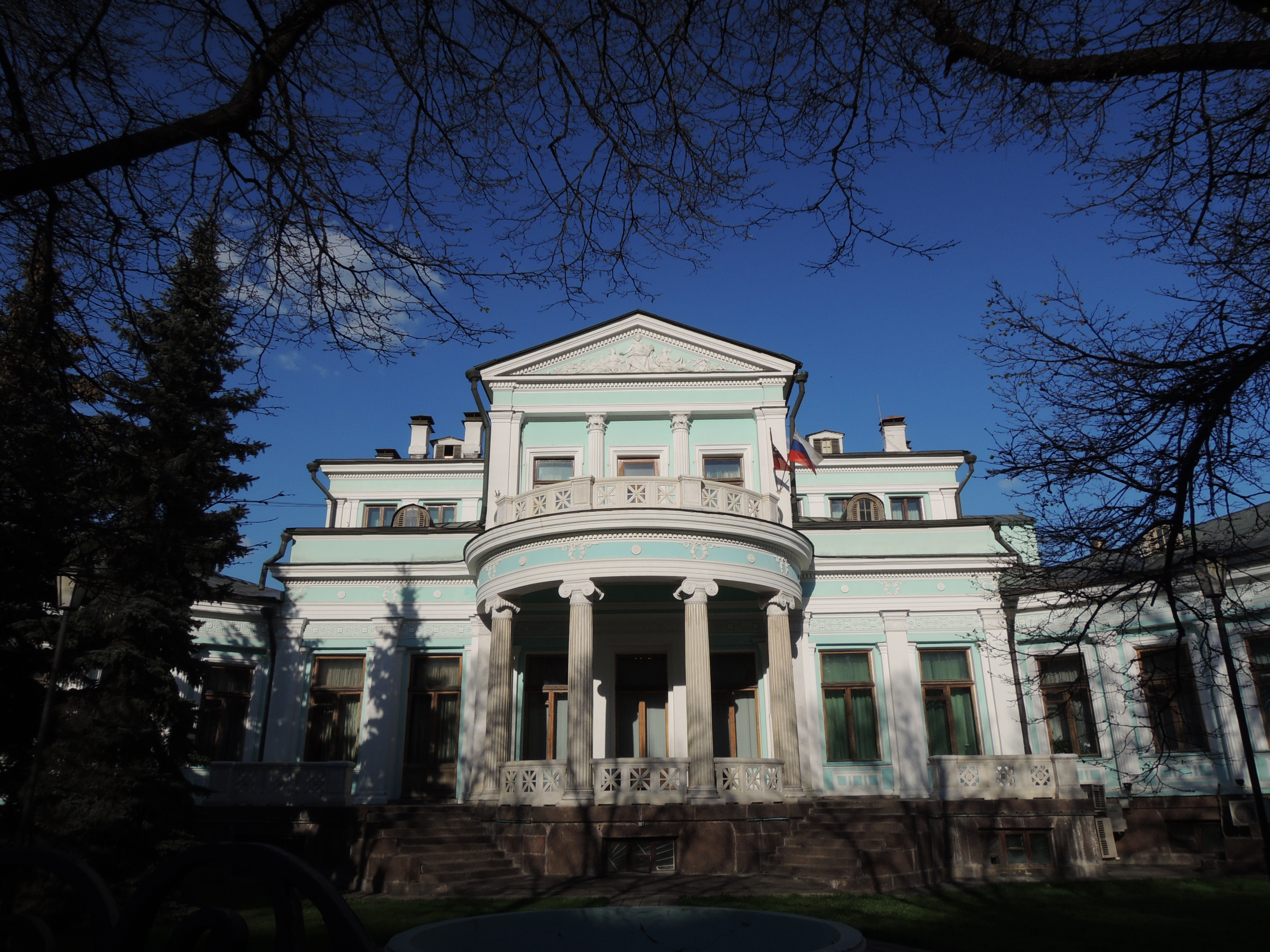
Особняк чаеторговца К. С. Попова
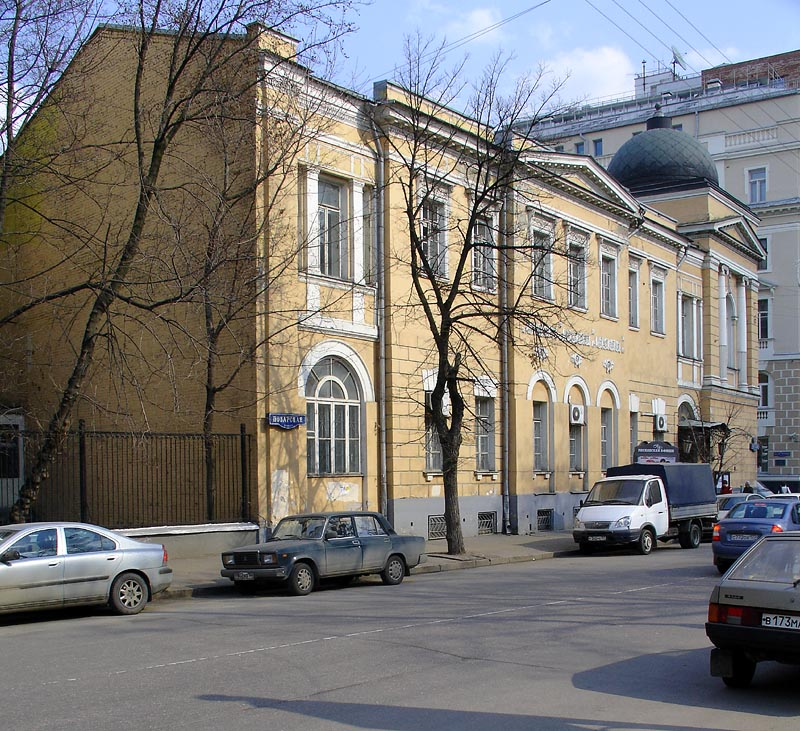
Москва, дом Охотникова, арх. А. С. Каминский, 1892
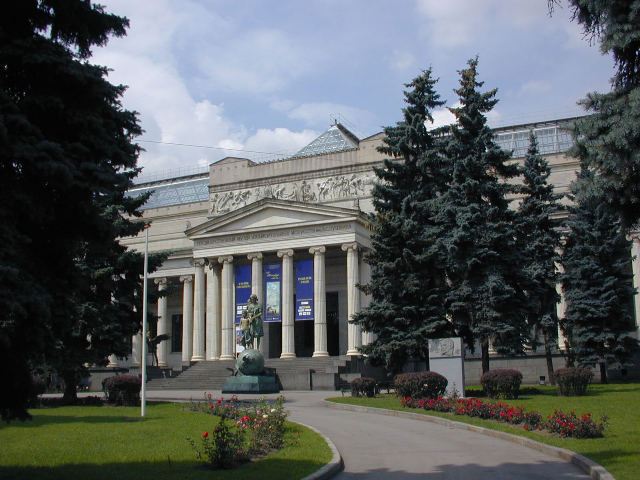
Музей имени Пушкина, арх. Р. И. Клейн, 1898—1912

#### Провинция. Музейное и библиотечное строительство
В конце XIX века в России начался своеобразный музейный бум. Во многих городах империи открывались музеи различного профиля: художественные, исторические и естественнонаучные. При проектировании новых музеев большое внимание уделялось образной стороне построек. Характерным для рубежа XIX—XX века было обращение к неогреческому стилю при строительстве музейных зданий, поскольку:
- Указание на античную древность на фасаде здания адресовало к античному происхождению слова музей;
- Древние формы соответствовали характеру учреждения;
- Появление новых материалов и технологий (остекление потолков и верхний свет) перекликались с античными атриумами;
- Неогреческий стиль был репрезентативным и сравнительно недорогим;
- В каждом регионе Российской империи существовали местные мотивы архитектуры, что отражалось на проектировании.

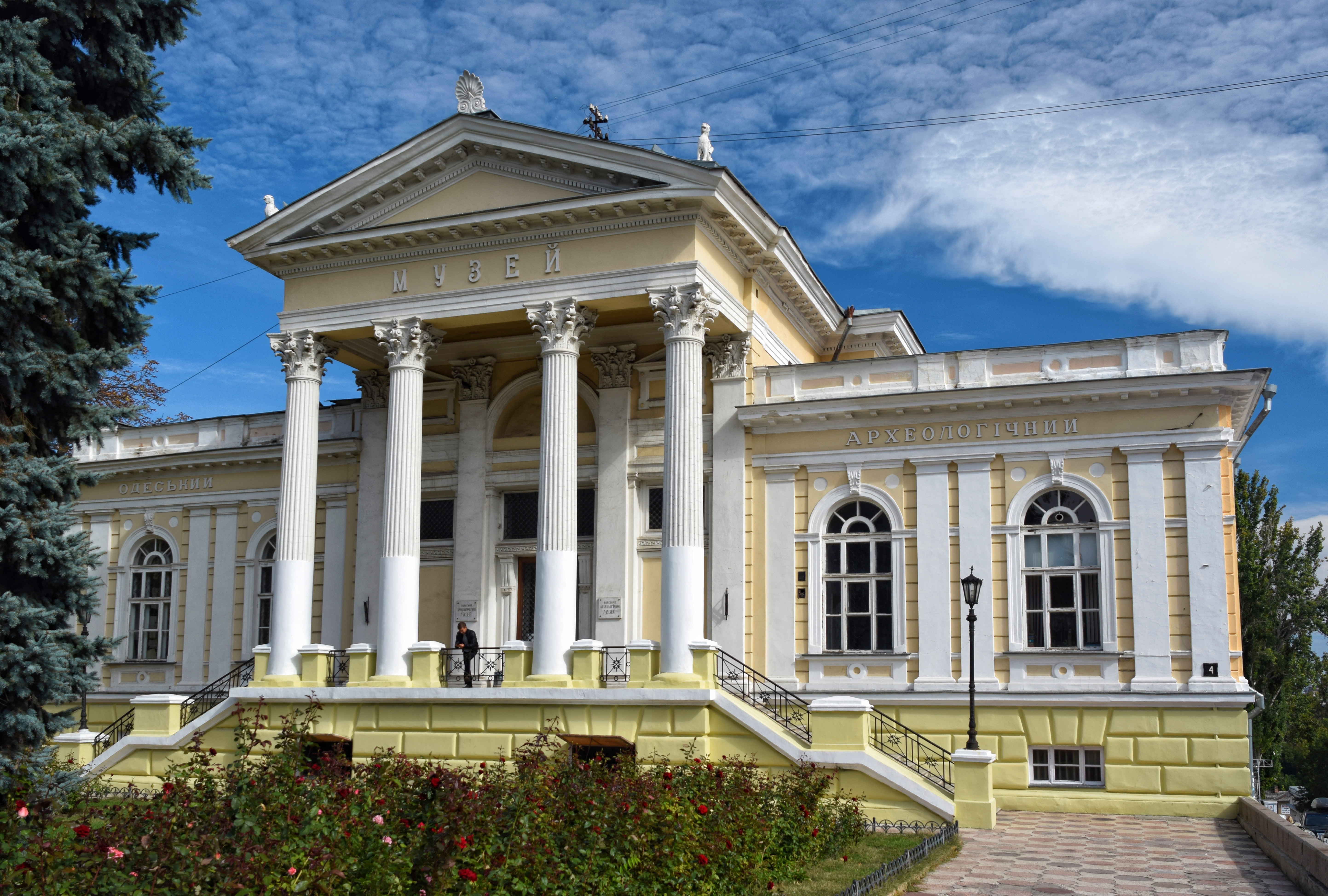
Одесский археологический музей, 1883

В неогреческом стиле на средства городского главы Григория Маразли был построен Археологический музей в Одессе (1883, арх. Феликс Гонсиоровский). Несмотря на скромные размеры, здание выглядело монументальным за счёт использования в оформлении традиций античной классики: центр главного фасада был акцентирован коринфским портиком, фронтон которого дополнен характерными для древнегреческой архитектуры акротериями. Несмотря на арочные окна, декоративные элементы неогреческого стиля определяли облик постройки. Ещё одним памятником неогреческого стиля стал Музей черноморского флота в Севастополе (1892—1895, арх. Александр Кочетов), в основу которого были положены формы античной Греции. В 1898 году Александр Померанцев выполнил в стилистике неогреческого направления конкурсный проект здания музея в Киеве, хотя проект так и остался нереализованным. Построенное архитектором Владиславом Городецким в 1899 году здание киевского музея также было выполнено в неогреческом стиле.
В конце XIX века проблема народного просвещения поставила вопрос о строительстве сети публичных библиотек, открывавшихся при земских учреждениях. В ряде провинциальных городов для библиотек строились отдельные здания. В 1896 году в Херсоне была возведена библиотека, спроектированная Николаем Толвинским при участии Феликса Гонсиоровского, украшенная четырёхколонным коринфским портиком, по своему облику повторявшая одесский Археологический музей. В неогреческом стиле были выполнены фасады публичной библиотеки в Иркутске, перестроенной в 1887 году Владимиром Рассушиным из старого здания гауптвахты.
В конце XIX столетия неогреческий стиль распространился на Нижнем Дону, в частности в Ростове-на-Дону, поскольку на данной территории проживала крупная греческая диаспора. Известно, что в ростовском купечестве важная роль принадлежала именно грекам: в конце века они владели крупным табачным бизнесом (Асланиди, Кундури, Ламбро) и хлебной торговлей (Вальяно, Маврогордато, Скараманга). В Ростове-на-Дону имелись улицы, населённые преимущественно греками, а на углу Малой Садовой улицы (улица Суворова) и Ткачевского переулка (переулок Университетский) сформировался греческий квартал с утраченной неогреческой Благовещенской греческой церковью (1907—1909, арх. Иван Злобин, Григорий Васильев). На рубеже веков неогреческий стиль занимал важное место в архитектуре Ростова-на-Дону, применялся при строительстве жилых и общественных зданий. Существовали постройки как целиком выполненные в греческом стиле, так и те, фасады которых включали элементы древнегреческого декора. В неогреческом стиле работал архитектор Николай Дорошенко: особняк А. Великановой и П.Козловой (1884—1890-е годы, в соавторстве с Николаем Соколовым), особняк Н. Е. Врангеля (1885). К другим памятникам стиля относились: доходный дом А. Я. Фельдмана, особняк Н. Е. Парамонова (1914, арх. Леонид Эберг), здание Городских начальных училищ имени Е. Т. Парамонова (1913, арх. Григорий Васильев), здание электробиографа «Миниатюры» (1913, арх. В. В. Попов).

Военно-исторический музей Черноморского флота
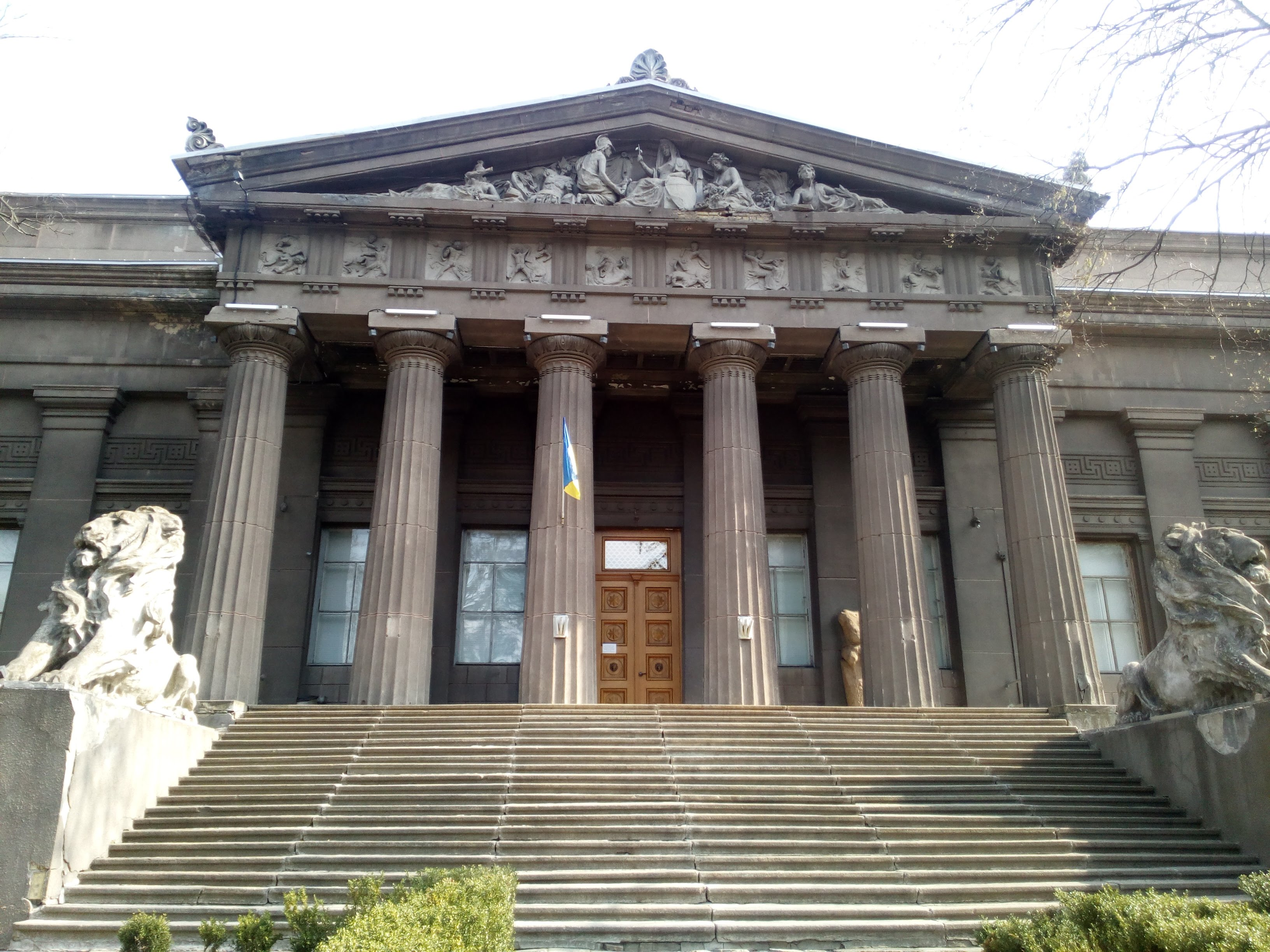
Национальный художественный музей Украины
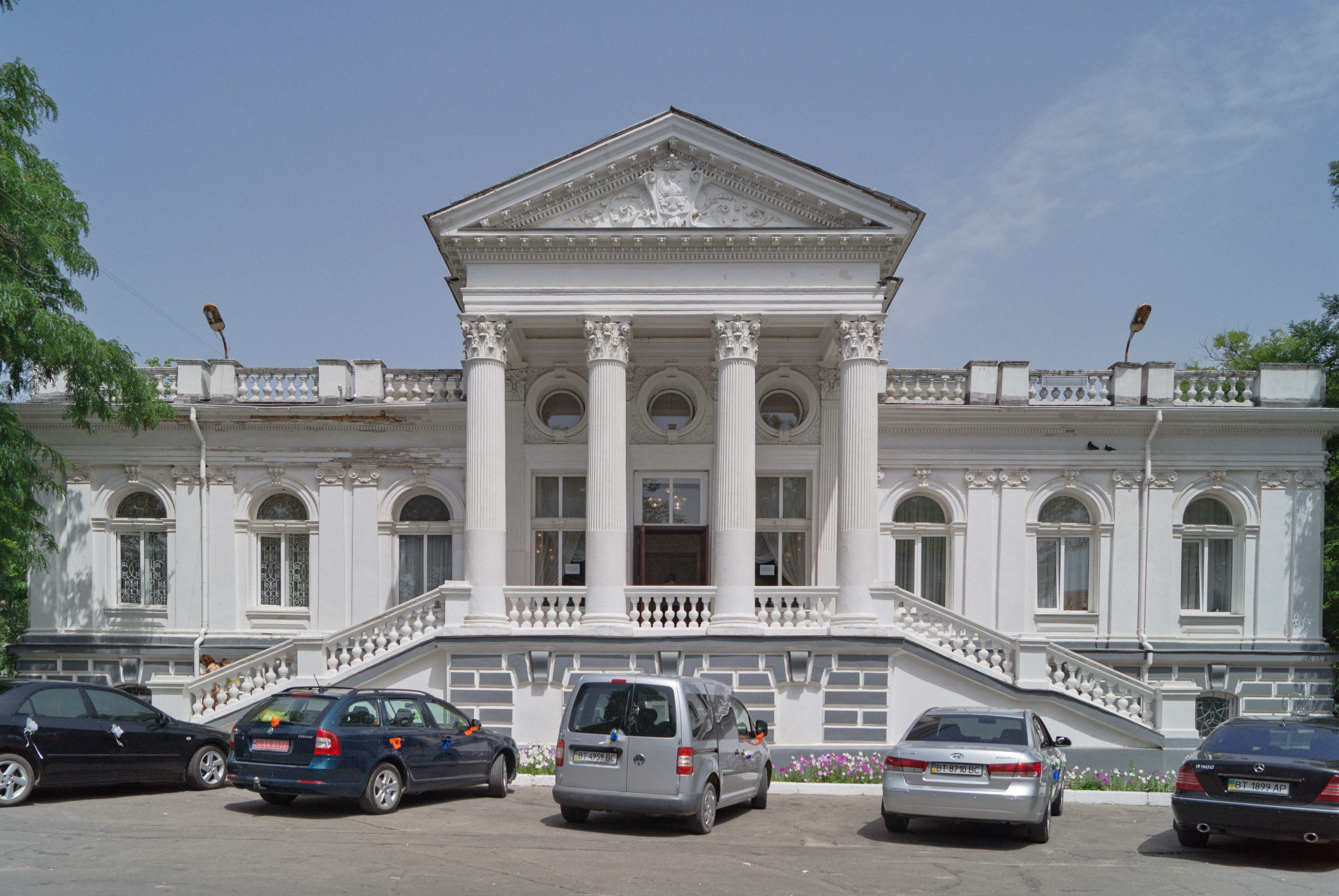
Библиотека в Херсоне
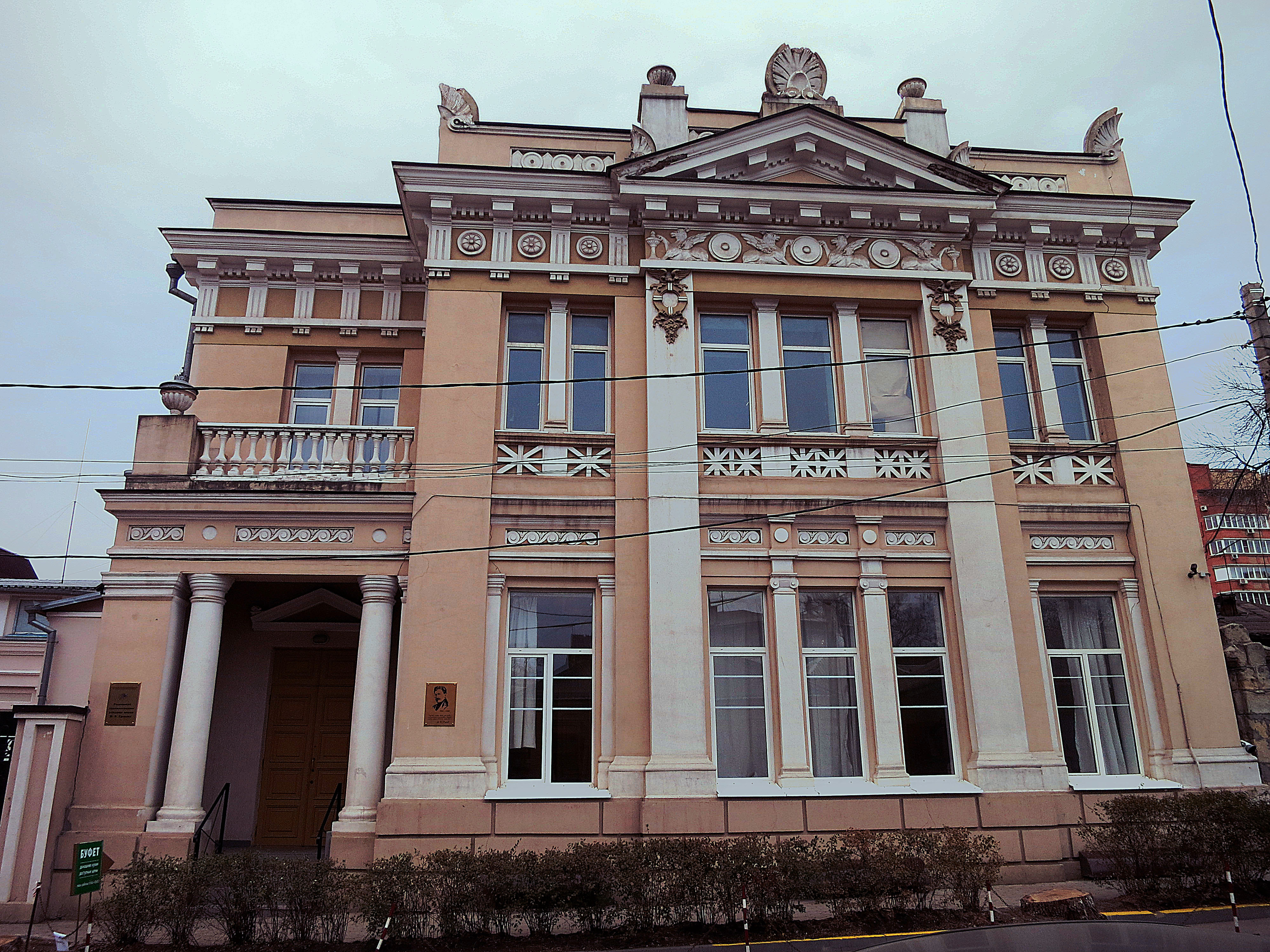
Особняк Великановой

## Особенности стиля

### Археологический подход
Для неогреческого стиля было характерно прямое воспроизведение элементов, орнаментов и форм древнегреческой архитектуры. Основой такого подхода стало так называемое «археологическое возрождение», первоначально основанное на изучении памятников и музейных артефактов Древней Греции, а позже вылившееся в прямое цитирование в архитектуре и дизайне фрагментов существовавших в действительности памятников архитектуры. Тщательное, почти научное, изучение греческих и римских античных памятников в XVIII столетии вело ко всё большему увлечению архитекторов археологией. Историк архитектуры Джон Саммерсон отмечал, что постепенно данный процесс привёл к возникновению археологического подхода в архитектуре (англ. archaeological concept), суть которого сводилась к стремлению воссоздать эстетику древности, опираясь непосредственно на сохранившиеся памятники. Археологический подход входил в противоречие с устоявшимися практиками прошлого, в которых приоритет отдавался трактатам эпохи кватроченто — теоретическим работам Серлио, Виньола, Палладио — которые, в свою очередь, опирались на «Десять книг об архитектуре» Витрувия.
Джон Саммерсон объяснял возникновение археологического подхода новшествами эстетики неоклассицизма: неоклассический взгляд на искусство возник с переосмыслением античности через призму историзма — античность стали воспринимать не только как нечто фундаментально отличное от Тёмных и Средних веков, но и как нечто столь же отличное от реминисценций античности в искусстве Возрождения. С этого времени европейцы стали рассматривать свою историю не как непрерывный культурный поток, досадно прерванный падением классических идеалов в Средневековье, а как несколько отдельных частей — «мир античности», «мир Средневековья», «мир Возрождения». На основе переосмысления европейской истории автоматически возникли три новые концепции искусства: археологическая (обогащение искусства настоящего, через пристальное изучение прошлого); эклектическая (право выбирать между стилями прошлого или комбинировать различные элементы этих стилей); и модернистская (создание искусства, отражающего настоящее время).
Археологический подход входил в явное противоречие с устоявшимся взглядом на античность. Одним из первых столкнулся с данной проблемой Жульен-Давид Леруа. Будучи дипломированным архитектором, он встал перед дилеммой: изучать руины античных памятников через историю архитектуры, либо через теорию архитектуры. В итоге его книга «Руины наиболее прекрасных памятников Греции» была разделена на две части: практическую и теоретическую. Во второй части Леруа предположил, что существующий канон пропорций архитектурных ордеров, сложившийся в эпоху Возрождения, придётся пересмотреть в свете новых археологических открытий. Взгляды Леруа не воспринимали всерьёз до тех пор пока в 1774 году он не стал профессором архитектуры в парижской Королевской Академии.

### Признаки стиля
Источником для стиля послужили в основном древнегреческие храмы, хотя в деталях их реплики всё-таки претерпели некоторые изменения, которые требовало приспособление под современное использование. К характерным признакам стиля относят следующие элементы:
- Колонны с древнегреческими вариантами архитектурных ордеров (греко-дорическим, греко-ионическим и греко-коринфским) и древнегреческим вариантом антаблемента;
- Архитектурные формы дорических периптеров: четыре, шесть или восемь колонн, поддерживающих антаблемент и фронтон. Новые здания зачастую напрямую воспроизводили формы греческих храмов (то есть портик устраивался по всем фасадам) или же портик с фронтоном добавлялся к парадному фасаду;
- Там где форма храма не использовалась напрямую, здания могли иметь просто колоннаду по фасаду или, в упрощённом виде, несколько колонн, обозначающих вход;
- Проёмы окон и дверей прямоугольной формы (полукруглая арка была неизвестна древним грекам);
- Ниши с колоннами и антаблементом, наподобие наисков. Подобными блоками оформляли парадный вход, главные окна, крупные внутренние проёмы и каминные полки;
- Окантованные круглые или ракушкообразные профилированные ниши (в экстерьере и интерьере);
- Двери в стиле греческих храмов с двумя высокими вертикально вытянутыми створками;
- Оконные и дверные проёмы с небольшим выступом или фронтоном сверху;
- Высеченный или лепной, акантовый, пальметтовый или патеровый орнамент (данные мотивы наиболее часто использовались в древнегреческой архитектуре). Чаще всего орнамент помещался на потолочные медальоны и обрамления окон и дверей.

### Полихромия

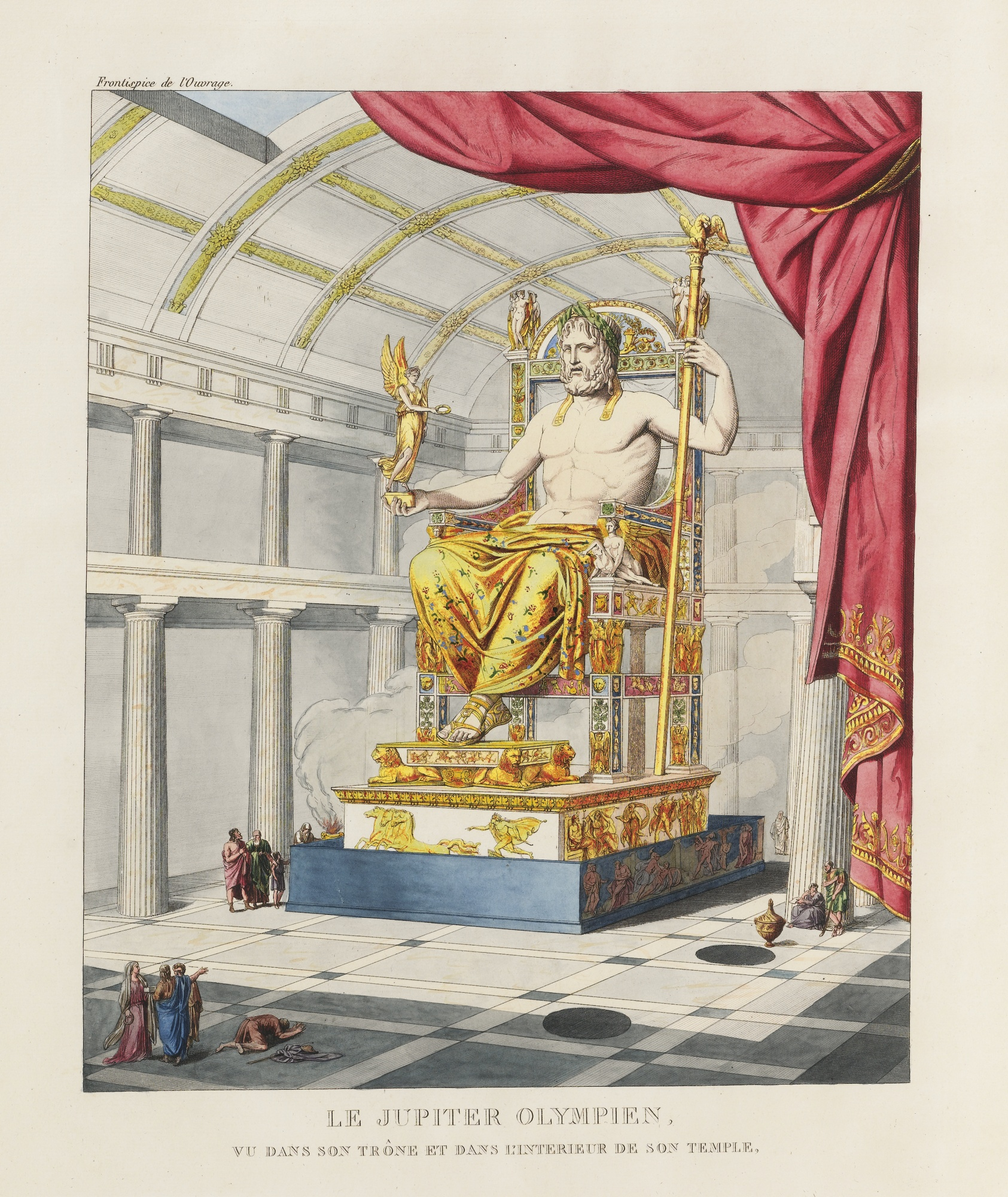
Статуя Зевса в Олимпии. Реконструкция Катрмера-де-Кенси, 1814

Наглядно греческая полихромия была представлена изумлённой французской публике Антуаном-Кризостом Катрмер-де-Кенси в зарисовке реконструкции статуи Зевса в Олимпии (1814). Катрмер-де-Кенси, будучи влиятельной персоной в сфере искусства, постоянным секретарём Академии изящных искусств в 1816—1839 годах, выступал наследником Винкельмана в пропаганде «греческого идеализма» во Франции, способствовал изданию первого французского перевода «Древностей Афин» в 1808—1824 годах. Полихромия древнегреческой архитектуры и скульптуры, с момента её обнаружения, вызвала тревогу и неприятие в обществе, что, возможно, было связано с боязнью цвета в западном искусстве, заложенной задолго до идеи Винкельмана о монохромии древнегреческой архитектуры. В современных исследованиях высказывалась мысль, что «хромофобия» была связана с попытками вычистить цвет из культуры, уменьшить его значение, так как он воспринимался как нечто «инородное» — «женское, восточное, примитивное, инфантильное, вульгарное, странное или патологичное… [или же] цвет относили к сфере поверхностного, несущественного или косметического… Цвет или нёс угрозу, или был тривиален, или и то и другое одновременно».
Сторонником греческой полихромии выступал сэр Уильям Гелл, изложивший свой взгляд на проблему в книге «Помпеяна», написанной совместно с Джоном Питером. «Предпочтение римлянами цветного мрамора критиковалось, в то время как произведения греков стали более предпочтительными прототипами для подражания. Однако факт в том, что ни один народ в истории не проявил большей страсти к ярким цветам [чем греки]», — писал Гелл. Другим крупным деятелем связавшим археологию и архитектуру стал Жак Иньяс Гитторф, редкий для Франции англофил, с большим уважением относившийся к английской археологии. В 1827 году он перевёл на французский язык «Помпеяну», а в 1832 году — «Первозданные древности Аттики» Ганди, Бедфорда и Гелла. Гитторф определял цвет как метафору жизни в древнегреческой архитектуре в своих книгах: «Античная архитектура Сицилии» (1827) и «Восстановление храма Эмпедокла в Селинунте или полихромная архитектура греков» (1845—1851).

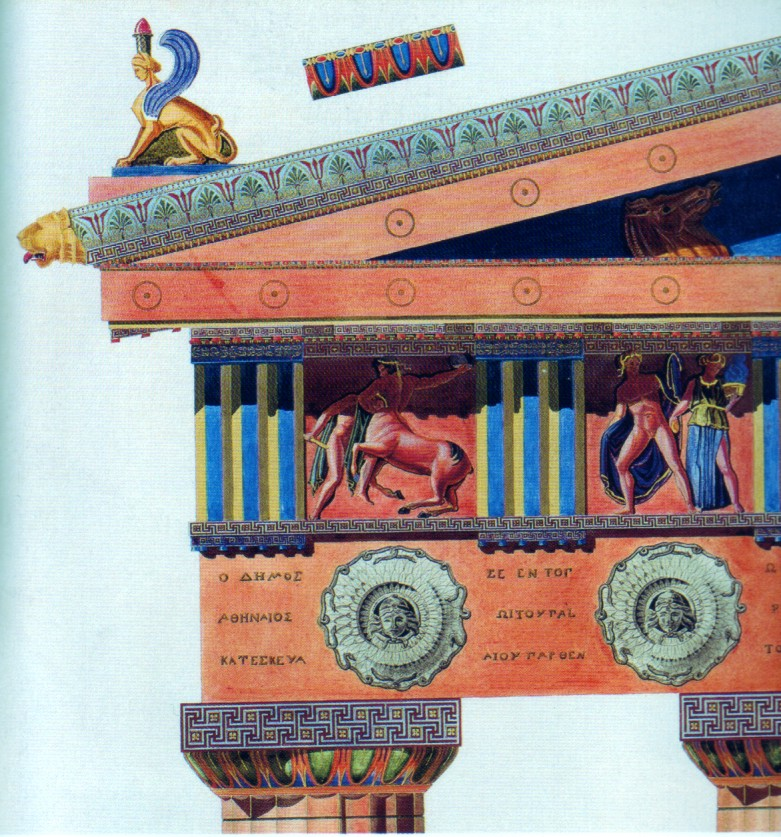
Деталь Парфенона. Цветовая реконструкция Готтфрида Земпера (1836)

Греческая полихромия вошла в фокус внимания архитектурного сообщества в 1820-х годах. В тот момент её рассматривали как попытку свержение древнегреческой архитектуры с «божественного пьедестала», на который она была поднята Фреаром де Шамбре, Винкельманом и Стюартом. Студенты Академии изящных искусств, получившие стипендии для путешествия во Французскую академию в Риме, с жадностью изучали труды Стюарта в поисках упоминаний о цветном орнаменте, чтобы использовать его в своих envoi. Применение раскрашенного в яркие цвета орнамента в Академии воспринимали как что-то народное, связанное с культурой рыночных площадей или ярмарок. В 1828 году Академию шокировал envoi, посланный Анри Лабрустом. Студент не только выбрал греческий, а не римский сюжет, но также предположил, что один из изображённых им памятников был не храмом, а зданием для гражданских собраний, который он изобразил в полихромных трофеях, надписях и граффити. Казалось, что идеализированный миф о древнегреческой архитектуре подошёл к концу.
Полихромия стала центральным сюжетом архитектурных исследований и дебатов в Европе с 1830-х годов. Французские и немецкие учёные тщательно исследовали античные древности Афин в поисках свидетельств об использовании цвета. Немецкий архитектор Готфрид Земпер в 1834 году опубликовал «Предварительные замечания о полихромной архитектуре и скульптуре античности». Брошюра фиксировала давнее убеждение автора, что цвет имел первостепенное значение для художественного мышления древних греков. Земпер критиковал подход Винкельмана, считавшего древнегреческую скульптуру исключительно белой, и отмечал, что исследования Стюарта позволили взглянуть на архитектуру Древней Греции с более достоверной стороны: «признаки античной настенной живописи [в трудах Стюарта] остались почти незамеченными, так как они были представлены без особого энтузиазма, как бы с недоверием и сопротивлением. Они явно не соответствовали взглядам того времени», — отмечал архитектор.

### Комментарии
1. ↑  В русском искусствоведении в качестве синонима неогреческому стилю употребляют термин «неогрек» (фр. neogrecque)[1]. Русский термин «неогрек» не следует путать с французским термином «неогрек» (фр. néo-grec), обозначающим художественный стиль 1850—1870-х годов, периода Второй империи, базировавшимся на архитектурном наследии Византии и бывшим «своеобразным, почти не поддающимся точному определению синтезом криптоготики и квазиклассических черт», созданный Анри Лабрустом, Феликсом Дюбаном и их последователями[2].